# Wolfenbüttel
Wolfenbüttel [vɔl.fen.bʏtl̩] ist eine an der Oker gelegene Kreisstadt und größte Stadt des Landkreises Wolfenbüttel in Niedersachsen (Deutschland). Mit 52.604 Einwohnern (Stand 31. Dezember 2024) ist Wolfenbüttel eine selbständige Gemeinde und Mittelstadt. Die Stadt ist als Bischofsstadt Sitz der Kirchenregierung für die Evangelisch-Lutherische Landeskirche in Braunschweig. Außerdem ist sie Fachhochschulstandort und beheimatet einige mittelständische Unternehmen. Das Stadtgebiet umfasst eine Fläche von über 78 km².
Von 1984 bis 1993 war Wolfenbüttel als Kandidat für die Erhebung zum Weltkulturerbe auf der Tentativliste der UNESCO platziert.

## Geographie

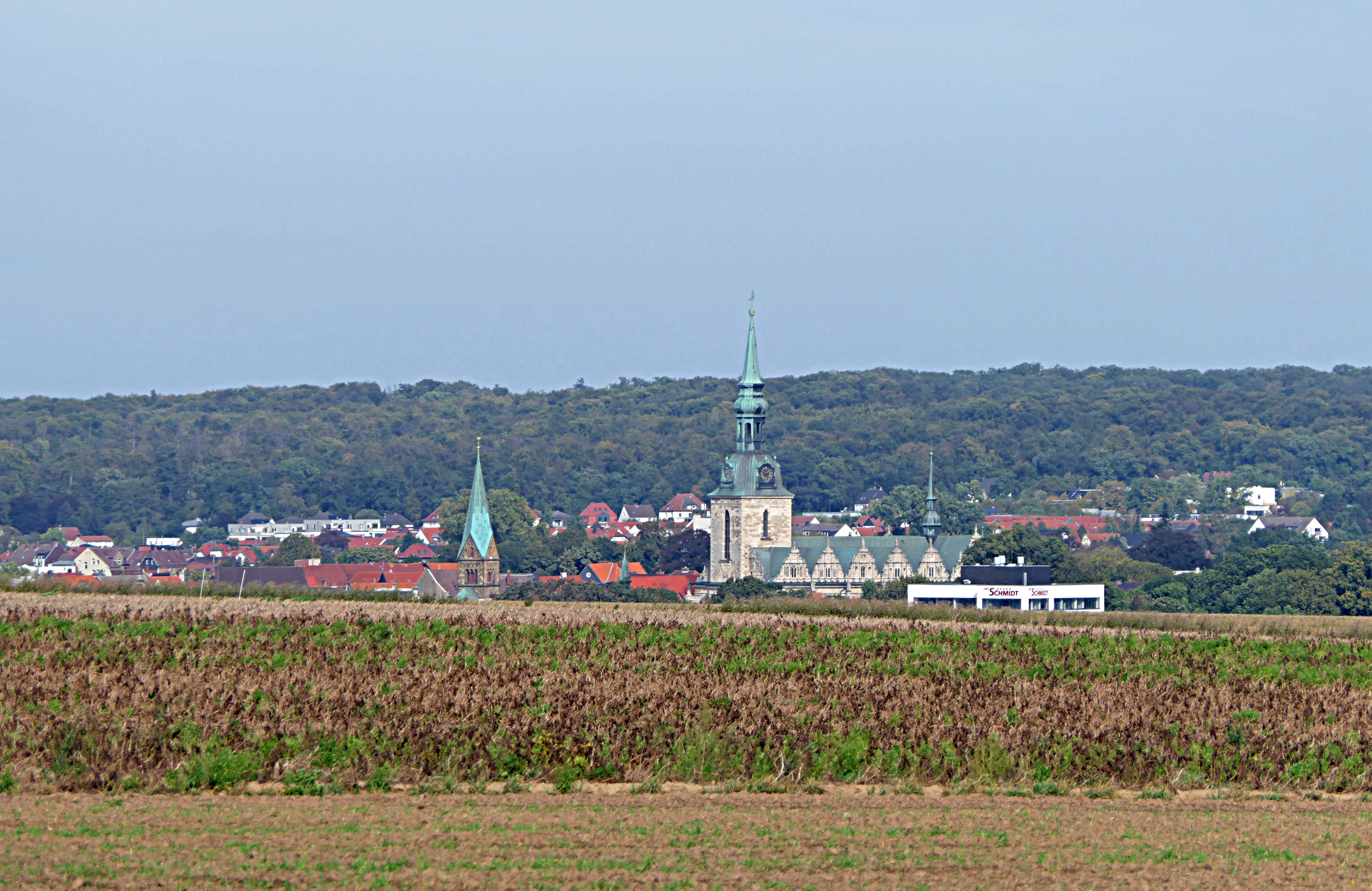
Wolfenbüttel von Süden, links St. Petrus, rechts BMV

Die Wolfenbütteler Altstadt befindet sich auf einer mittleren Höhe von 77 m ü. NHN (gemessen am Bahnhof). Als höchster Punkt des Stadtgebiets gilt mit 179 m ü. NHN eine namenlose Erhebung im Oderwald südwestlich von Halchter. Auf den Wiesen bei Groß Stöckheim im nördlichen Stadtgebiet wird 74 m ü. NHN der tiefstgelegene Punkt gemessen. Als Stadtmittelpunkt gilt der Kirchturm der Hauptkirche „Beatae Mariae Virginis“. In Nord-Süd-Richtung beträgt die größte Ausdehnung des Stadtgebiets etwa 5,2 km (Mascheroder Weg bis Zur Altenau). In Ost-West-Ausdehnung werden etwa fünf Kilometer (Oleanderweg bis Wilhelm-Mast-Straße) erreicht.
Das Stadtgebiet erstreckt sich über eine Fläche von 1447 ha (14,47 km²), einschließlich eingemeindeter Ortschaften umfasst die Fläche 7845 ha (78,45 km²). Mit 1191 ha haben Waldflächen den größten Flächenanteil, gefolgt von Gebäude- und Freiflächen mit 1089 ha. Straßen und Wege nehmen insgesamt 540 ha ein, 186 ha werden als Erholungsgebiete genutzt und auf Flüsse und Seen entfallen 67 ha.

### Geographische Lage
Wolfenbüttel liegt im Südosten von Niedersachsen zwischen Harz und Heide. Die Kernstadt liegt etwa 12 km südlich der Braunschweiger Innenstadt, rund 60 km ostsüdöstlich von der Landeshauptstadt Hannover und unmittelbar ostnordöstlich von Salzgitter. Weitere Städte in näherer Entfernung sind Bad Harzburg, Goslar, Halberstadt, Hildesheim, Peine und Wolfsburg.
Naturräumlich wird Wolfenbüttel dem Börßum-Braunschweiger Okertal, einem Teilgebiet im Ostbraunschweigischen Hügelland zugeordnet. Die Stadt wird von der Oker durchflossen, die oberhalb bei Halchter die von Osten kommende Altenau aufnimmt. Südlich der Stadt befindet sich der Oderwald, östlich der Naturpark Elm-Lappwald, südöstlich der Höhenzug Asse und die Erhebung Ösel. Etwas weiter entfernt liegt im Südwesten der Salzgitter-Höhenzug. Im Norden grenzen die Waldflächen Lechlumer Holz und Atzumer Busch an das Stadtgebiet an.

### Nachbargemeinden und Raumordnung
Die Kreisstadt Wolfenbüttel ist ausgewiesen als Mittelzentrum für die umliegenden Gemeinden des Landkreises. In den Einzugsbereich fallen die Gemeinde Cremlingen und Schladen-Werla sowie die Samtgemeinden Baddeckenstedt, Elm-Asse, Oderwald und Sickte. Aufgrund des niedersächsischen Kommunalrechts hat Wolfenbüttel die Rechtsstellung einer „selbständigen Gemeinde“.
Zum Mittelzentrum Wolfenbüttel zählen sämtliche Ortsteile mit Ausnahme der Ortschaften Adersheim, Ahlum, Atzum, Fümmelse, Leinde, Salzdahlum und Wendessen.
Historisch betrachtet gehörte Wolfenbüttel zum Herzogtum beziehungsweise Freistaat Braunschweig. Heute befindet sich die Mittelstadt Wolfenbüttel im Einzugsgebiet des Großraumes Braunschweig und damit auch in der Metropolregion Hannover-Braunschweig-Göttingen-Wolfsburg.

### Stadtgliederung
Wolfenbüttel setzt sich aus der Kernstadt und den zehn eingemeindeten Ortschaften Salzdahlum, Atzum, Ahlum, Wendessen, Linden, Halchter, Leinde, Adersheim, Fümmelse und Groß Stöckheim zusammen (im Uhrzeigersinn, beginnend im Norden), die einen im Norden offenen Ring um die Kernstadt bilden.
Die Kernstadt wiederum ist untergliedert in sieben Stadtteile oder städtische Bezirke. Im Bereich der Altstadt liegen die Auguststadt (Westen), Heinrichstadt (Zentrum) und die Juliusstadt (Osten). Die Stadtteile Kurzes Holz (Nordosten), Rote Schanze (Südosten), Schwedenschanze (Nordwesten) und Weiße Schanze (Südwesten) umgeben die Altstadt.
Der ursprüngliche Stadtkern ist der heutige Stadtteil Heinrichstadt. 1567 erfolgte die Erweiterung nach Osten (Juliusstadt), und 1652 nach Westen (Auguststadt). Nach Schleifung der Befestigungsanlagen (1804 bis 1834) war die Ausdehnung der Stadt nach Norden (Schwedenschanze und Kurzes Holz) und Süden (Weiße Schanze und Rote Schanze) möglich. Die nächste und bislang letzte Erweiterung erfolgte 1974 mit der Eingemeindung von zehn umliegenden Ortschaften, die bis dahin selbständige Gemeinden waren.

Kernstadt (rosa) und eingemeindete Ortschaften
Die drei Stadtteile der Altstadt
Die sieben Stadtteile der Kernstadt

| Nr.   | Stadtteile, Ortschaften | Fläche in ha | Bevölkerung 31. Dez. 2016 | Bevölkerungsdichte in Einwohner/km² |
| ----- | ----------------------- | ------------ | ------------------------- | ----------------------------------- |
| 01–07 | Kernstadt: Stadtteile   | 1.461,17     | 38.902                    | 2.623,7                             |
| 01    | Kurzes Holz             | 256,30       | 4.728                     | 1.830,3                             |
| 02    | Juliusstadt             | 164,15       | 7.923                     | 4.766,4                             |
| 03    | Rote Schanze            | 115,33       | 5.327                     | 4.605,0                             |
| 04    | Weiße Schanze           | 412,10       | 6.619                     | 1.592,6                             |
| 05    | Auguststadt             | 129,67       | 5.305                     | 4.053,4                             |
| 06    | Schwedenschanze         | 289,40       | 5.121                     | 1.741,2                             |
| 07    | Heinrichstadt           | 94,21        | 3.879                     | 3.881,8                             |
| 08–17 | Ortschaften             | 6.399,22     | 14.336                    | 224,0                               |
| 08    | Adersheim               | 709,53       | 838                       | 121,1                               |
| 09    | Ahlum                   | 829,21       | 1.146                     | 139,2                               |
| 10    | Atzum                   | 225,12       | 222                       | 102,6                               |
| 11    | Fümmelse                | 753,62       | 2.674                     | 353,9                               |
| 12    | Groß Stöckheim          | 298,97       | 1.401                     | 479,3                               |
| 13    | Halchter                | 953,36       | 1.444                     | 152,7                               |
| 14    | Leinde                  | 542,12       | 717                       | 129,3                               |
| 15    | Linden                  | 342,89       | 3.628                     | 959,8                               |
| 16    | Salzdahlum              | 1.337,52     | 1.597                     | 118,8                               |
| 17    | Wendessen               | 406,89       | 1037                      | 241,3                               |
|       | Wolfenbüttel            | 7.860,39     | 53.606                    | 670,4                               |

### Klima
Wolfenbüttel liegt in der gemäßigten Klimazone im Übergangsbereich zwischen ozeanisch und kontinental geprägten Gebieten.

### Geologie
Im Harzvorland gelegen, sind in Wolfenbüttel Sand-, Ton- und Lehmböden anzufinden. Auch gibt es teilweise Mergelböden in Wolfenbüttel. Die durch Wolfenbüttel verlaufende Oker bildet die Grenzlinie zwischen der Hildesheimer Börde auf der West- und der Magdeburger Börde auf der Ostseite.

## Geschichte

### Namensgebung
Der heutige Ortsname Wolfenbüttel setzt sich aus dem Grundwort -büttel und dem Bestimmungswort Wolfen zusammen. Das Bestimmungswort vor -büttel ist nicht – wie anzunehmen – in Verbindung mit Wolf zu setzen, sondern ist ein verschliffener Personenname und geht wahrscheinlich zurück auf einen sächsischen Siedler namens Wulferi bzw. Wulfheri, der sich an einer Furt an der Oker niedergelassen und die Siedlung Wulferis Buttle (Wulferebutele) gegründet haben soll. Das Suffix –büttel stammt von dem altsächsischen Wort bodal und bedeutet „Haus und Hof“ oder „Siedlung“.
Die Verbreitung von Büttel-Orten ist auf den norddeutschen Raum begrenzt. Wolfenbüttel ist die südlichste von über 150 Büttel-Ortschaften. In der Gemeinde Busenwurth im Kreis Dithmarschen in Schleswig-Holstein existiert ein weiterer Ort mit dem Ortsnamen Wolfenbüttel.

### Stadtgründung

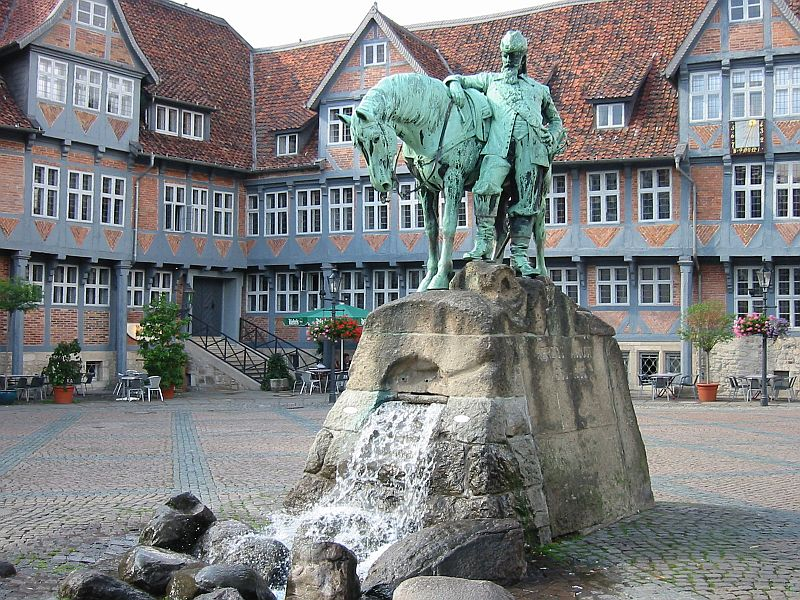
Stadtmarkt mit dem Reiterdenkmal von Herzog August

Die vermuteten Ursprünge Wolfenbüttels sind ungefähr im 10. Jahrhundert zu finden, als sich ein Siedler namens Wulferus (Wulferi) an einer Furt in den sumpfigen Okerauen niedergelassen haben soll. Diese Überquerungsmöglichkeit über die Oker zog die ersten Siedler an. An einer frequentierten Handels- und Heerstraße zwischen Rhein und Elbe gelegen, entstand dort die Siedlung Wulferisbuttle. Der Weg führte über das benachbarte Braunschweig, die Bistümer Halberstadt und Hildesheim nach Leipzig.
Eine erste urkundliche Erwähnung stammt von 1118, mit der Nennung als W[u]lferesbutle (auch Wulferisbutle). Zu dieser Zeit baute Widekind von Wolfenbüttel die Siedlung zu einer Festung aus. Die Wasserburg sollte den Kaufleuten und Reisenden in unsicheren Zeiten Schutz bieten. Aus der Wasserburg Wolfenbüttel ging die heutige Stadt Wolfenbüttel hervor.

### Entwicklung und Erweiterung der Stadt bis zum 18. Jahrhundert

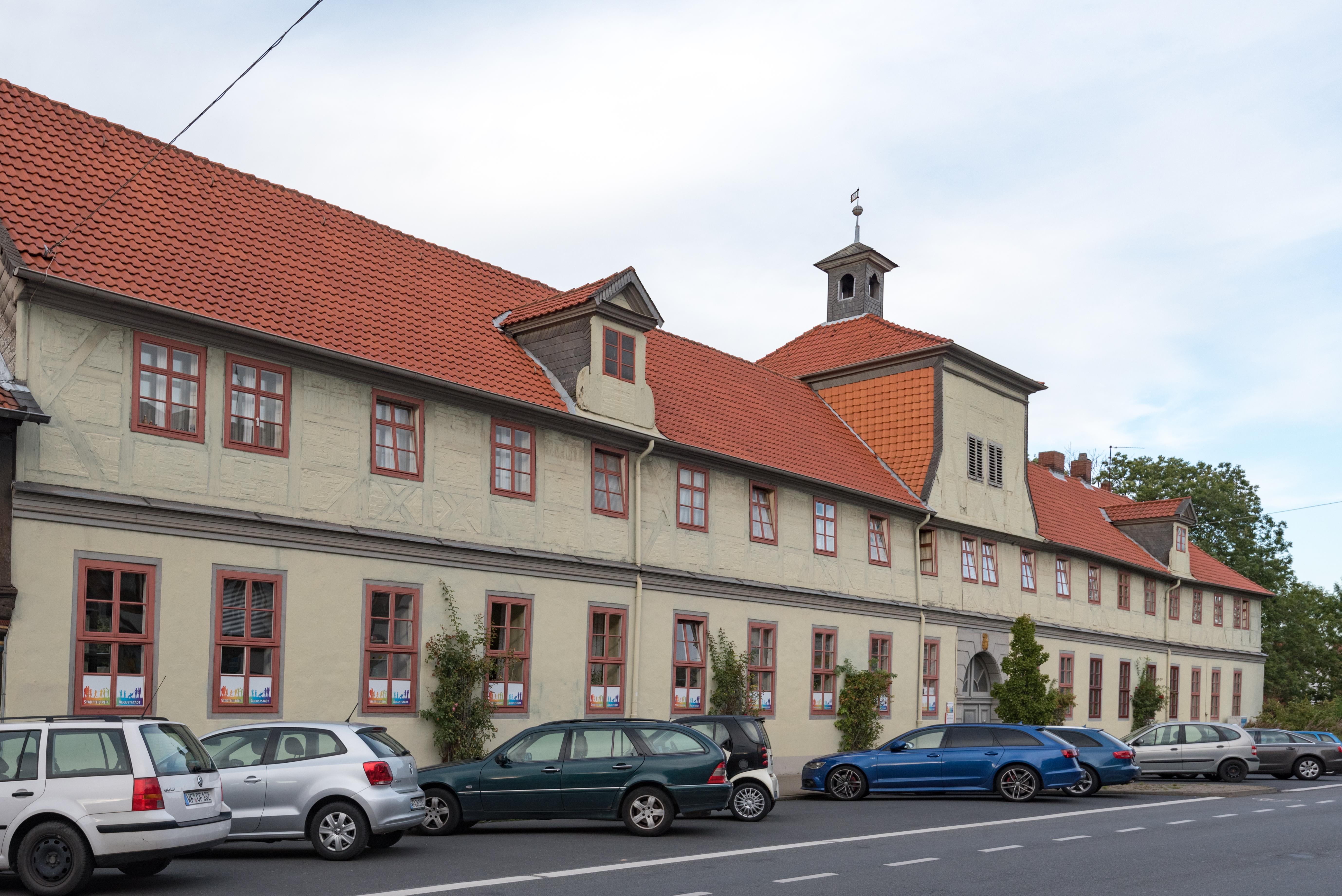
Ehemaliges Waisenhaus in der Auguststadt

Ab dem Jahr 1283 wurde Wolfenbüttel unter dem Welfen-Herzog Heinrich dem Wunderlichen zu einer Residenzfestung ausgebaut, die man seit 1500 ummauerte. Etwa seit 1430 war Wolfenbüttel ständige Residenz der Herzöge zu Braunschweig und Lüneburg. 1542 zerstörten Truppen des Schmalkaldischen Bundes die Stadt.
Herzog Julius ließ die Dammtorfestung im Bereich der Residenz verstärken und die großzügig angelegte Neue Heinrichstadt im Osten der Stadt errichten. Gleichzeitig schuf der Niederländer Hans Vredeman de Vries in der Heinrichstadt ein verzweigtes Grachtensystem, dessen Reste noch heute im sogenannten Klein Venedig sichtbar sind.
1567 entstand neben der Heinrich-Vorstadt die Julius-Vorstadt als Gotteslager (vom niederdeutschen goods für Güter, also Stapelplatz). Diese Vorstadt war als Händlersiedlung geplant, die – durch herzogliche Gnade gefördert – Braunschweig als Handelsplatz den Rang ablaufen sollte. Im Jahr 1570 erhielt Wolfenbüttel das Marktrecht. 1572 gründete Julius die Herzogliche Bibliothek.
Herzog August der Jüngere ließ 1652 im westlichen Anschluss der Dammtorfestung die Auguststadt errichten. Sie war als Handwerker- und Soldatensiedlung konzipiert, mit der St.-Johannis-Kirche und dem zwischen 1698 und 1704 unter Landbaumeister Hermann Korb vollendeten Waisenhaus als markanten öffentlichen Gebäuden.
Bis 1753 blieb Wolfenbüttel Residenzstadt des Fürstentums Braunschweig-Wolfenbüttel. Die bedeutendsten Herrscher mit Residenz in Wolfenbüttel waren die Herzöge Julius, Heinrich Julius und August der Jüngere, die von hier aus das Teilfürstentum Braunschweig-Wolfenbüttel regierten.
Im frühen 17. Jahrhundert war der Komponist und Musikschriftsteller Michael Praetorius als herzoglicher Hofkapellmeister in Wolfenbüttel tätig. Im Sommer 1764, wahrscheinlich vom 12. bis 20. Juli, hielt sich der venezianische Schriftsteller und Abenteurer Giacomo Casanova (1725–1798) in der Herzog August Bibliothek auf, um Material für seine Iliade (Dell’ Iliade di Omero tradotta in ottava rima) zu sammeln, deren erster Band im Jahr 1775 erschien. In seinen Memoiren (Geschichte meines Lebens) berichtet er später: „Ich kann diese acht Tage zu den glücklichsten meines Lebens zählen“.

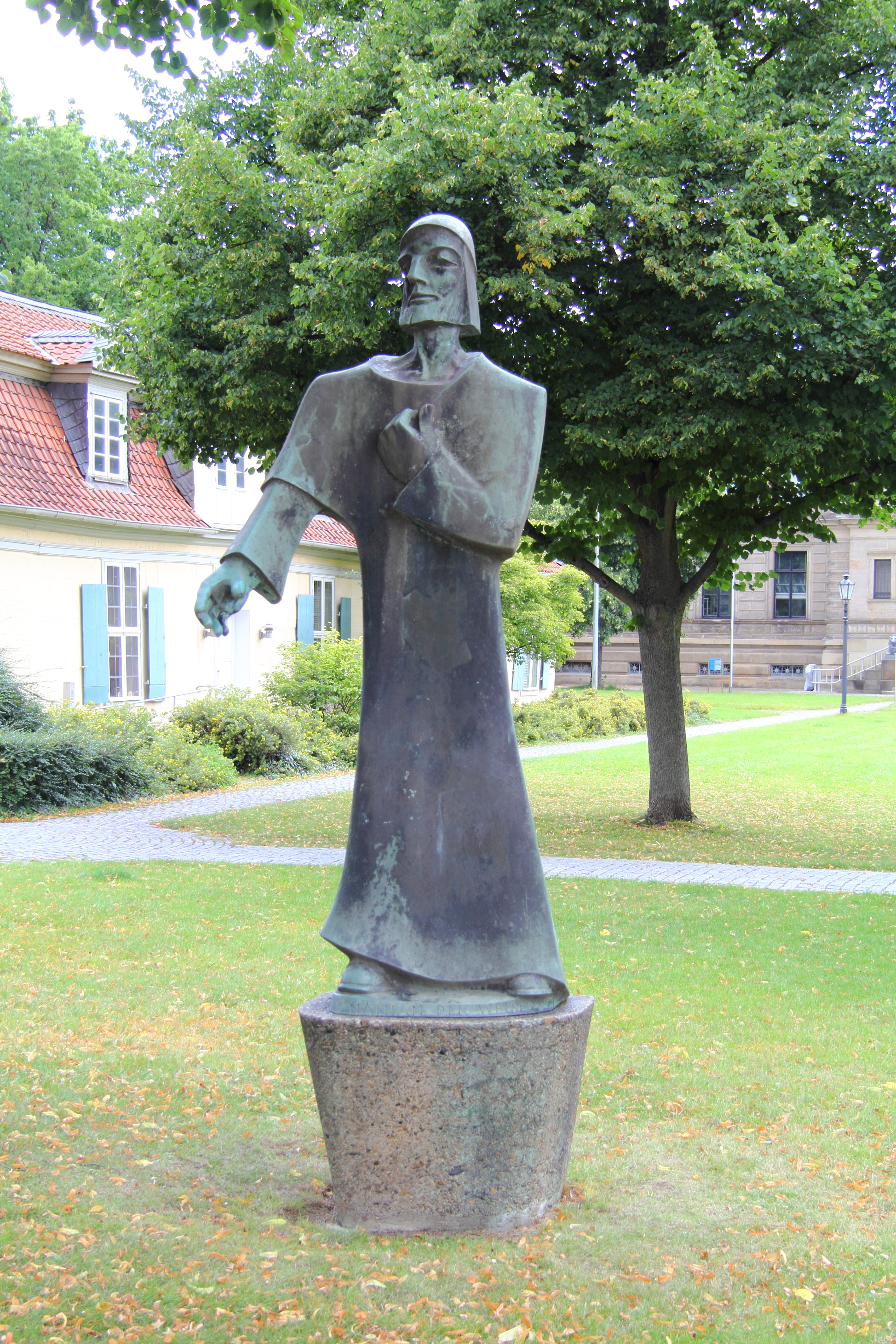
Nathan-Denkmal vor dem Lessinghaus

Als Bibliothekare der Herzog August Bibliothek wirkten Gottfried Wilhelm Leibniz (1690–1716) und Gotthold Ephraim Lessing (1770–1781), der hier das Drama Nathan der Weise verfasste. Die Stadt wird daher auch als Lessingstadt bezeichnet.
Wolfenbüttel ist eine typische Renaissance-Residenzstadt mit Schloss, Marienkirche, Johanniskirche, Trinitatiskirche, Zeughaus, Kanzlei und etwa 600 historischen Fachwerkhäusern, die unter Denkmalschutz stehen.

### Hexenprozesse
Zwischen 1590 und 1620 wurden 114 Personen wegen Zauberei aktenkundig: 97 Frauen und 17 Männer. In diesen dreißig Jahren verbrannte man 50 Menschen, enthauptete drei und wies vier aus; eine Person war in der Haft gestorben. Der Frauenanteil in den Verfahren lag bei 90 %. Bei 50 Verfahren blieb der Ausgang offen. Der Wolfenbütteler Gerichtssekretär und Referent für Kriminalsachen Friedrich Ortlep hielt 1602 schriftlich fest, dass seit seiner Amtseinführung im Jahre 1597 keine einzige Frau als „Zauberin“ in Wolfenbüttel verbrannt wurde.
In Wolfenbüttel starb im Jahr 1667 Justus Oldekop, einer der bekanntesten Gegner der Hexenverfolgung.

### Residenz, Festung und Garnison (1432–1753)

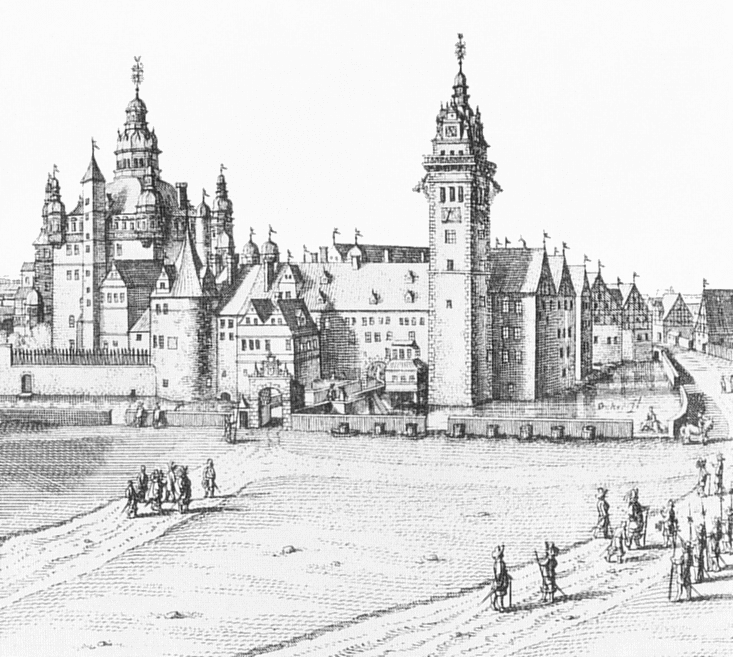
Schloss Wolfenbüttel als Merian-Stich 1654

Wolfenbüttel hat eine lange militärische Tradition als Garnisonstadt, die sich in teilweise erhaltenen Verteidigungsanlagen im Stadtgebiet widerspiegelt. Die Garnisonstadt Wolfenbüttel gilt als eine der ältesten und beständigsten Garnisonen im norddeutschen Raum.
Schon im 12. Jahrhundert existierte in Wolfenbüttel eine befestigte Burg, die 1191 Heinrich dem Löwen zerstörte. Einen Wiederaufbau der Burg ließ Herzog Albrecht I. 1255 erneut schleifen. Ursache war, dass sich Graf Gunzelin von Wolfenbüttel auf die Seite der Staufer geschlagen hatte und damit für die Welfen eine unmittelbare Bedrohung darstellte. Nachdem letztere Wolfenbüttel endgültig übernommen hatten, bauten sie die Wasserburg, das spätere Schloss Wolfenbüttel, wieder auf. Von 1432 bis 1753 wurde Wolfenbüttel zur Residenz der Herzöge und zur Landesfestung des Fürstentums Braunschweig-Wolfenbüttel ausgestaltet.
Im Jahr 1542 eroberte der Schmalkaldische Bund die Stadt und riss erneut die Befestigungen nieder. Während der fünfjährigen Besatzungszeit kam es unter dem schmalkaldischen Statthalter Bernhard von Mila zu gewalttätigen Ausschreitungen und Zerstörungen.
Ab 1570 versah man die zwischenzeitlich wieder aufgebaute Festung mit Bastionen und Kurtinen nach „neu-italienischer“ Manier. Herzog Heinrich Julius stellte 1589 zu seinem Schutz mehrere Kompanien mit berittenen und Fußsoldaten auf. Die Soldaten trugen einheitliche Uniformen.
Unmittelbar vor dem Dreißigjährigen Krieg ließ Herzog Heinrich Julius die Befestigungen noch einmal verstärken. Das Zeughaus und Reste der Festungswälle, Befestigungsgräben und der Bastionen sind heute noch im Stadtbild Zeugen dieser Zeit. Das Zeughaus diente als Rüstkammer des Landesausschusses und beherbergte auch dessen Geschütze. Der Schloßplatz zwischen Schloss und Zeughaus fungierte seit dem späten 17. Jahrhundert auch als Exerzierplatz der herzoglichen Truppen.
Durch Bestechung des amtierenden Kanzlers Johann Eberhard zu Eltz konnte der dänische König Christian IV. zu Beginn des Jahres 1626 mit seinen protestantischen Truppen in die Festung Wolfenbüttel einziehen. Damit verlagerte sich das Kriegsgeschehen auch in das Fürstentum. Unmittelbar nach der Schlacht bei Lutter am Barenberge im August 1626 setzten kaiserliche Truppen unter dem Befehl von Gottfried Heinrich Graf zu Pappenheim den geschlagenen dänisch-niedersächsischen Truppen Christians IV. nach. Sie belagerten die Landesfestung Wolfenbüttel, die damals zu den am besten gesicherten Festungen Norddeutschlands gehörte. Da alle Angriffsmaßnahmen angesichts der verstärkten Festung versagten, ließ Pappenheim mit Hilfe von zu Zwangsdienst verpflichteten Bauern einen Damm errichten, der die Oker aufstaute. In der Festung stand 140 Tage das Wasser mehr als einen Mann hoch. Die Festungsbesatzung musste schließlich im Dezember 1627 aufgeben.
Pappenheim übertrug zunächst das Kommando über die Festungsstadt an Gottfried Huyn von Geleen. Spätestens ab 1634
löste der Obristen Lieutenant Johannes Ernst von Reuschenberg zu Setterich seinen Vorgesetzten ab und verteidigte bis 1643 Wolfenbüttel. Zwei feindliche Belagerungen, im August/September 1632 und von Februar bis September 1641, scheiterten am Kriegsgeschick von Reuschenbergs und seines Helfers Levin Zanner, genannt „Rittmeister Immernüchtern“. Während die erste Belagerung durch lüneburgische Truppen unter Herzog Georg von Braunschweig-Calenberg vor allem an der mangelhaften Vorbereitung rasch scheiterte, erwies sich die zweite Belagerung durch ein schwedisch-lüneburgisches Heer als weitaus bedrohlicher. Dazu setzten die Belagerer den einst von Pappenheim angelegten Damm von 1627 wieder instand und setzten dank des heute Schwedendamm genannten Bauwerks die Stadt Wolfenbüttel ab Juni 1641 unter Wasser. Die Stauung grub aber auch den Kornmühlen im nördlich Wolfenbüttels gelegenen Braunschweig das Wasser ab, so dass die Belagerer ihren Damm am 1. September 1641 selbst wieder aufbrechen mussten.
Die Belagerung von 1641 war an sich also ebenfalls erfolglos, begünstigte aber Friedensverhandlungen zwischen Kaiser und Welfen. An deren Ende stand der Goslarer Akkord vom 16. Januar 1642 und schließlich dessen Bestätigung in einem Hauptrezess am 19. April 1642. Infolgedessen erklärten sich die braunschweigischen Herzogtümer quasi für neutral und vollzogen eine weitgehende Truppenreduzierung, mit Ausnahme der notwendigen Festungsbesatzungen. Zu guter Letzt erhielt Herzog August II. 1643 Stadt und Herzogtum Wolfenbüttel von den Kaiserlichen ungeschmälert zurück. Bis zum Ende des Dreißigjährigen Krieges und darüber hinaus blieb Wolfenbüttel in welfischer Hand.
Erst während des Siebenjährigen Krieges, nämlich 1757/58 und dann wieder 1761, gelang den Franzosen eine kurzzeitige Besetzung der Stadt. Ein vorerst letztes Mal von fremden Truppen besetzt wurde Wolfenbüttel am 26. Oktober 1806, abermals durch die Franzosen, nach der Schlacht bei Jena und Auerstedt. Am 11. April 1945, kurz vor Ende des Zweiten Weltkriegs, rückten dann Einheiten der 9. US-Armee weitgehend kampflos in die Stadt Wolfenbüttel ein. 

### Wolfenbüttel als Garnisonstadt im 19. und 20. Jahrhundert

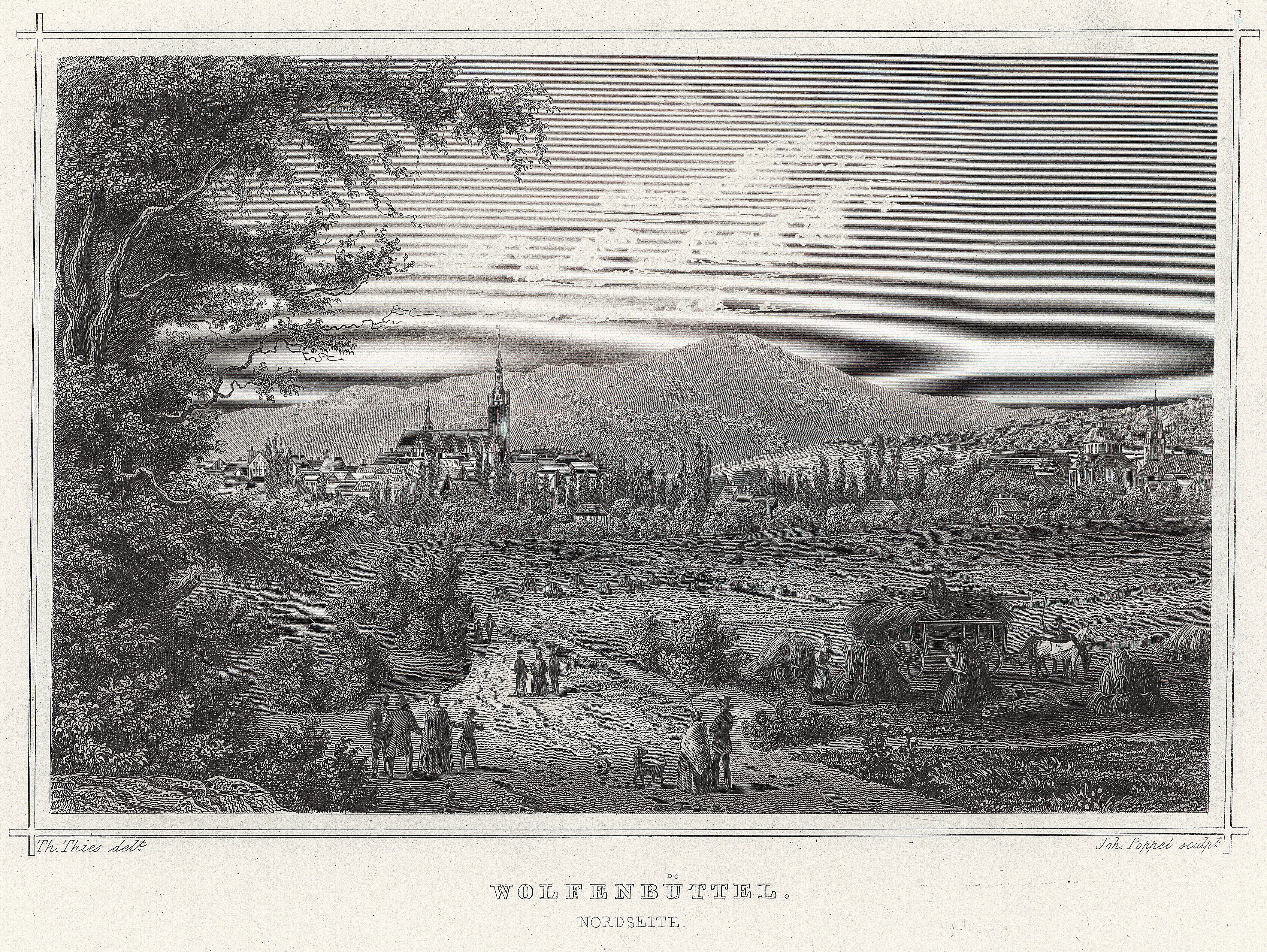
Die Nordseite von Wolfenbüttel auf einem Stahlstich des 19. Jahrhunderts

Seit dem 17. Jahrhundert hatte die Postroute Wolfenbüttel-Harzburg die Residenzstadt mit den südlichen Exklaven des Herzogtums verbunden. Diese Kutschenpost ergänzte und ersetzte ab dem 1. Dezember 1838 eine Eisenbahnlinie, zunächst von Braunschweig nach Wolfenbüttel. Das durch die Herzoglich Braunschweigische Staatseisenbahn errichtete Teilstück war die erste deutsche Staatsbahnlinie überhaupt und die vierte Eisenbahnstrecke im Deutschen Bund. Bis zum 31. Oktober 1841 folgte die Verbindung von Wolfenbüttel nach Bad Harzburg. In der Folge baut man das Streckennetz kontinuierlich aus. 1870 erfolgte die Umwandlung in eine private Aktiengesellschaft, deren Aktien das Königreich Preußen zwischen 1879 und 1882 aufkaufte und als eigene Staatsbahn weiterbetrieb.
Das Innere des Zeughauses am Schlossplatz wurde 1806 zur ausschließlichen Nutzung als Kaserne umgebaut. In den Jahren nach 1900 war das Gebäude ein Filialdepot der Wolfenbütteler Garnison. Am 5. Dezember 1867 verlegte die 4. Herzoglich Braunschweigische Feldbatterie nach Wolfenbüttel. In der Zeit des Nationalsozialismus errichtete man 1936 eine neue Kaserne am Waldrand im Nordosten der Stadt. Sie diente als Garnison für das 36. Flak-Regiment und das Fallschirm-Infanterie-Bataillon 1 der Luftwaffe.
Am 11. April 1945 besetzten Einheiten der 9. US-Armee weitgehend kampflos die Stadt Wolfenbüttel. In der Folge übernahm die Britische Rheinarmee die Kaserne und benannte sie in „Northampton Barracks“ um. Wolfenbüttel lag unweit der innerdeutschen Demarkationslinie und an der Norddeutschen Tiefebene, der man während des Kalten Krieges große strategische Bedeutung zumaß. Kurz nach der Vereinigung Deutschlands verließen die Briten die Wolfenbütteler Kaserne. Seitdem wird das ehemalige Kasernengelände zivil genutzt. Das Gelände „Am Exer“ dient jetzt hauptsächlich als Fachhochschul-Campus für die Ostfalia – Hochschule für angewandte Wissenschaften. Auf dem Campus befinden sich die Fachbereiche Soziale Arbeit, Informatik und Versorgungstechnik, die Hochschul-Bibliothek, zwei Studentenwohnheime, mehrere Gewerbebetriebe (u. a. handwerkliche Betriebe) sowie die WoBau Wolfenbüttel.
Beim Bau der Kaserne im Jahr 1936 war das Gräberfeld Auf dem Exer entdeckt worden. Der Braunschweiger Museumskonservator Otto Krone barg acht Skelette aus der Zeit der Christianisierung um 800 n. Chr. Da der frühere Kasernenbereich als archäologische Fundstelle bekannt war, kam es 2023 im Vorfeld von Baumaßnahmen auf dem Gelände zu archäologischen Prospektionen. Bei einer Ausgrabung durch das Niedersächsische Landesamt für Denkmalpflege wurden 82 Körpergräber untersucht, die einen heidnischen wie auch einen christlichen Bestattungsritus aufwiesen.
Zwischen Lindener Straße und Cranachstraße war die Gneisenau-Kaserne Standort des Heeres der deutschen Bundeswehr. Dort war vom 15. August 1956 bis zu seiner Auflösung am 30. September 1972 das Panzergrenadierbataillon 22 stationiert, danach das Beobachtungsbataillon 13 und die Instandsetzungsausbildungskompanie 5/1. Mit der Schließung der Kaserne im Jahr 1994 endete die über 400-jährige Garnisongeschichte der Stadt Wolfenbüttel. Heute sind auf dem Gelände der ehemaligen Gneisenau-Kaserne u. a. der Rettungsdienst des DRK, das Technische Hilfswerk und die Polizei untergebracht. Große Teile des ehemaligen Kasernengeländes werden zudem als städtischer Wohnraum genutzt.

### Überbleibsel der Befestigungsanlagen in der Gegenwart
Reste des Schwedendamms finden sich noch heute, in Gestalt einer leichten Bodenwelle, nördlich von Wolfenbüttel, bei Groß Stöckheim unmittelbar vor der Autobahn A 36. An ihn erinnert auch die Straße „Am Schwedendamm“ im Nordwesten Wolfenbüttels. In der weiteren Umgebung ließen sich durch u. a. Luftbildarchäologie Schanzen aus dieser Zeit nachweisen.
Ebenfalls erhalten haben sich bis in die Gegenwart diverse Überbleibsel der alten Stadtbefestigung, obwohl die Festung Wolfenbüttel ab 1798 geschleift wurde. Die Oker, die einst durch Gräben geleitet die Festungsmauern umfloss, war Teil des Befestigungssystems. Der heutige Stadtgraben, auch Ententeich genannt, ist nur ein kleiner Abschnitt der Wassergräben, die Wolfenbüttel umgeben hatten. Von den ehemals neun großen Bastionen, die die Festung sicherten, sind die Reste vierer dieser Befestigungswerke im Stadtbild anzutreffen. Unmittelbar am Stadtgraben findet sich die Bastion „Corneliusberg“. Die Straße „Am Rosenwall“ führt an den imposanten Erhebungen der ehemaligen Bastion „Joachimsberg“ vorbei, die die Mächtigkeit der Bastionen der Landesfestung erahnen lässt. Unter dieser Bastion befinden sich Kasematten, die allerdings nicht betreten werden können. Im „Seeliger-Park“ hinter dem Schloss liegen unter der heutigen „Seeliger-Villa“ die Reste der Bastion „Lindenberg“, deren Kasematten zu besichtigen sind (Anfragen an die Tourist-Information Wolfenbüttel am Stadtmarkt). Direkt hinter Pavillonbauten des Gymnasiums im Schloss liegt ein Gewölbe, das ehemals zum rückwärtigen Teil einer Kurtine (Wallanlage) gehörte. Das Parkhotel am Kaffeehaus ist auf der Bastion „Karlsberg“ errichtet worden. Erst nach Voranmeldung zugänglich ist der Bereich des Philipsberges, der in der JVA Wolfenbüttel liegt.
Während eine Umwidmung und aktive Nutzung der Kasematten in heutiger Zeit nicht gelungen ist, gibt es zwei gelungene Umwidmungen alter Reithallen. Das Fachwerkgebäude zwischen dem imponierenden Proviantboden hinter dem Zeughaus und der Bibliothek ist als Jahnturnhalle bekannt, hier befindet sich, nach aufwendiger Restaurierung, das Bürgermuseum. Drei Gebäude gehören wohl zu der sogenannten Schlosskaserne, die die Herzoglich Braunschweigische Feldbatterie 1867 bezogen hatte. Den großen Backsteinbau am Teichgarten nutzt nach gelungener Renovierung eine ortsansässige Tanzschule.

### Stadtsanierung in der jüngeren Vergangenheit
Im Zweiten Weltkrieg zerstörten Luftangriffe 258 (3,8 %) der 6797 Wohnungen in Wolfenbüttel und beschädigten 363 (5,3 %). Infolge der vergleichsweise geringen Kriegsschäden erhielt sich in Wolfenbüttel ein nahezu geschlossenes historisches Stadtbild. Um es zu bewahren, wurde in den 1970er Jahren ein Sanierungsprogramm aufgelegt. Es gelang, weite Teile der Altstadt (Heinrichstadt, Auguststadt, Juliusstadt) denkmalgerecht zu modernisieren, wobei man über 150 Einzelobjekte restaurierte.

### Eingemeindungen
Am 1. März 1974 wurden die Gemeinden Adersheim, Ahlum, Atzum, Fümmelse, Groß Stöckheim, Halchter, Leinde, Linden, Salzdahlum und Wendessen in die Stadt Wolfenbüttel eingegliedert.

### Einwohnerentwicklung
Wolfenbüttel dient mit Stand Dezember 2021 52.604 Personen als Hauptwohnsitz und ungefähr weiteren 2000 als Zweitwohnsitz.
Bevölkerungsfortschreibung des Niedersächsischen Landesamtes für Statistik; amtliche Fortschreibung jeweils zum 31. Dezember.
| Jahr | Einwohner |
| ---- | --------- |
| 1755 | 9.212     |
| 1764 | 6.999     |
| 1776 | 5.631     |
| 1781 | 6.000     |
| 1885 | 13.453    |
| 1917 | 17.228    |
| 1939 | 24.813    |
| 1950 | 34.401    |
| 1961 | 38.060    |
| 1970 | 40.279    |
| 1974 | 53.064    |
| 1985 | 48.641    |
| 1987 | 50.711    |

| Jahr | Einwohner |
| ---- | --------- |
| 1990 | 52.032    |
| 1992 | 53.226    |
| 1994 | 53.622    |
| 1996 | 53.602    |
| 1997 | 53.760    |
| 1998 | 53.968    |
| 1999 | 54.344    |
| 2000 | 54.680    |
| 2001 | 54.517    |
| 2002 | 54.643    |
| 2003 | 54.687    |
| 2004 | 54.730    |
| 2005 | 54.461    |

| Jahr | Einwohner |
| ---- | --------- |
| 2006 | 54.124    |
| 2007 | 53.954    |
| 2008 | 53.797    |
| 2009 | 53.460    |
| 2010 | 53.353    |
| 2011 | 51.581    |
| 2012 | 51.546    |
| 2013 | 51.569    |
| 2014 | 51.670    |
| 2015 | 52.269    |
| 2016 | 52.446    |
| 2017 | 52.357    |
| 2020 | 52.121    |

- 1776: Verlegung des Hofs nach Braunschweig und Siebenjähriger Krieg
- 1974: Eingemeindung von zehn Ortschaften
- 1987: Volkszählung
- 2011: Volkszählung / Zensus 2011

## Religion

### Evangelisch-lutherische Kirche
Bischofsstadt

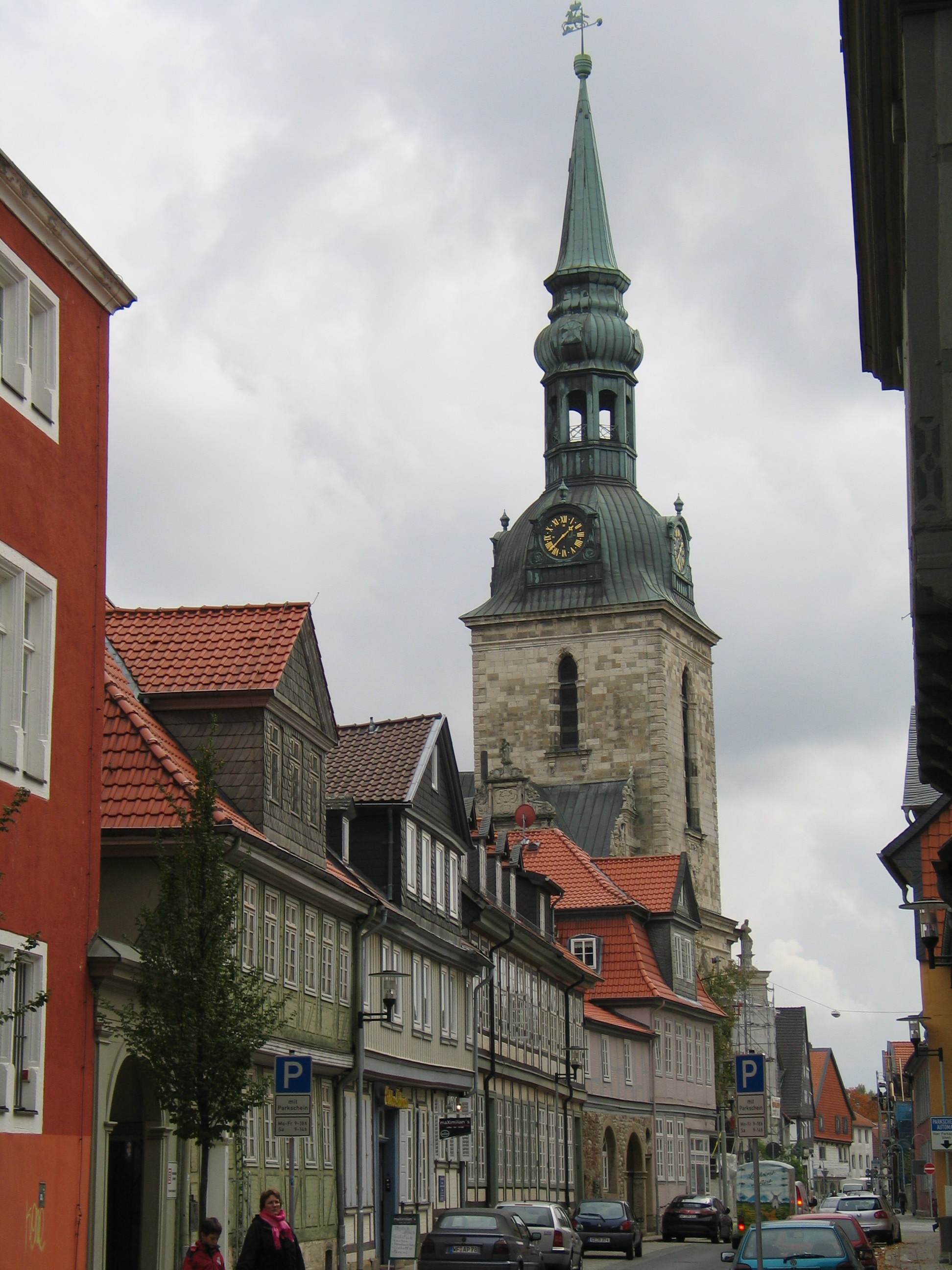
Turm der Marienkirche

Landeskirchenamt und Kirchenregierung der Evangelisch-Lutherischen Landeskirche in Braunschweig haben ihren Sitz in Wolfenbüttel. Der Landesbischof ist Vorsitzender sowohl des Landeskirchenamts als auch der Kirchenregierung und hat seinen Amtssitz in der Bischofsstadt Wolfenbüttel. Die Braunschweigische Landeskirche hatte 2020 320.000 Gemeindemitglieder. Zur Landeskirche gehören rund 300 Kirchengemeinden, die in 12 Unterbezirken, den Propsteien, zusammengefasst sind. Weiterhin unterhält die Landeskirche 394 Kirchen und Kapellen; Hauptkirche ist der Braunschweiger Dom St. Blasii, während die Wolfenbütteler Marienkirche früher als Sitz des Obersten Generalsuperintendenten die wichtigste Kirche des Herzogtums war.
Propstei Wolfenbüttel
Die Propstei Wolfenbüttel ist eine von 12 Propsteien der Landeskirche in Braunschweig und ist umgeben von den Propsteien Braunschweig, Königslutter, Salzgitter-Lebenstedt, Goslar und Schöppenstedt, wobei Landkreis und Propstei Wolfenbüttel nicht deckungsgleich sind. Zur Propstei Wolfenbüttel gehörten 2020 26 Kirchengemeinden mit über 18.000 Gemeindemitgliedern. In Wolfenbüttel befindet sich das Propsteibüro, der Amtssitz des Propstes.
Folgende Kirchen gehören der Propstei Wolfenbüttel in der Landeskirche Braunschweig an:
| - St.-Jacobi-Kirche (Adersheim) - St. Maria (Ahlum) - St. Stephani (Atzum) - Gethsemanekirche (Fümmelse) - Apostelkirche (Groß Stöckheim) - Dorfkirche (Halchter) - Dorfkirche (Leinde) - St.-Brictius-Kirche (Linden) | - St. Jürgen (Salzdahlum) - St. Georg (Wendessen) - Marienkirche (Wolfenbüttel) - Martin-Luther-Kirche (Wolfenbüttel) - St.-Johannis-Kirche (Wolfenbüttel-Auguststadt) - St.-Thomas-Kirche (Wolfenbüttel) - Trinitatiskirche (Wolfenbüttel) - Versöhnungskirche (Wolfenbüttel) |

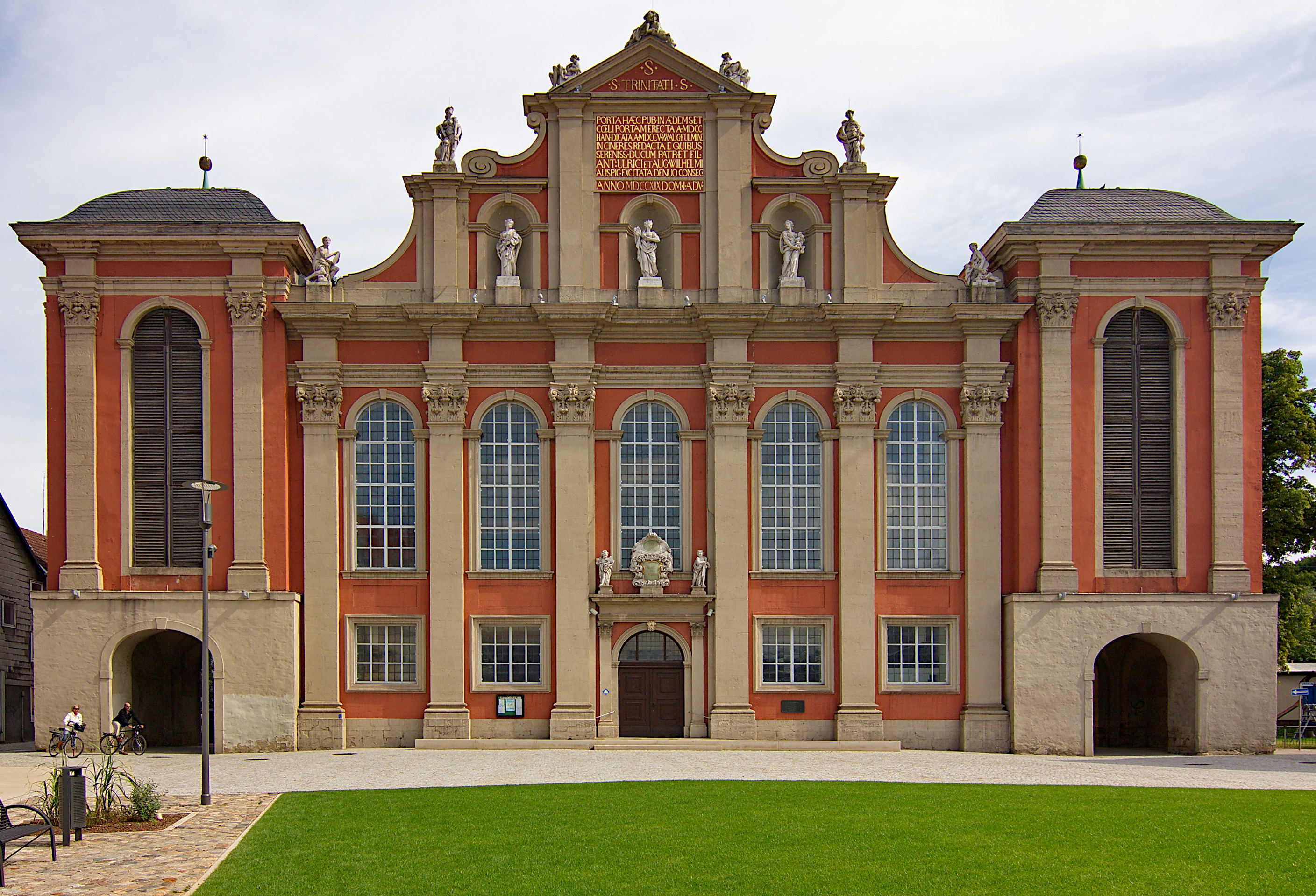
Trinitatiskirche
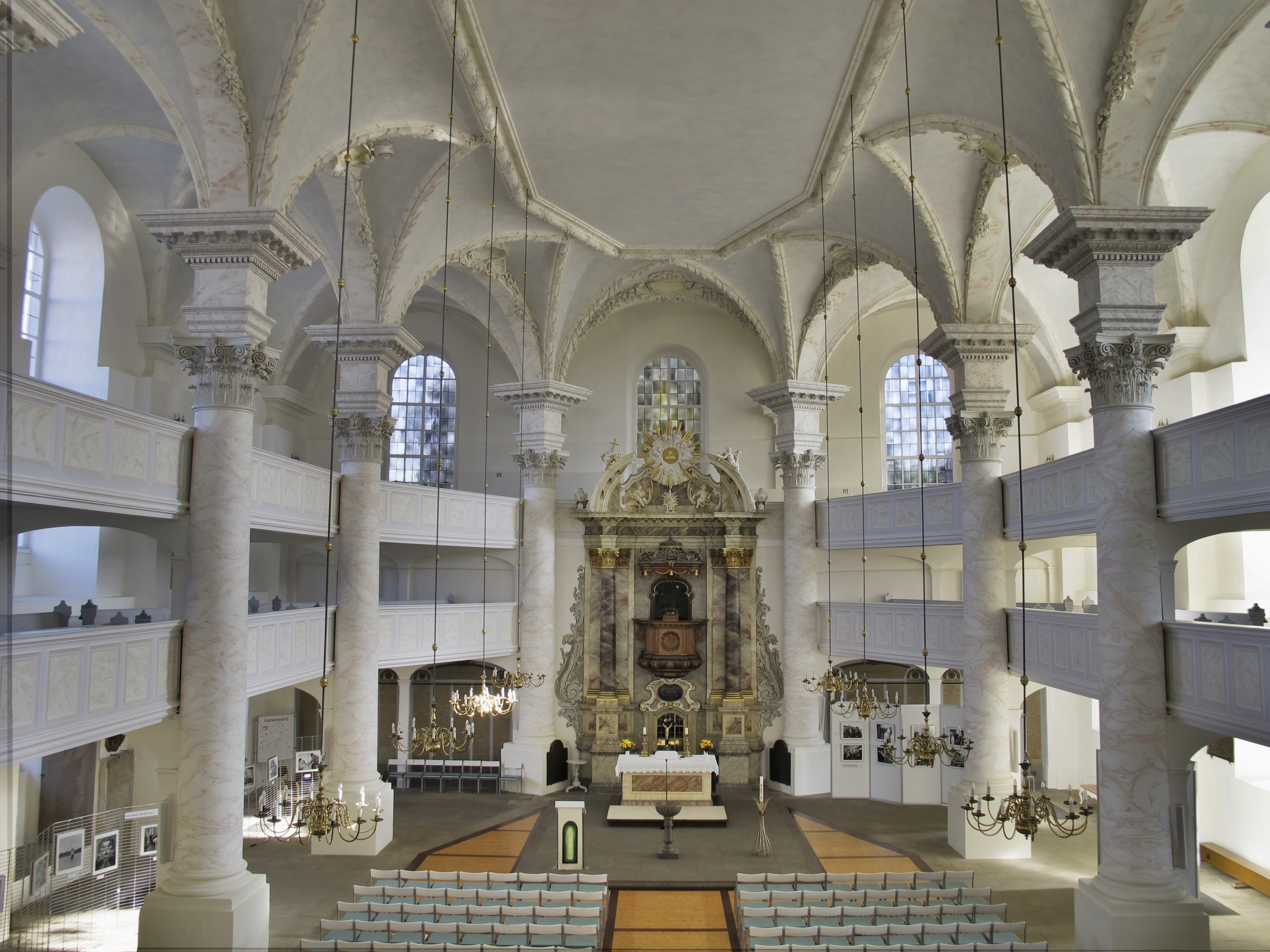
Trinitatiskirche, Innenansicht
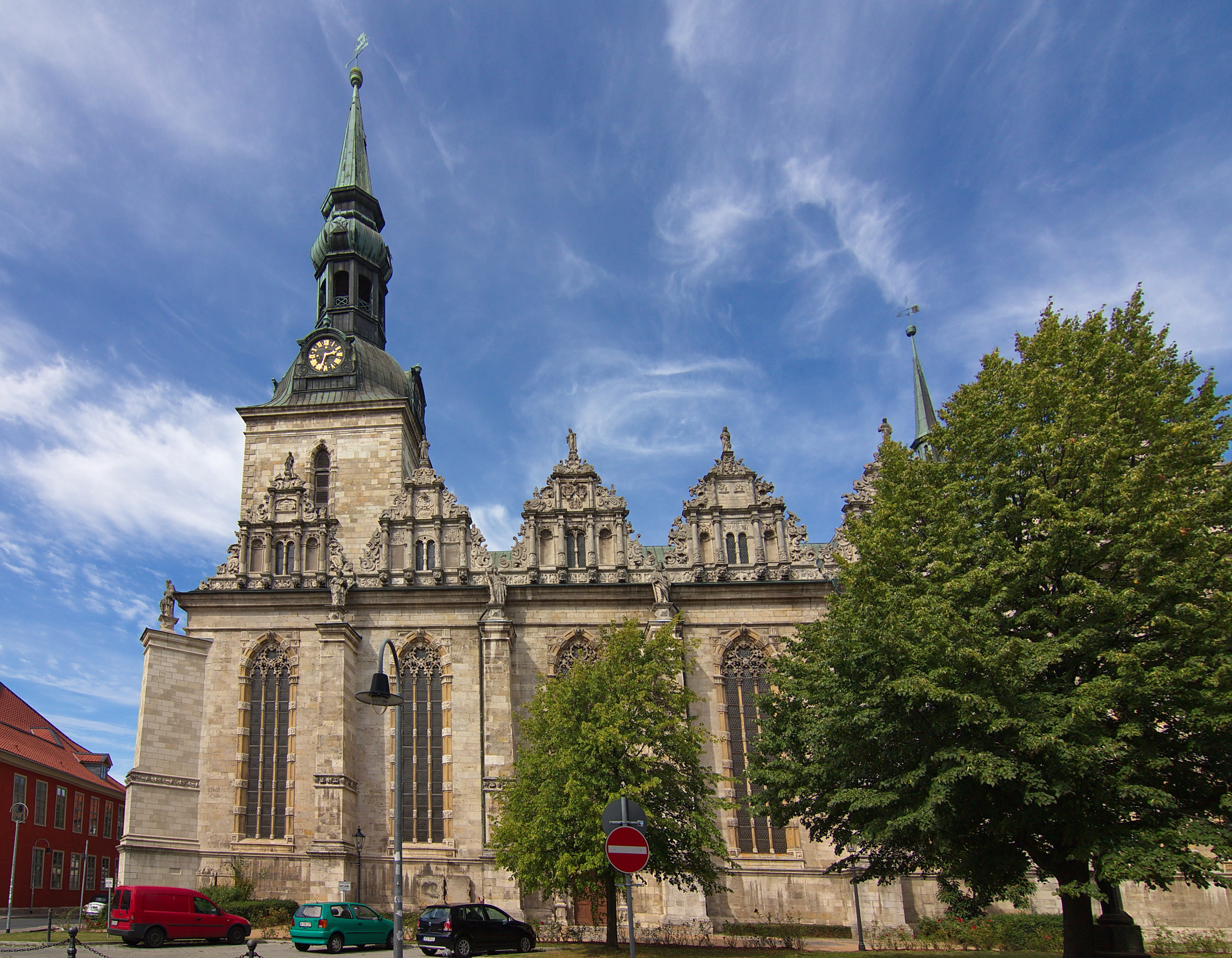
Marienkirche (BMV)
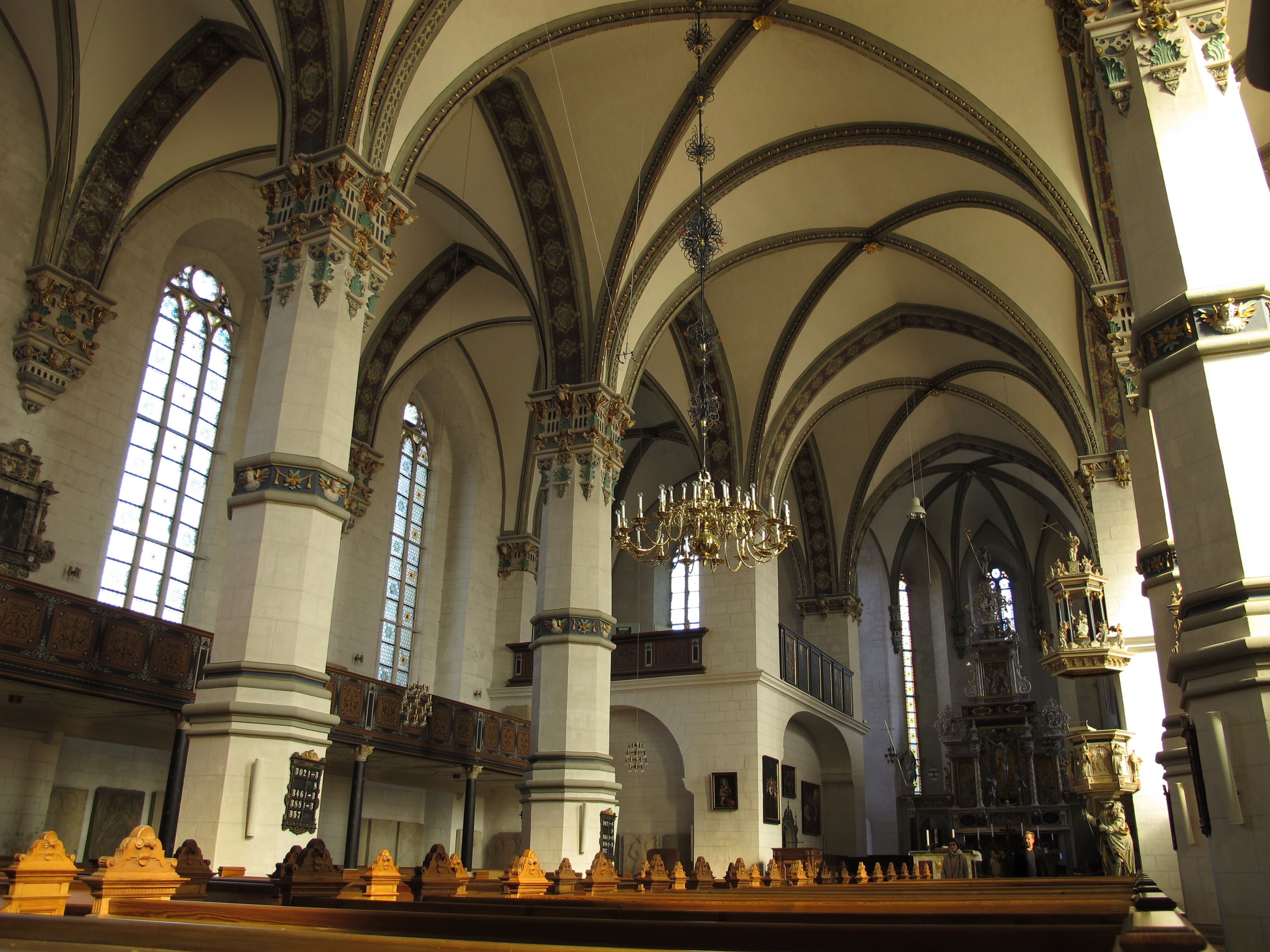
Marienkirche, Innenansicht

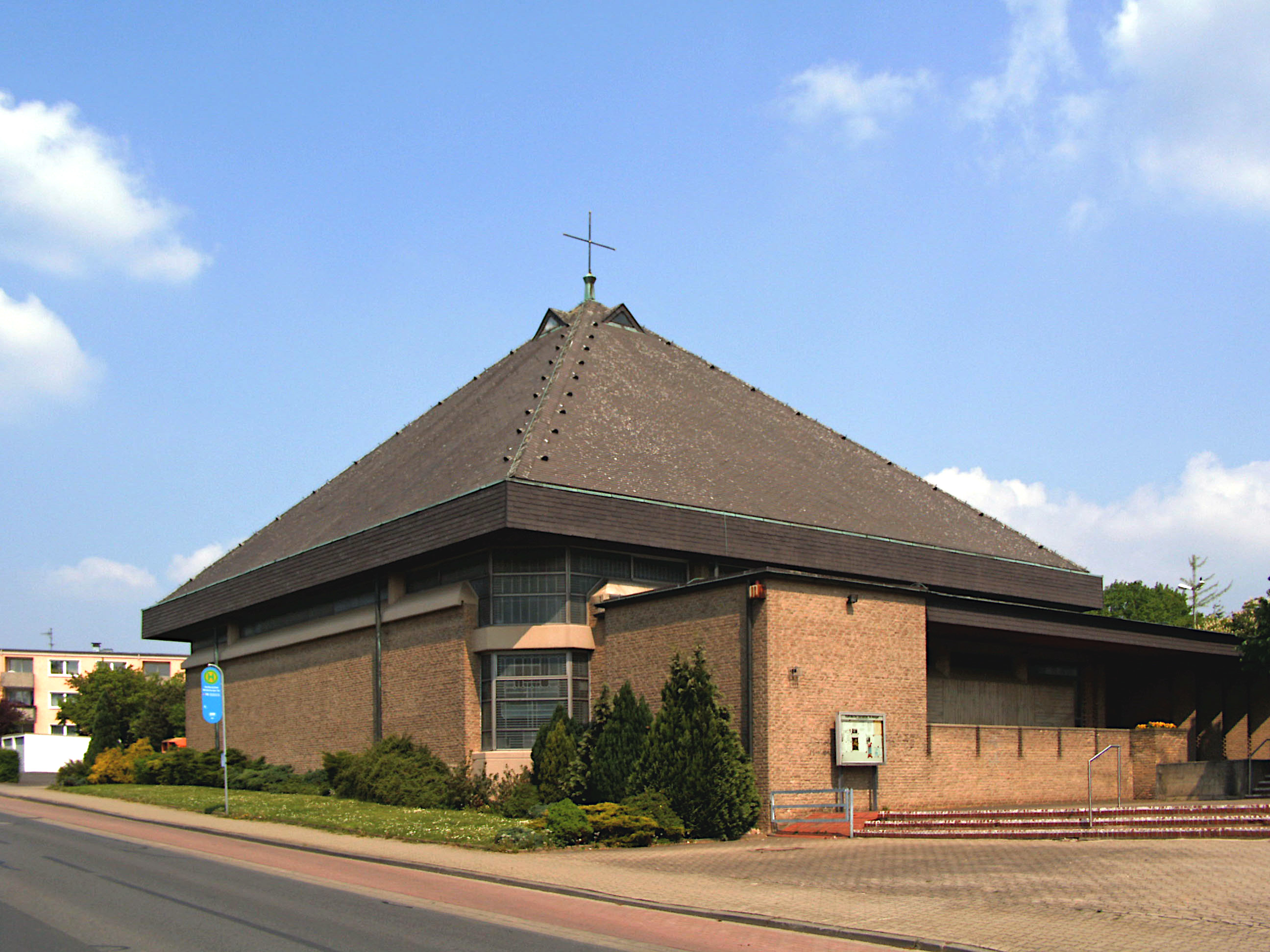
St.-Ansgar-Kirche

### Katholische Kirche
Wolfenbüttel ist Sitz der katholischen Pfarrgemeinde St. Petrus. Zu ihr gehören auch die St.-Ansgar-Kirche in Wolfenbüttel sowie im Landkreis Wolfenbüttel die Kirchen St. Joseph in Schöppenstedt, St. Bernward in Börßum (2011 profaniert), Heilig Kreuz in Dorstadt und St. Peter und Paul in Heiningen.

### Sonstige Kirchen
Eine Baptisten-Gemeinde, die Christus-Gemeinde Wolfenbüttel, hat ihren Sitz seit etwa 1980 auf dem Grundstück Leopoldstraße 14. Ursprünglich von der Gemeinde in Braunschweig-Heidberg aus gegründet, wurde die Gemeinde in Wolfenbüttel 1991 selbständig. Sie gehört zum Bund Evangelisch-Freikirchlicher Gemeinden in Deutschland.
Eine Neuapostolische Kirche steht an der Lessingstraße. Ihr Gebäude wurde 1916 errichtet und 1967 zur heutigen Form erweitert. Der neuapostolische Kirchenbezirk Wolfenbüttel, zur Neuapostolischen Kirche Mitteldeutschland gehörend, umfasst das Gebiet von Wolfenbüttel über Salzgitter-Bad bis hin nach Gittelde.

### Jüdische Gemeinde
Die erste jüdische Gemeinde wurde von Marcus Gumpel Moses Fulda (1660–1733) gegründet. Dessen Enkel, die Gebrüder Herz und Philipp Samson hatten in der Folgezeit großen Einfluss auf das jüdische Leben in Wolfenbüttel und Braunschweig. Im Jahr 1786 gründete der Hofbankier Philipp Samson aus dem 20.000 Reichstaler betragenden Stiftungskapital seines Vaters Samson Gumpel eine Talmud-Tora-Freischule. Samson war Vorsteher der jüdischen Gemeinde Wolfenbüttel, in unmittelbarer Umgebung ließ er im Hinterhof seines Hauses Harzstraße 12 eine Synagoge einrichten. Der zweistöckige Fachwerkbau diente von 1781 bis 1893 als Synagoge und bot bis zu 80 Menschen Platz. Die zu klein gewordene Synagoge an der Harzstraße wurde von der 1893 neu errichteten Synagoge an der Lessingstraße abgelöst. Architekt der neuen Synagoge war Constantin Uhde. In der Reichspogromnacht 1938 wurde die Synagoge zerstört. Eine Wolfenbütteler jüdische Gemeinde gibt es seit dieser Zeit nicht mehr. Heute erinnert nur noch ein jüdischer Friedhof an die ehemalige jüdische Gemeinde.

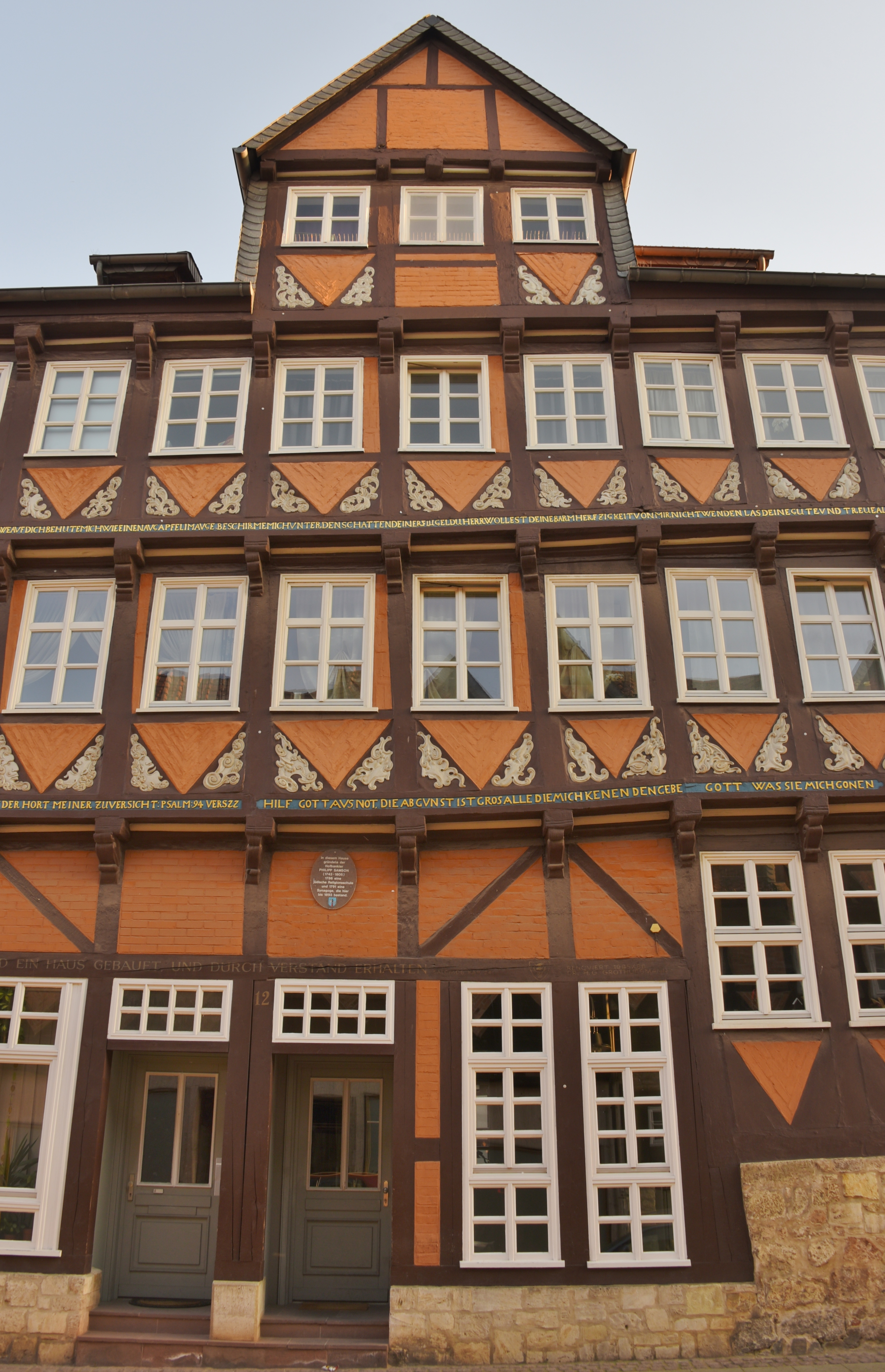
Fachwerkhaus, in dem sich die von Samson gegründete Religionsschule befand, die später zur Synagoge wurde
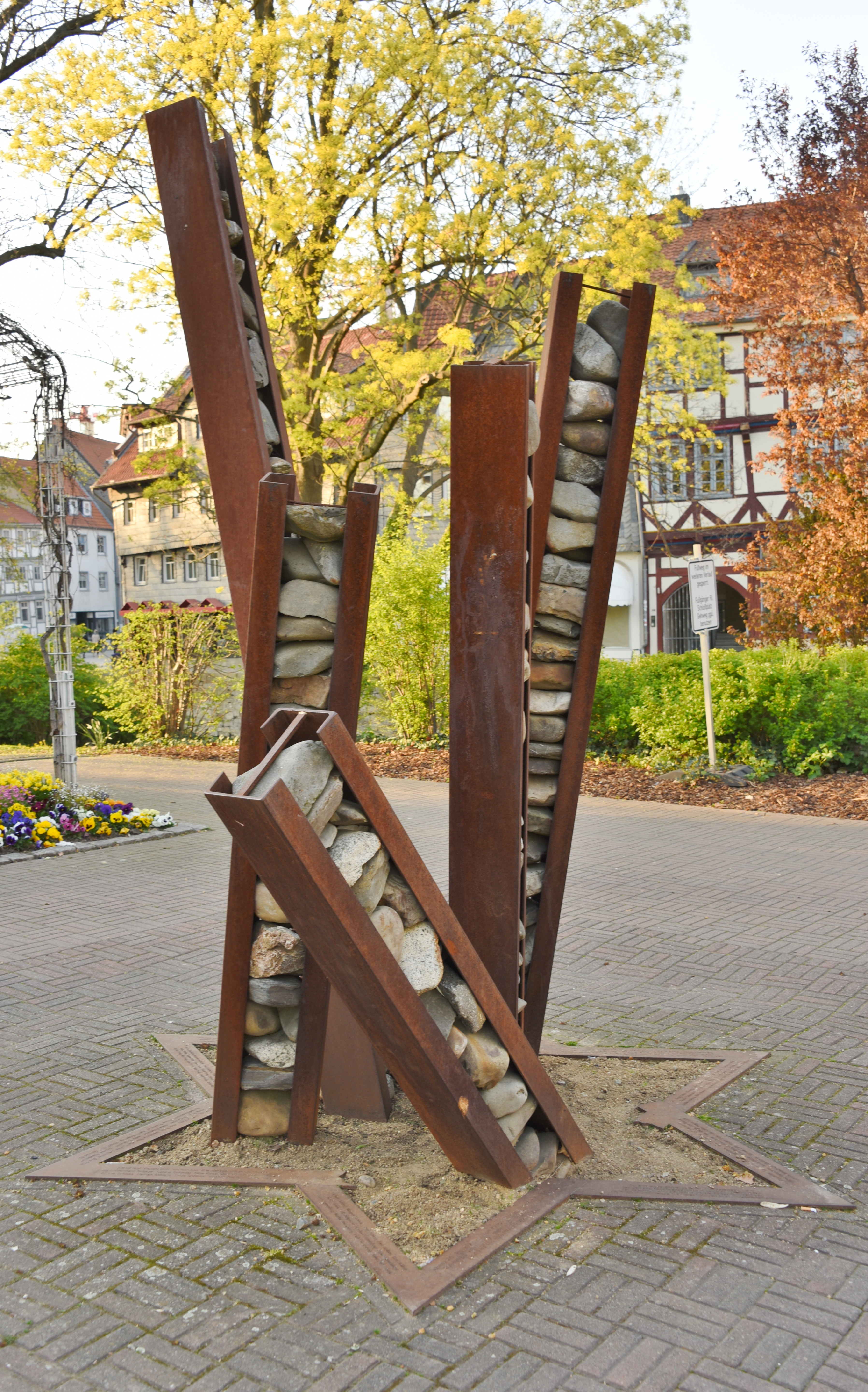
Jüdisches Denkmal
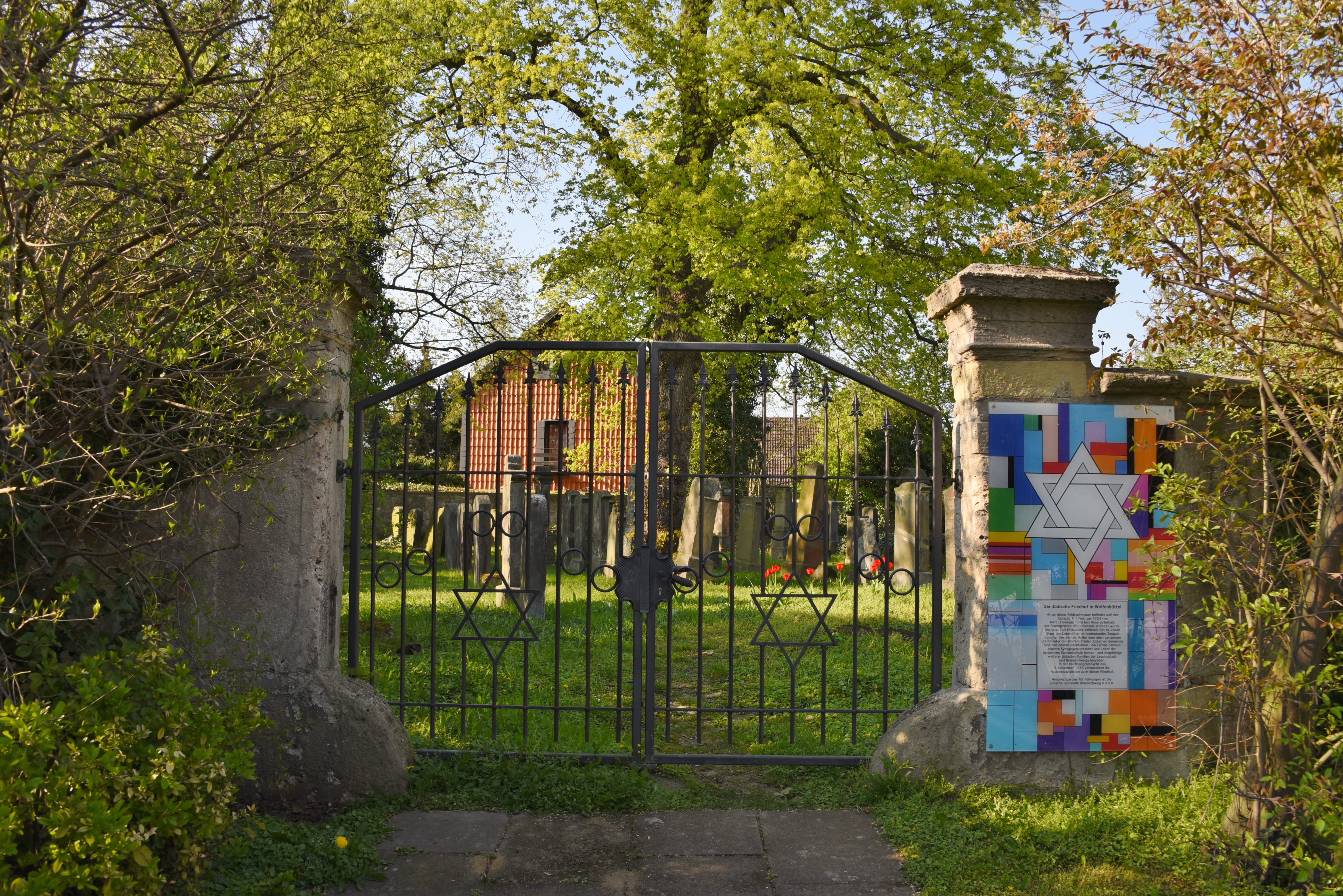
Eingangstor des Jüdischen Friedhofs
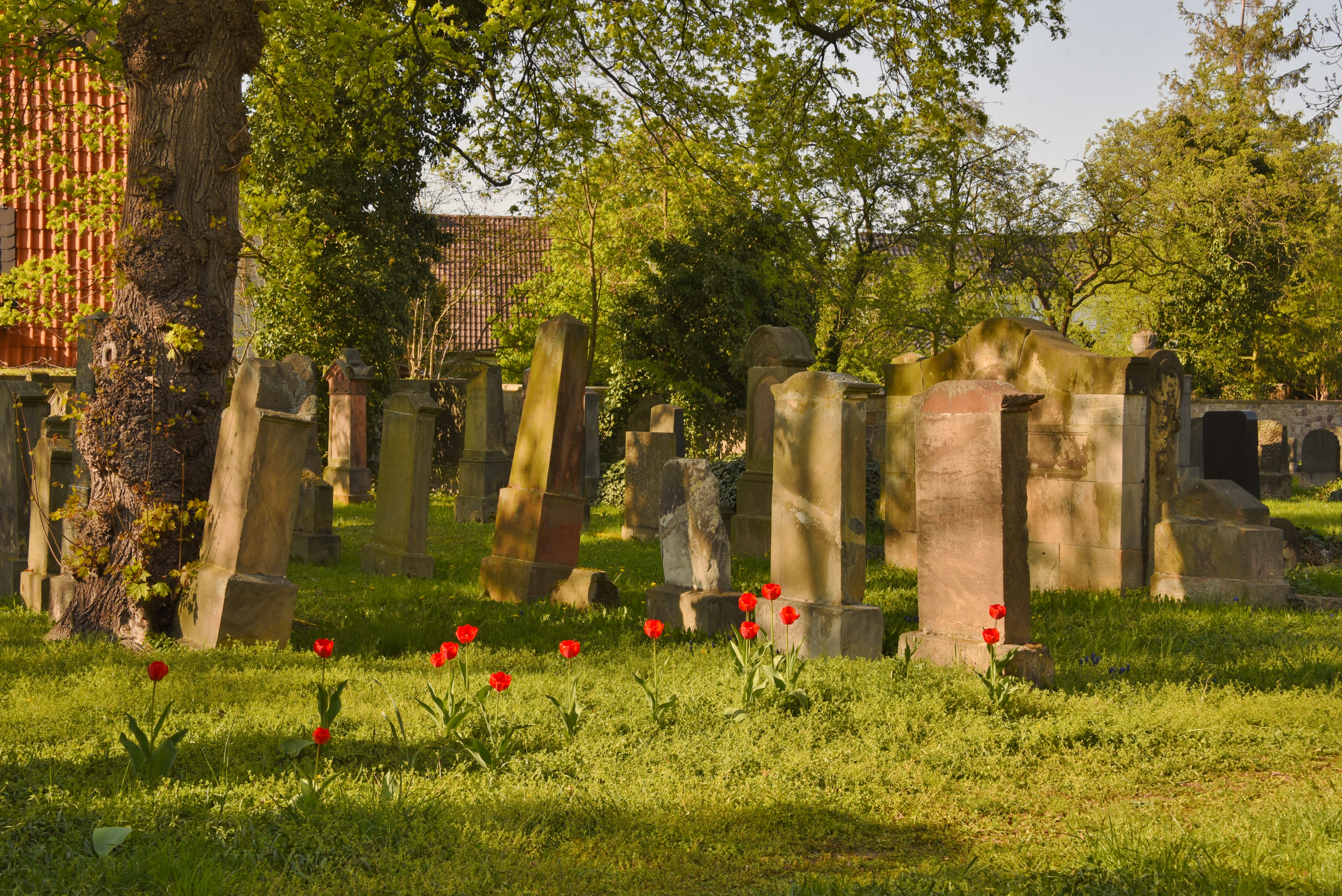
Jüdischer Friedhof

## Politik

### Rat
Der Rat der Stadt Wolfenbüttel hat 42 Mitglieder. Dies ist die festgelegte Anzahl für eine Stadt mit einer Einwohnerzahl zwischen 50.001 und 75.000 Einwohnern. Die 42 Ratsmitglieder werden durch eine Kommunalwahl für jeweils fünf Jahre gewählt. Die aktuelle Amtszeit beginnt am 1. November 2021 und endet am 31. Oktober 2026.
Stimmberechtigt im Rat der Stadt ist außerdem der hauptamtliche Bürgermeister.
Die letzten Kommunalwahlen am 12. September 2021 führten zu folgendem Ergebnis:
| \| Partei \| Sitze (2021) \| Sitze (2016) \| \| ------- \| ------------ \| ------------ \| \| SPD \| 13 \| 14 \| \| CDU \| 11 \| 13 \| \| GRÜNE \| 8 \| 6 \| \| BUW \| 3 \| 0 \| \| FDP \| 3 \| 2 \| \| AfD \| 2 \| 4 \| \| LINKE \| 1 \| 2 \| \| PARTEI \| 1 \| 0 \| \| PIRATEN \| 0 \| 1 \| \| Gesamt \| 42 \| 42 \| |              | Sitzverteilung im Rat 2021Insgesamt 42 Sitze - Linke: 1 - PARTEI: 1 - SPD: 13 - Grüne: 8 - FDP: 3 - BUW: 3 - CDU: 11 - AfD: 2 |
| Partei | Sitze (2021) | Sitze (2016) |
| SPD | 13           | 14 |
| CDU | 11           | 13 |
| GRÜNE | 8            | 6 |
| BUW | 3            | 0 |
| FDP | 3            | 2 |
| AfD | 2            | 4 |
| LINKE | 1            | 2 |
| PARTEI | 1            | 0 |
| PIRATEN | 0            | 1 |
| Gesamt | 42           | 42 |

### Bürgermeister
Hauptamtlicher Bürgermeister der Stadt Wolfenbüttel ist seit dem 1. November 2021 der parteilose Ivica Lukanic.
Sein Vorgänger von 2006 bis 2021 war Thomas Pink (ehemals CDU).

### Wappen, Flagge und Dienstsiegel
Im Jahr 1570 verlieh Herzog Julius von Braunschweig-Wolfenbüttel seiner Residenzstadt, die damals noch Heinrichstadt hieß, das Marktrecht. Zugleich erhielt die neue Stadt ein eigenes Wappen. Die seit dem neunzehnten Jahrhundert überlieferten Stadtfarben sind von diesem Wappen abgeleitet.
Wappenbeschreibung
Das Wappen der Stadt Wolfenbüttel zeigt „in Blau eine rote Säule, auf der eine von einem silbernen Stern überhöhte Krone ruht; der Säulenschaft ist überlegt mit einem schwarz gesattelten und gezäumten, springenden silbernen Ross“.
Den Wappenschild zierten Elemente der Helmzier des herzoglichen Wappens (siehe Sachsenross). Ältere Darstellungen zeigen statt eines silbernen einen goldenen Stern, was der Darstellung in der Helmzier der Herzöge entspricht.
Als Schildhalter dienen zwei Engel. Der heraldisch rechts stehende Engel trägt Gewänder in den Farben Rot und Gold, der links stehende Engel in Schwarz und Silber. Diese Farbkombinationen stammen aus den Wappen der Welfen und der Hohenzollern. Herzog Julius bezog sich damit auf das Wappen seiner Familie und das Wappen der Familie seiner Frau Hedwig von Brandenburg.

Historisches Wappen der Stadt Wolfenbüttel (1570)
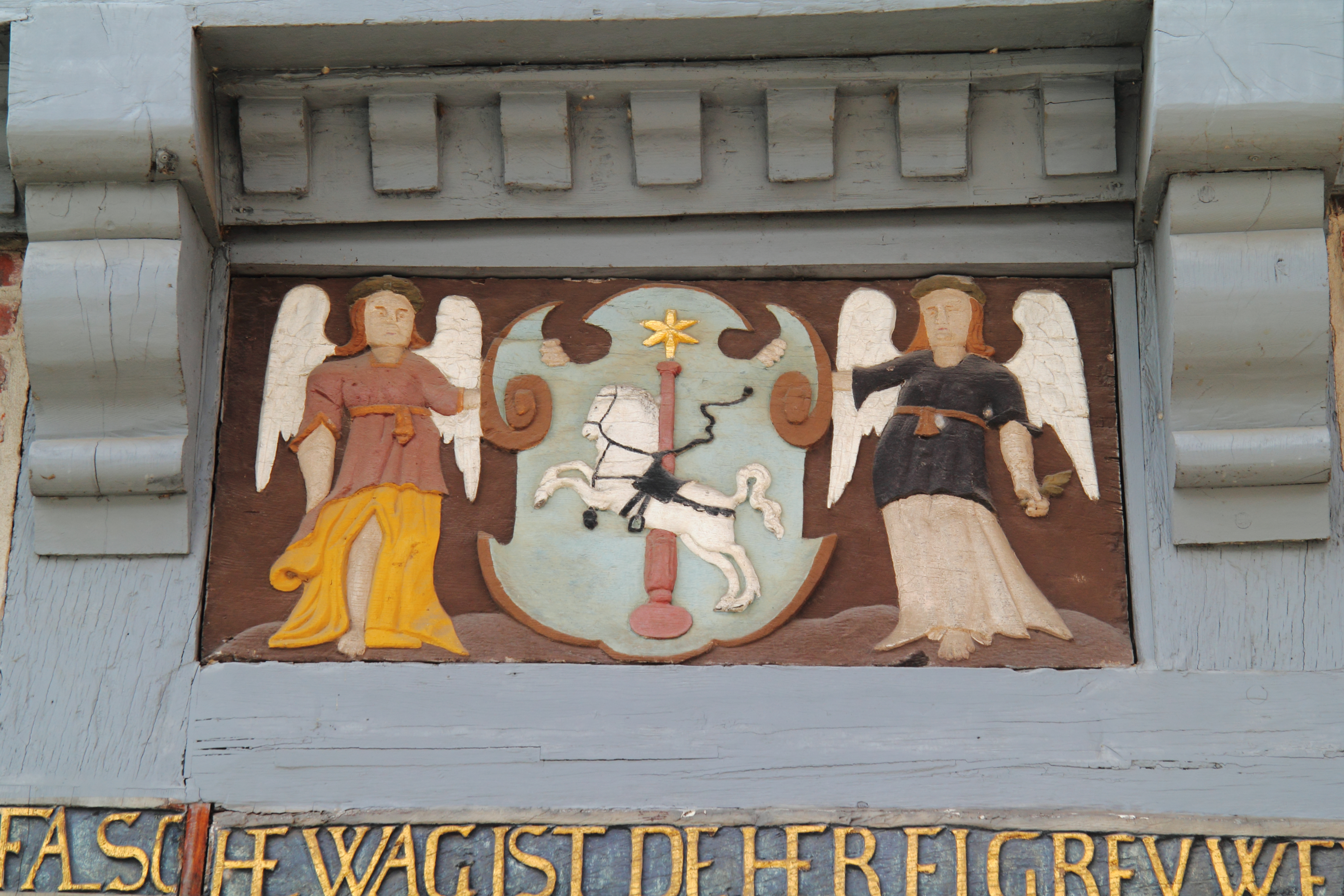
Geschnitztes Wappen am Fachwerk des Rathauses (1609)
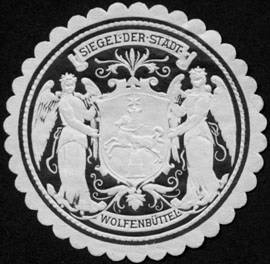
Historische Siegelmarke mit dem von zwei Engeln gehaltenen Wappenschild
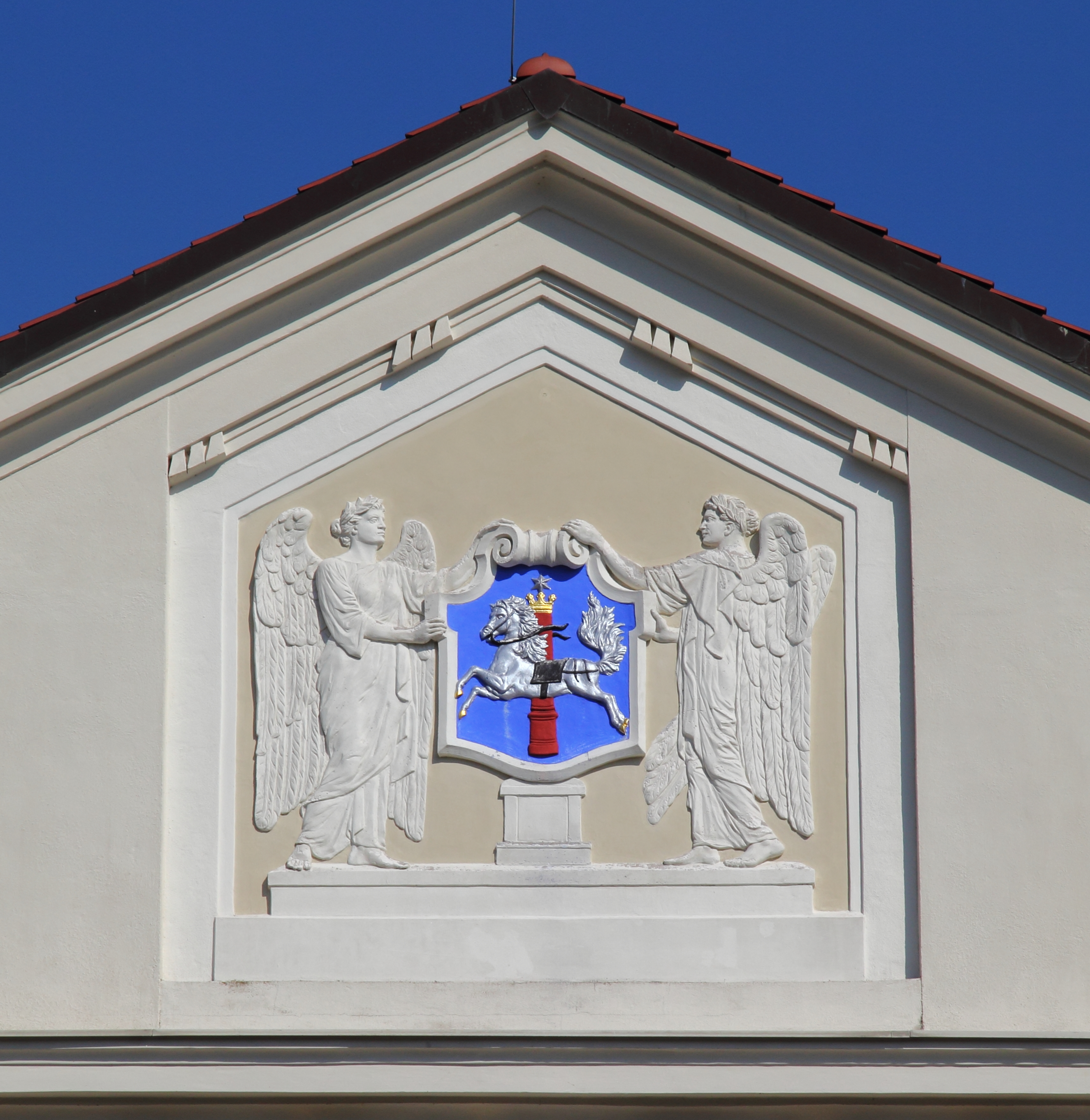
Stadtwappen an der Fassade des Lessingtheaters (1909)
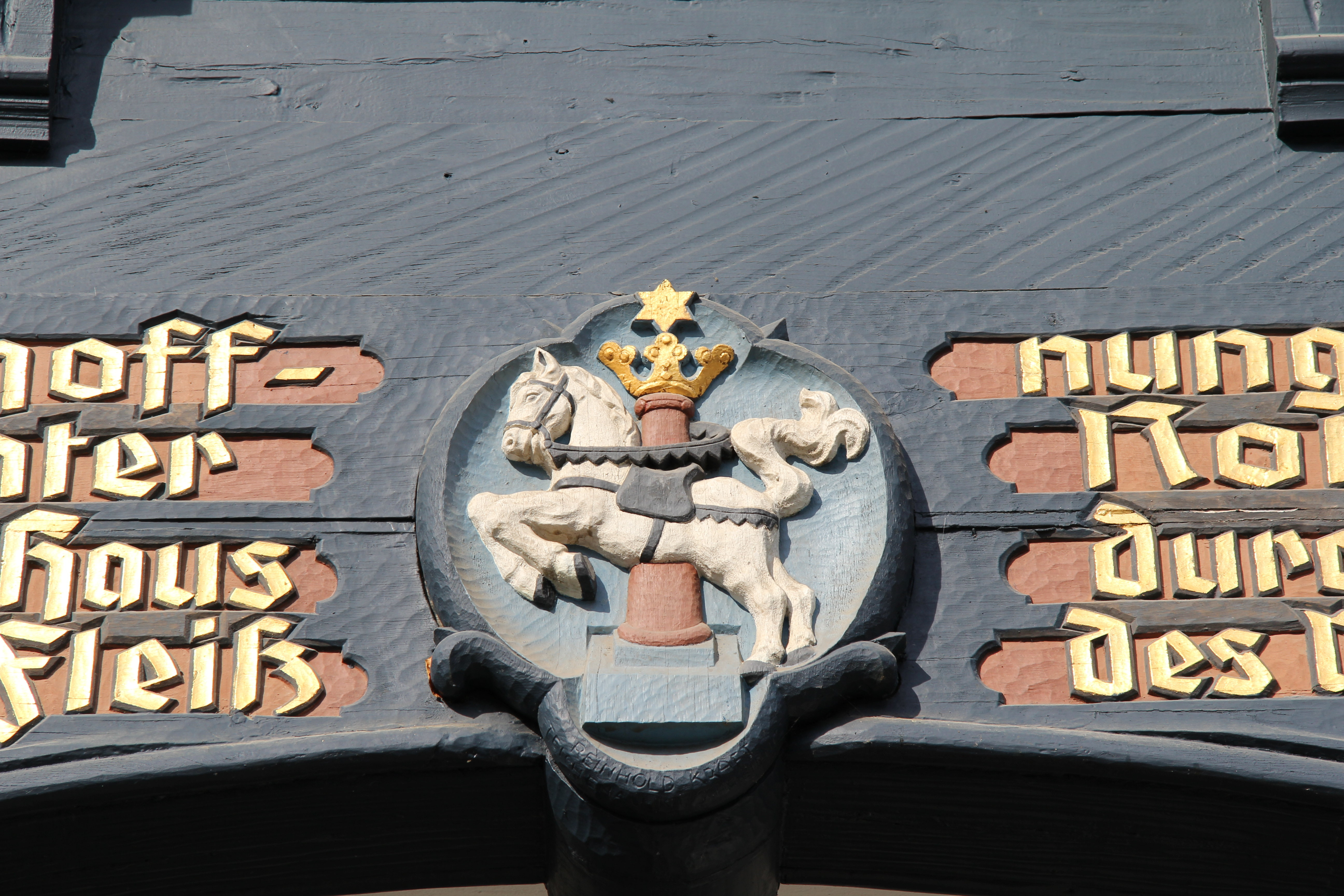
Geschnitztes Wappen am Fachwerk des Rathauses (1940)
Stadtwappen in der Nachkriegszeit
Stilisierte moderne Fassung

Flaggenbeschreibung
Die Farben der Stadt sind „Rot-Weiß-Blau“, abgeleitet vom Stadtwappen. Die Stadtflagge trägt zusätzlich das Wappen der Stadt.

Stadtfarben „Rot-Weiß-Blau“

Dienstsiegel
Das Dienstsiegel enthält das Wappen und die Umschrift „Stadt Wolfenbüttel“.

### Städtepartnerschaften
Die Stadt Wolfenbüttel unterhält Städtepartnerschaften mit
| Frankreich         | Sèvres        | Sèvres (Frankreich)   | Entstanden auf Initiative des Deutsch-Französischen Jugendwerks, seit 1958                                                                                                |
| Vereinigte Staaten | Kenosha       | Kenosha (USA)         | Hervorgegangen aus dem US-Begegnungsprogramm von Präsident Eisenhower People to People, seit 1969                                                                         |
| Rumänien           | Satu Mare     | Satu Mare (Rumänien)  | Umfangreiche Hilfsmaßnahmen von Stadt und Landkreis zugunsten der Hochwasseropfer in Siebenbürgen führten zu dieser Partnerschaft, seit 1970                              |
| Polen              | Kamienna Góra | Kamienna Góra (Polen) | Der Partnerschaft ging eine 50-jährige Patenschaft von Stadt und Landkreis Wolfenbüttel für die Vertriebenen aus Stadt und Kreis Landeshut in Schlesien voraus, seit 2001 |

Nach jeder dieser Städte ist eine Wolfenbütteler Brücke benannt. In Sèvres gibt es eine „Rue de Wolfenbüttel“, in Kenosha den „Wolfenbüttel Park“. Die Städtepartnerschaften sind geprägt durch gegenseitige Besuche von Schulklassen, Chören, Orchestern, anderen Gruppen und Privatpersonen.
Seit 1990 unterhält Wolfenbüttel eine Städtefreundschaft mit der Stadt Blankenburg (Harz) in Sachsen-Anhalt. Es gibt am Bahnhof die Blankenburg-Brücke.
Seit den 1960er Jahren unterhält der Ortsteil Salzdahlum eine Partnerschaft mit der Kleinstadt Briouze in der Normandie (Frankreich). Zwischen dem Ortsteil Linden und dem Dorf Beltiug/Bildegg im Kreis Satu Mare existiert seit 2001 eine Partnerschaft.
Darüber hinaus pflegt der Landkreis Wolfenbüttel noch so genannte Landkreispartnerschaften.

## Kultur und Sehenswürdigkeiten

### Kultur- und Baudenkmäler

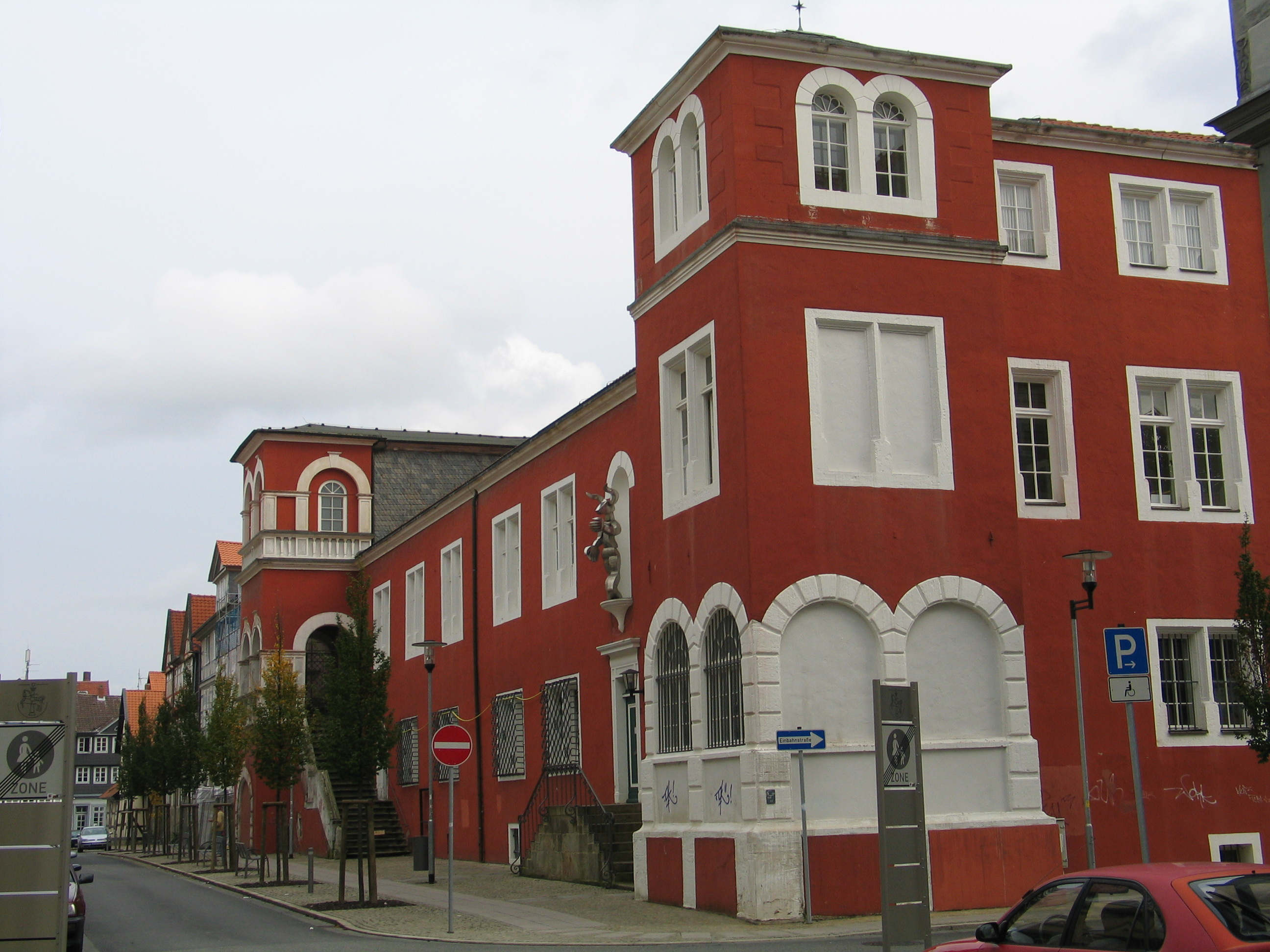
Kanzleigebäude, entworfen von Hans Vredeman de Vries

Das Schloss Wolfenbüttel ist das zweitgrößte noch erhaltene Schloss Niedersachsens. Das aus einer Wasserburg hervorgegangene Schloss wurde mehrmals belagert, zerstört und wieder aufgebaut; deswegen ist das Bauwerk von Baumeistern mehrerer Epochen geprägt. Am Schloßplatz, einem ehemaligen Exerzierplatz, liegen außerdem die Herzog August Bibliothek („Bibliotheca Augusta“), das Lessinghaus, das Zeughaus (mit dem Kornspeicher) und das Kleine Schloss, in dem sich früher die Ritterakademie Rudolph-Antoniana befand. Einer der Schätze der Herzog August Bibliothek ist das Evangeliar Heinrichs des Löwen, das 1983 für 32,5 Millionen DM für die Bibliothek erworben wurde. Im 17. Jahrhundert galt die Bibliotheksrotunde der „Bibliotheca Augusta“ als die größte ihrer Art nördlich der Alpen und wurde als achtes Weltwunder bezeichnet. Im heutigen Lessinghaus wohnte einige Zeit Gotthold Ephraim Lessing, der sich als Bibliothekar der „Bibliotheca Augusta“ verdient machte. Als Museum beherbergt es heute eine Dauerausstellung über das Leben und Wirken Lessings. Das Zeughaus diente in Residenzzeiten als Waffenarsenal und Kornspeicher. Heute wird es als Bibliothekserweiterung der Herzog August Bibliothek genutzt. Direkt neben dem Schloss steht das Kleine Schloss, das früher eine Ritterakademie war und heute als Wohnhaus genutzt wird. Berühmte Schüler der Wolfenbütteler Ritterakademie waren z. B. Karl Friedrich Hieronymus Freiherr von Münchhausen und Anton Wilhelm Amo.
In der Wolfenbütteler Innenstadt stehen die beiden evangelischen Kirchen Marienkirche, auch als Beatae Mariae Virginis (BMV) bezeichnet, und die Trinitatiskirche. Die Marienkirche ist zugleich Wolfenbüttels Hauptkirche. Die barocke Trinitatiskirche diente vor der Kirchennutzung als Stadttor. Der niederländische Architekt Hans Vredeman de Vries schuf in Wolfenbüttel das Kanzleigebäude und nach holländischem Vorbild die Grachten. Die Neue Kanzlei beherbergt heute die Abteilung Ur- und Frühgeschichte des Braunschweigischen Landesmuseums. Als Klein Venedig bezeichnet man ein kleines Quartier an der Oker mit den Überresten des einst ausgedehnten Grachtensystems, das die Stadt durchzog. Mit den direkt am Fluss gebauten Häusern entsteht ein gewisses „Venedig-Flair“ im Herzen der Stadt. Die gut erhaltenen alten Bauten Wolfenbüttels waren ein Grund dafür, dass die neuere Fassung des Films Feuerzangenbowle (mit Nadja Tiller und Walter Giller) 1970 in Wolfenbüttel gedreht wurde.
Zwischen Schloss, Lessinghaus und Bibliothek steht zur Erinnerung an den 100. Geburtstag von Herzog Wilhelm von Braunschweig die von einem 1906 eingeweihten  Gitter umgebene Herzog-Linde.
Das Baumdenkmal für die Deutsche Einheit steht am Bahnhof neben der Blankenburg-Brücke. Es wurde am 3. Oktober 2015 anlässlich des 25. Jahrestags der Deutschen Einheit gepflanzt und vom Wolfenbütteler Bürgermeister sowie dem Bürgermeister der Partnerstadt Blankenburg (Harz) angegossen. Die grüne Ecke an der Blankenburg-Brücke wird inoffiziell auch Platz der deutschen Einheit genannt.

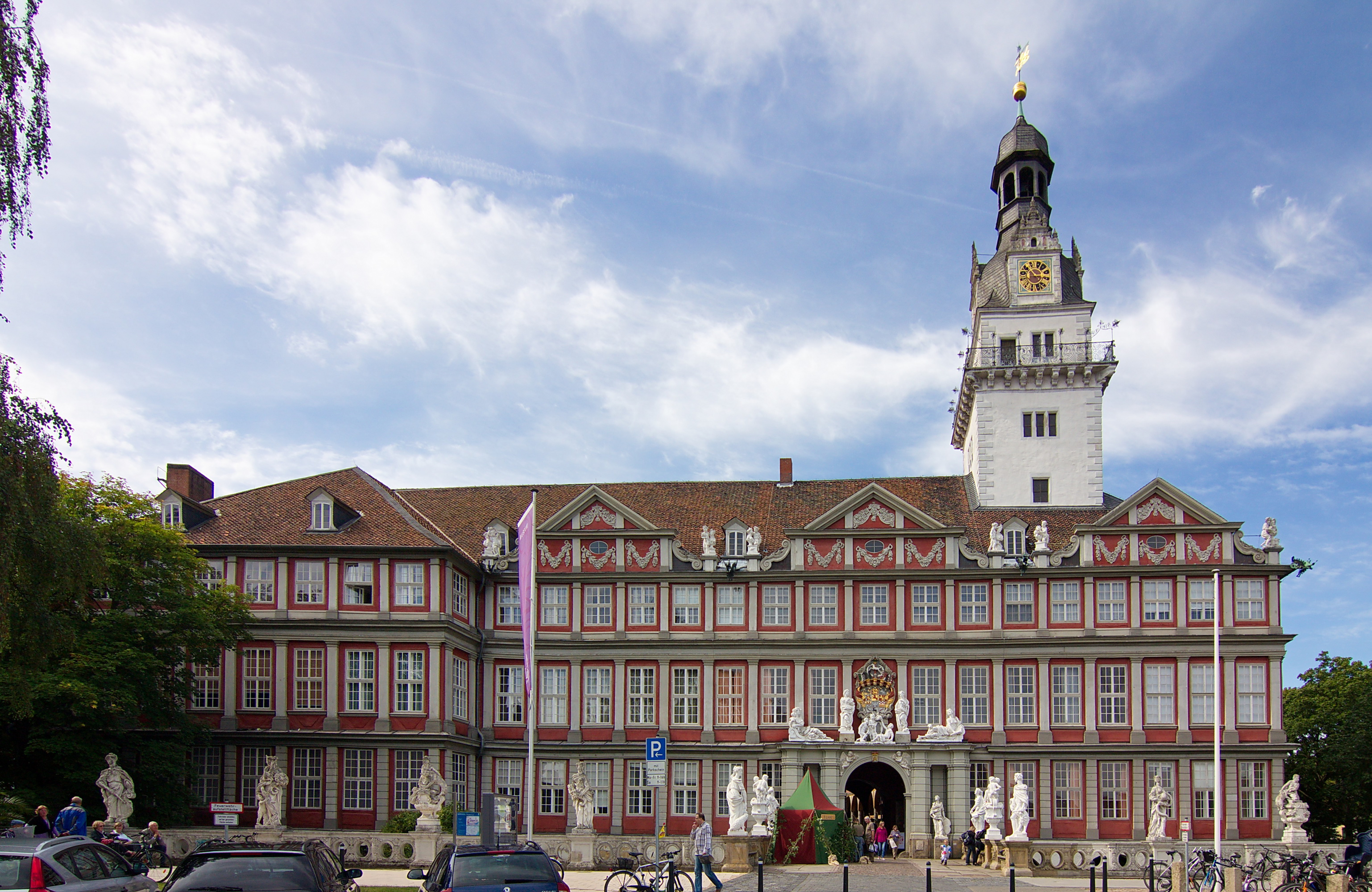
Schloss Wolfenbüttel
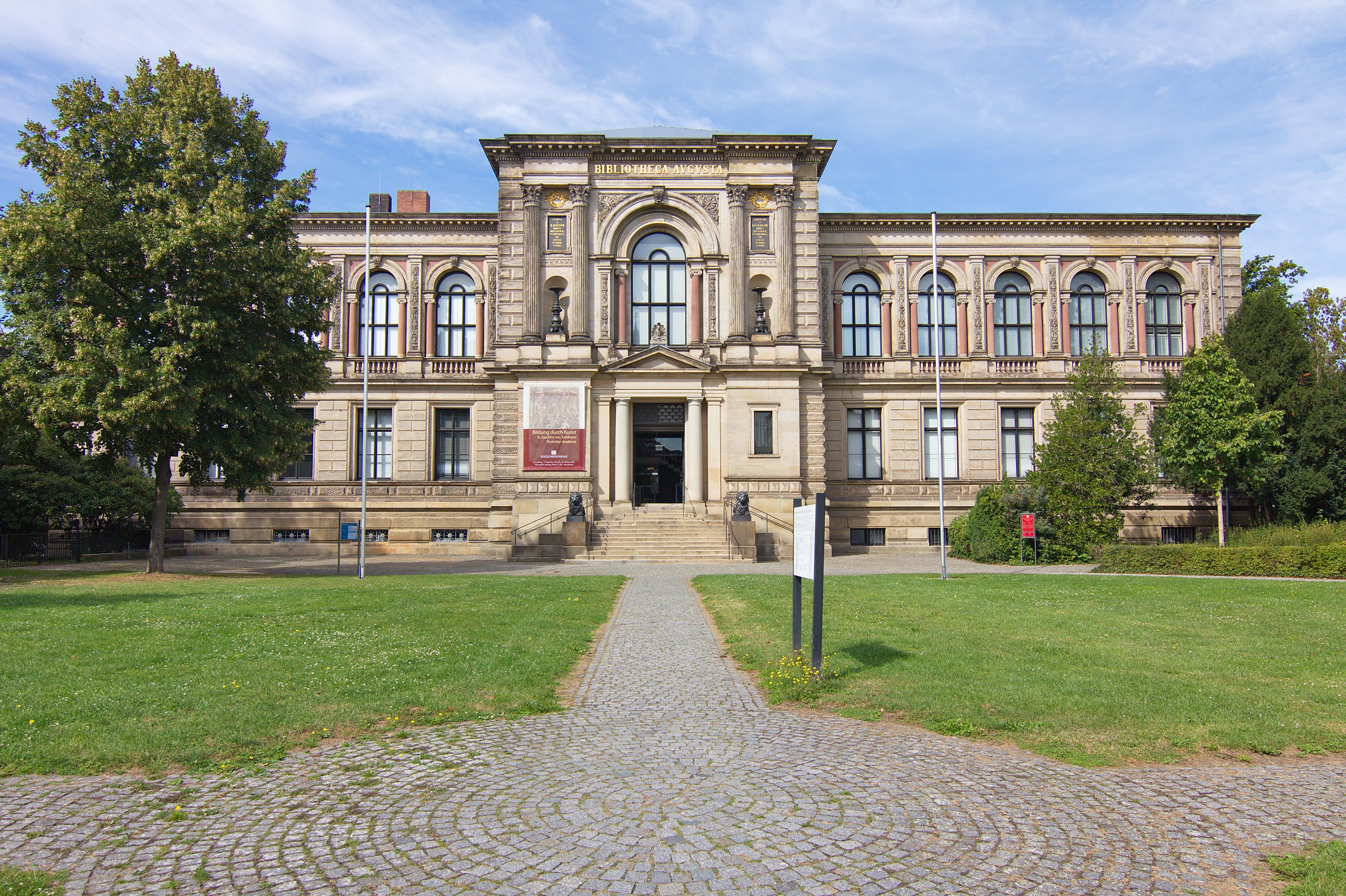
Herzog August Bibliothek von Süden
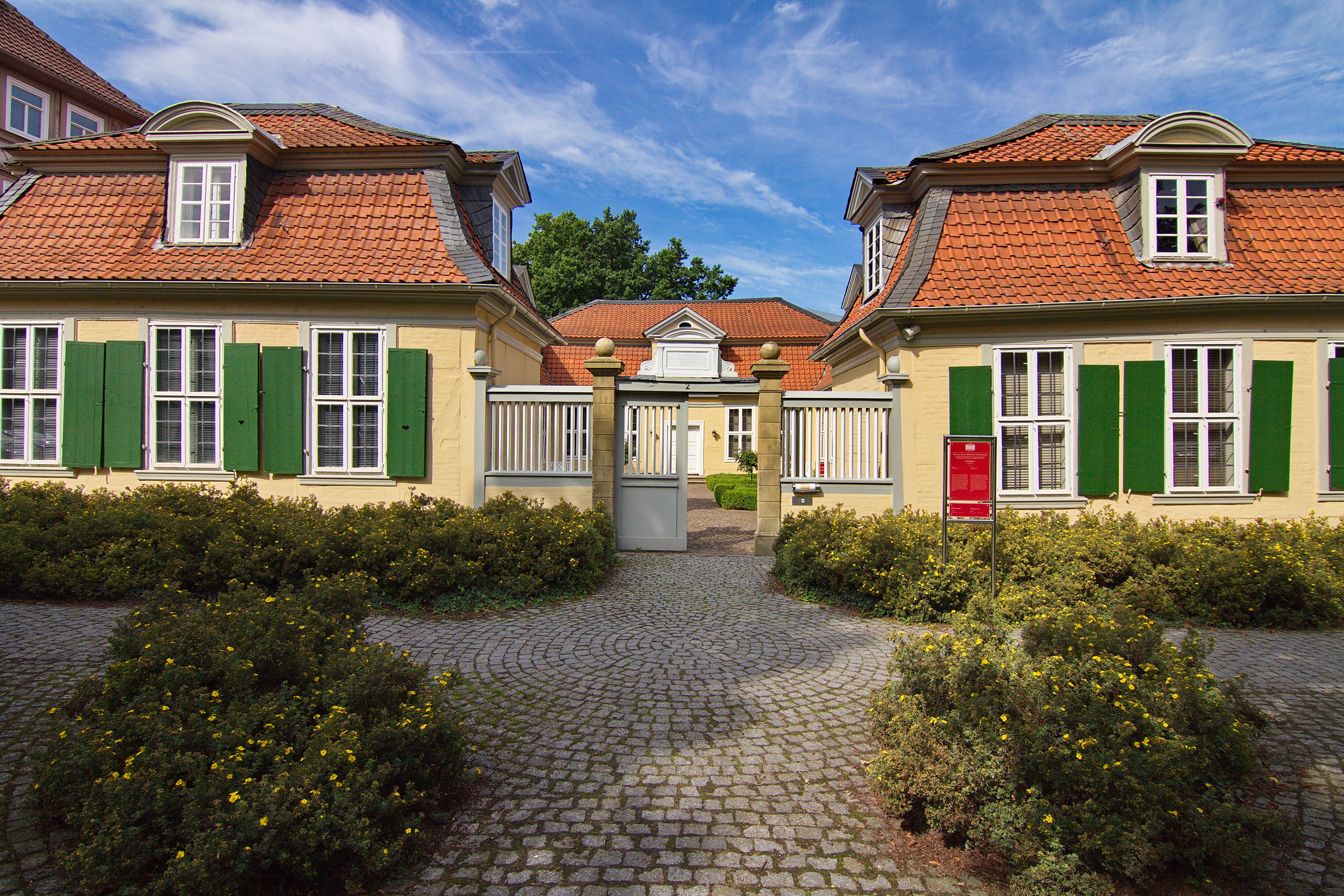
Lessinghaus von Süden
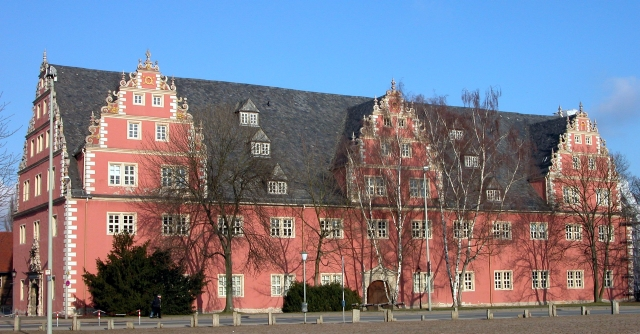
Wolfenbütteler Zeughaus
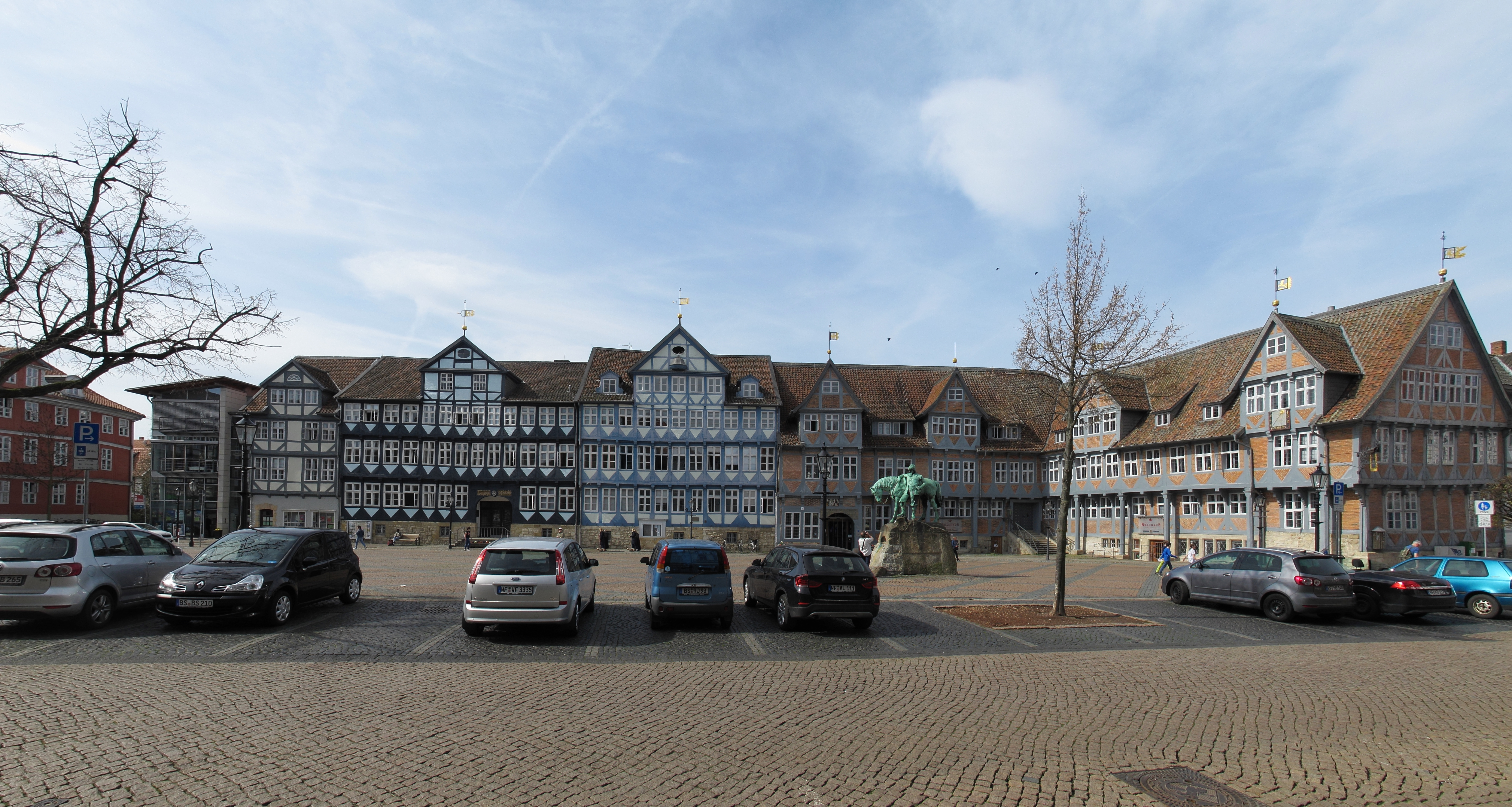
Marktplatz (Panorama)
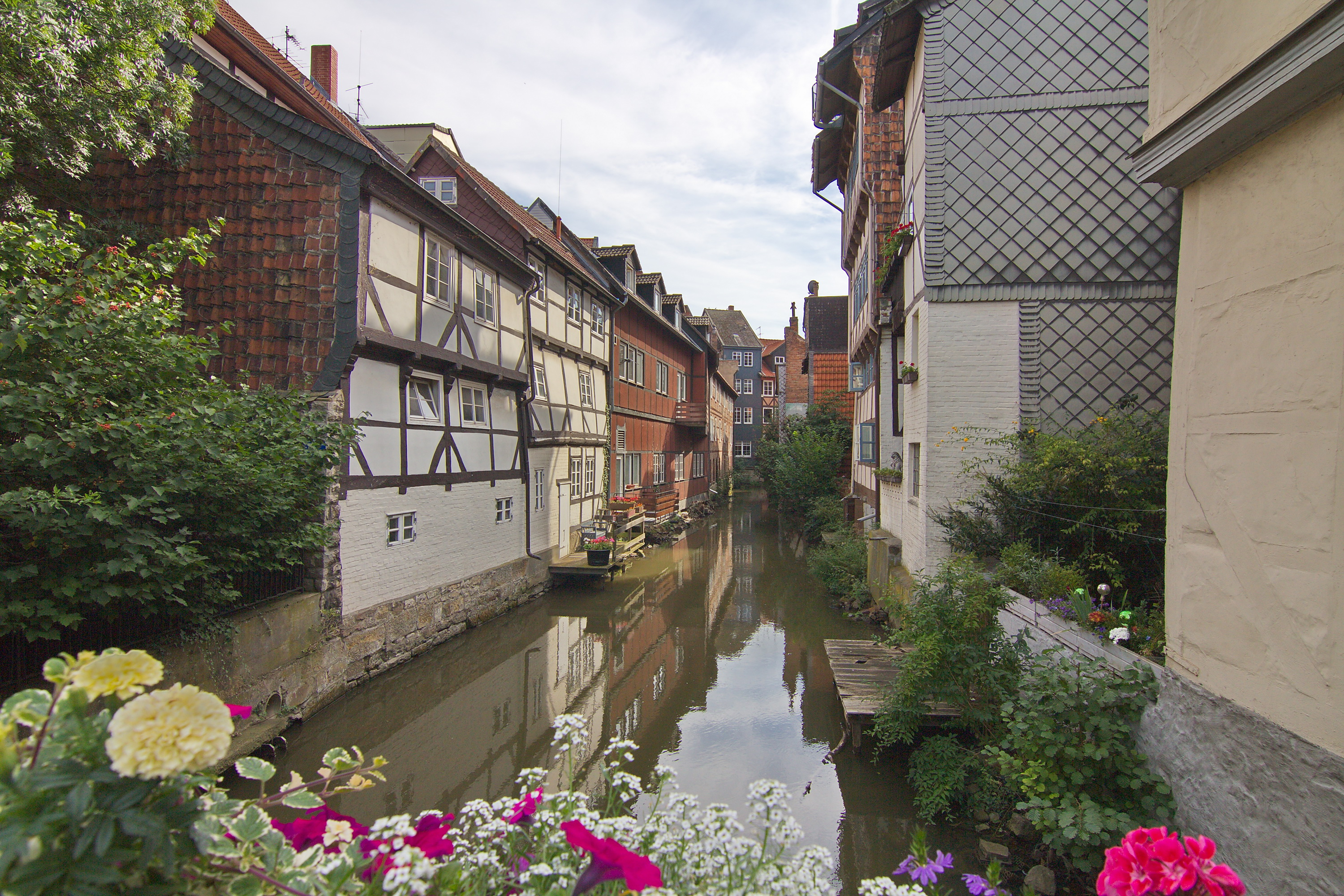
Klein Venedig
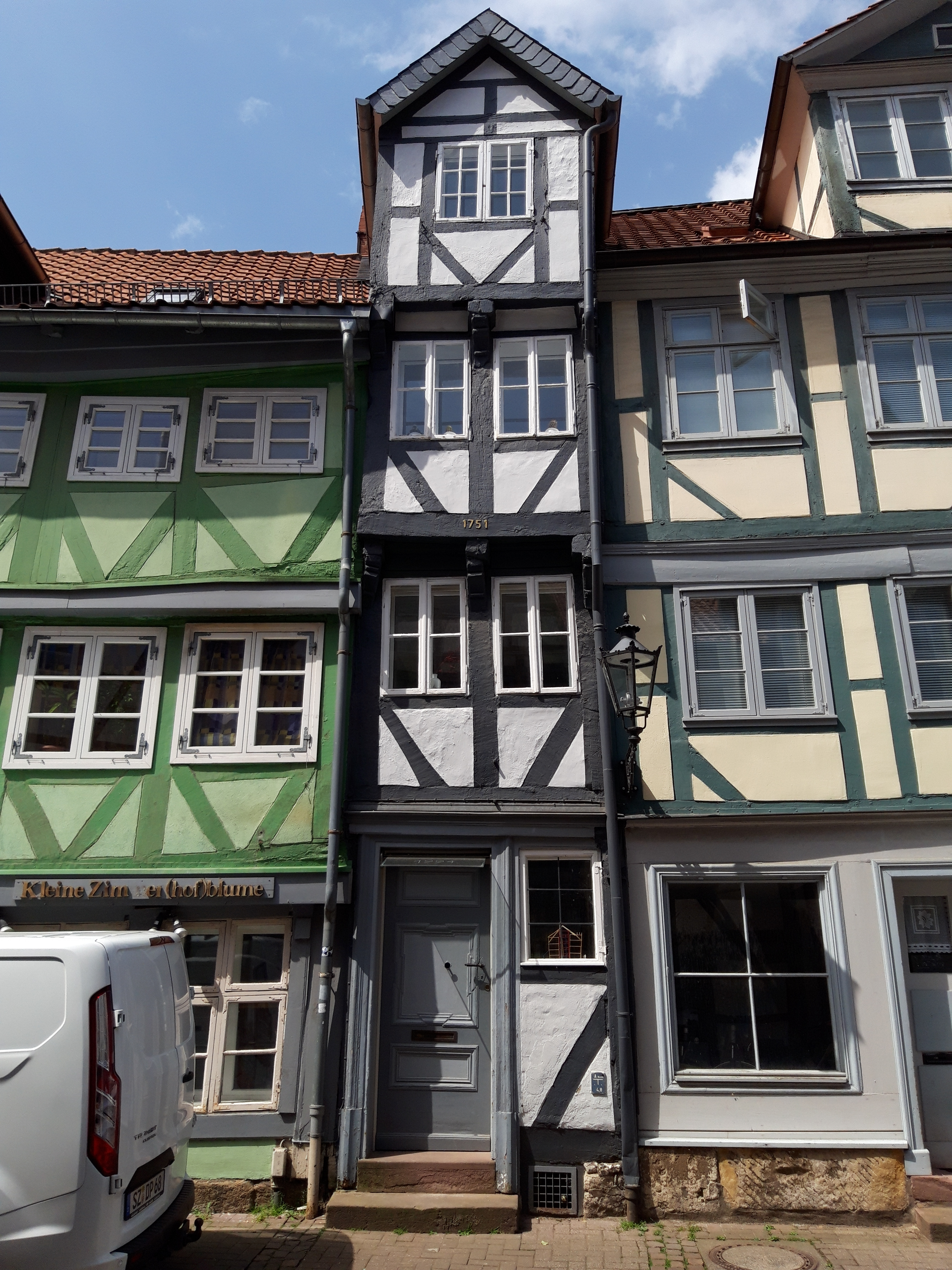
Schmalstes Haus Niedersachsens
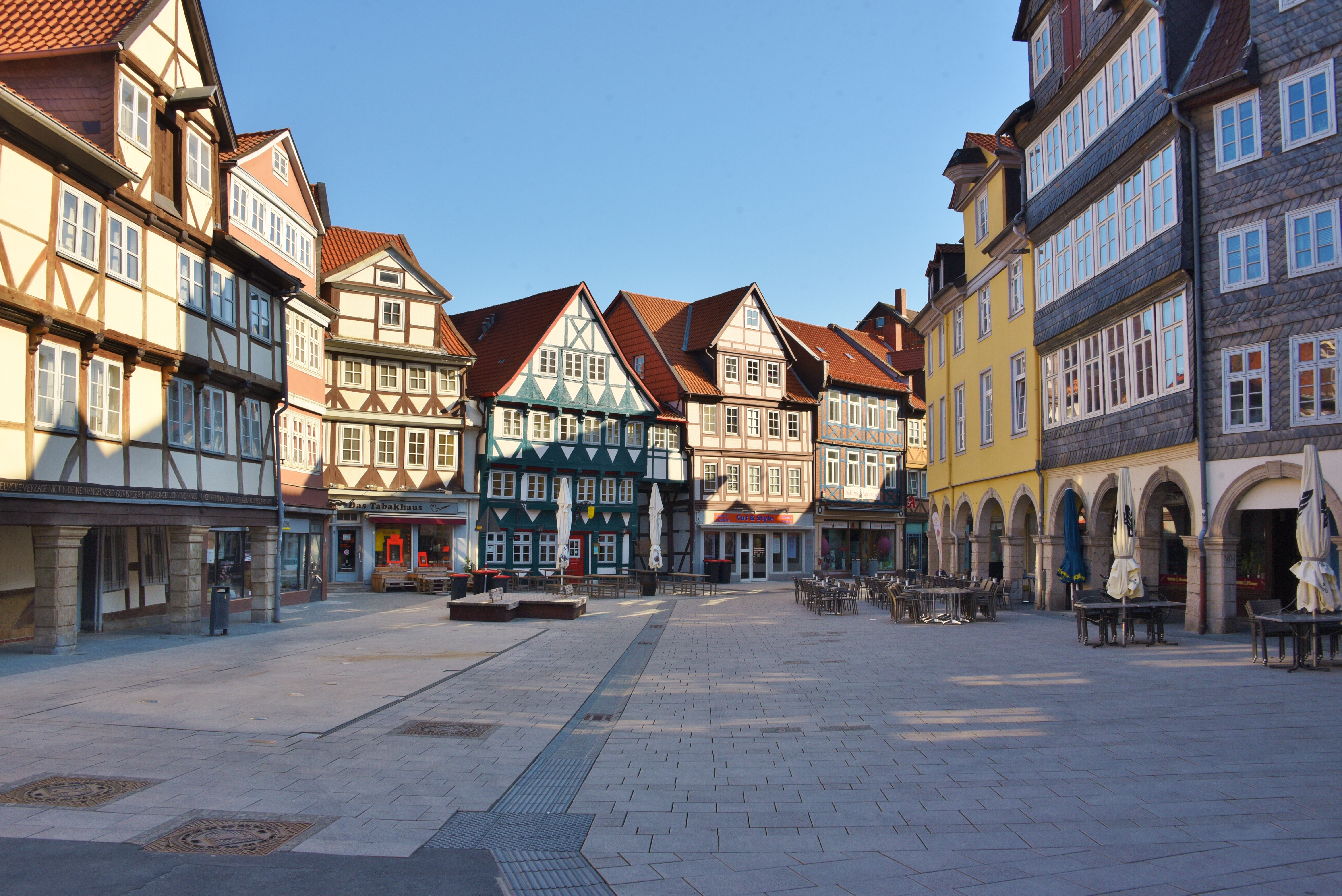
Krambuden
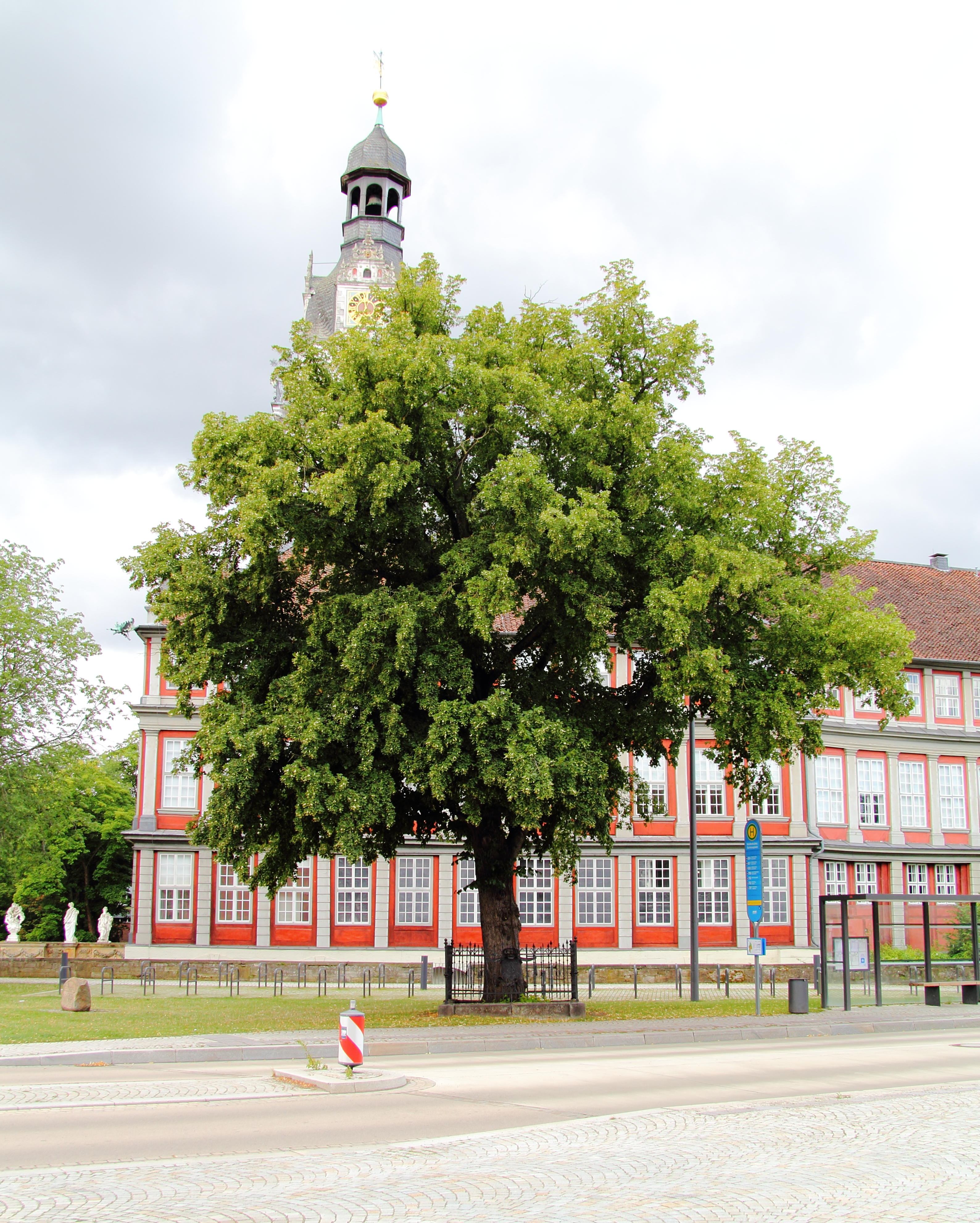
Herzog-Linde am Schlossplatz

### Wolfenbüttel als Lessingstadt

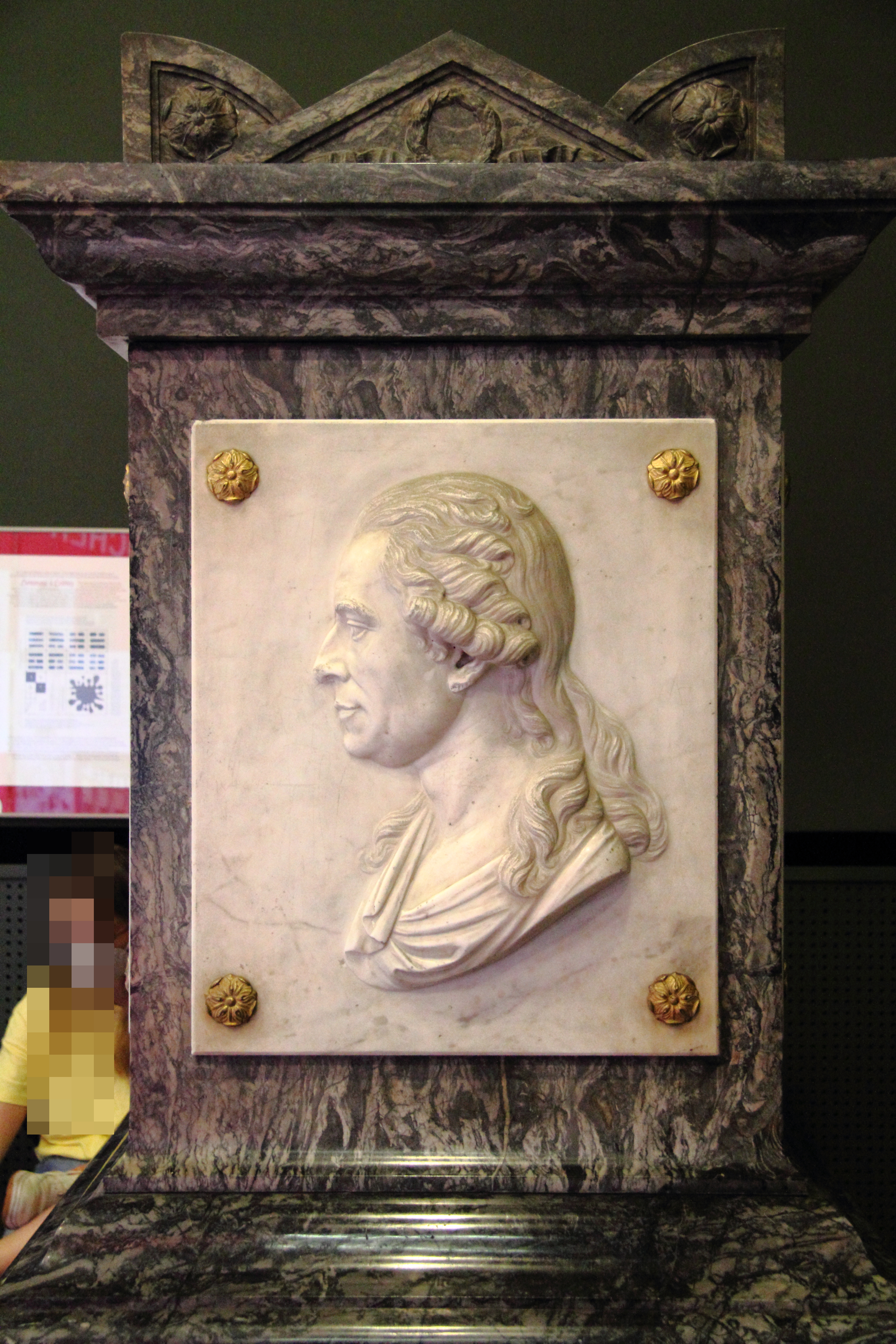
Relief vom Lessing-Denkmal in der Eingangshalle der Herzog August Bibliothek

Das Andenken an den Dichter und Aufklärer Gotthold Ephraim Lessing wird in Wolfenbüttel bis heute hoch gehalten. Die Stadt selbst nennt sich offiziell „Lessingstadt“. Das ehemalige Hofbeamtenhaus, das Lessing in seinen letzten Lebensjahren bewohnte und wo er sein letztes Theaterstück „Nathan der Weise“ verfasste, gehört heute zur Herzog August Bibliothek. Es dient unter dem Namen Lessinghaus als Museum. Der freie Platz zwischen Bibliothek und Schloss heißt heute „Lessingplatz“ und die nach Norden führende Straße „Lessingstraße“. Das im Jahr 1909 eröffnete Stadttheater wurde 1929 in „Lessingtheater“ umbenannt. Das erste Wolfenbütteler Denkmal für Lessing wurde bereits 1796 zwischen Bibliotheksgebäude und Zeughaus aufgestellt, musste jedoch zum Schutz vor Vandalismus im Jahre 1806 in den Eingangsraum der Bibliothek versetzt werden, wo es heute noch steht. Als Erinnerung an Lessings Wirken ließ die Stadt Wolfenbüttel im Jahr 1961 zusätzlich vom ortsansässigen Bildhauer Erich Schmidtbochum ein Bronzestandbild von Nathan dem Weisen, das Nathan-Denkmal anfertigen und auf dem Platz zwischen Lessinghaus, Bibliothek, Zeughaus und Schloss aufstellen.

### Nachweis historischer Bebauung im Untergrund
- Zu Zeiten der Residenz wurde die Oker zu Verteidigungszwecken genutzt und in Festungsgräben um die Stadt geleitet. Außerdem wurde das Wasser in zahlreichen Gräben durch die Stadt geleitet und u. a. zum Betrieb von Mühlen und Sägemühlen verwendet. Schleusen regulierten nicht nur den Wasserstand, sondern machten auch den Transport von Waren auf Schuten möglich. So stieß man bei den Erdarbeiten zum Neubau der Straße Schulwall auf einen massiv gebauten Tunnel, der wohl Teil dieses Wasserbaus war.
- Die Bastion Lindenberg, heute bebaut mit der Villa der Familie Seeliger; bei Freilegung einer der Kasematten wurden mehrere tausend Kanonenkugeln aus dem Aushub geborgen, darunter auch mehrere Kugeln für eine Steinbüchse (Mörser). Sie gehören wohl zu jenen Kanonenkugeln, die um 1575 im Auftrag des Herzogs Julius gegossen wurden. Im Jahr 2006 wurden rund 2000 Kugeln gestohlen, darunter jene mit dem Monogramm des Herzogs (15 HI 75).

### Weitere Institutionen
- Gedenkstätte Justizvollzugsanstalt Wolfenbüttel
- Staatsarchiv Wolfenbüttel, eine Abteilung des Niedersächsischen Landesarchivs
- Niedersächsisches Wirtschaftsarchiv Braunschweig
- Niedersächsisches Forstplanungsamt
- Abteilung Ur- und Frühgeschichte des Braunschweigischen Landesmuseums

### Unterhaltung
In Wolfenbüttel gab es zwei Kinos. Der Filmpalast Wolfenbüttel verfügt über drei Vorführsäle. Das neuere Großraumkino Cinestar hatte bis zu seiner Schließung 2023 sechs Säle, von denen einer mit 3D-Technik ausgestattet war. Im Jahr 2011 hat der Filmpalast Wolfenbüttel ebenfalls auf 3D nachgerüstet.
Im Lessingtheater, zu dem kein festes Ensemble gehört, sind verschiedene Tourneetheater unregelmäßig zu Gast. Neben dem Laienensemble Kleine Bühne waren hier mit verschiedenen Theatergruppen häufig bekannte Schauspieler auf der Bühne zu sehen. Im Januar 2007 wurde das Theater aus Brandschutzgründen geschlossen. Die Sanierung begann am 4. Oktober 2010, im Mai 2013 wurde das Theater wieder eröffnet.
Im Schloss befindet sich das Schlosstheater mit einem Foyer-Bereich, das hauptsächlich vom Gymnasium im Schloss als Aula genutzt wird.

### Musik
Die Komponisten Michael Praetorius und Johann Rosenmüller haben in der Vergangenheit in Wolfenbüttel gewirkt. Seit 2009 ist die Stadt Sitz der Landesmusikakademie Niedersachsen. Auch der Arbeitskreis Musik in der Jugend, gegründet 1947 in Hamburg, ist seit 1978 in Wolfenbüttel ansässig und organisiert seit Gründung des Chorfestivals 1981 den Eurotreff, ein internationales Chortreffen mit Workshops und Konzerten. Das Wolfenbütteler Kammerorchester ist ein Streichorchester, das regelmäßig klassische Musik aufführt. Darüber hinaus ist Wolfenbüttel Sitz des Landesposaunenwarts, der für alle Posaunenchöre der Braunschweigischen Landeskirche verantwortlich ist. Das musikalische Leben wird auch durch die Bevölkerung geprägt, so gibt es zahlreiche Schulorchester, Chöre und Spielmannszüge sowie Blaskapellen.

### Gärtnerei
Wolfenbüttel ist eine Stadt der Gärtner, was durch ein Gärtnerdenkmal, den Gärtnergesangverein und das Gärtnermuseum unterstrichen wird. Die einstigen Konservenfabriken sind schon lange geschlossen, und die gärtnerischen Anbauflächen sind in den letzten Jahren durch Umwidmung zu Bauland deutlich zurückgegangen.

### Veranstaltungsorte

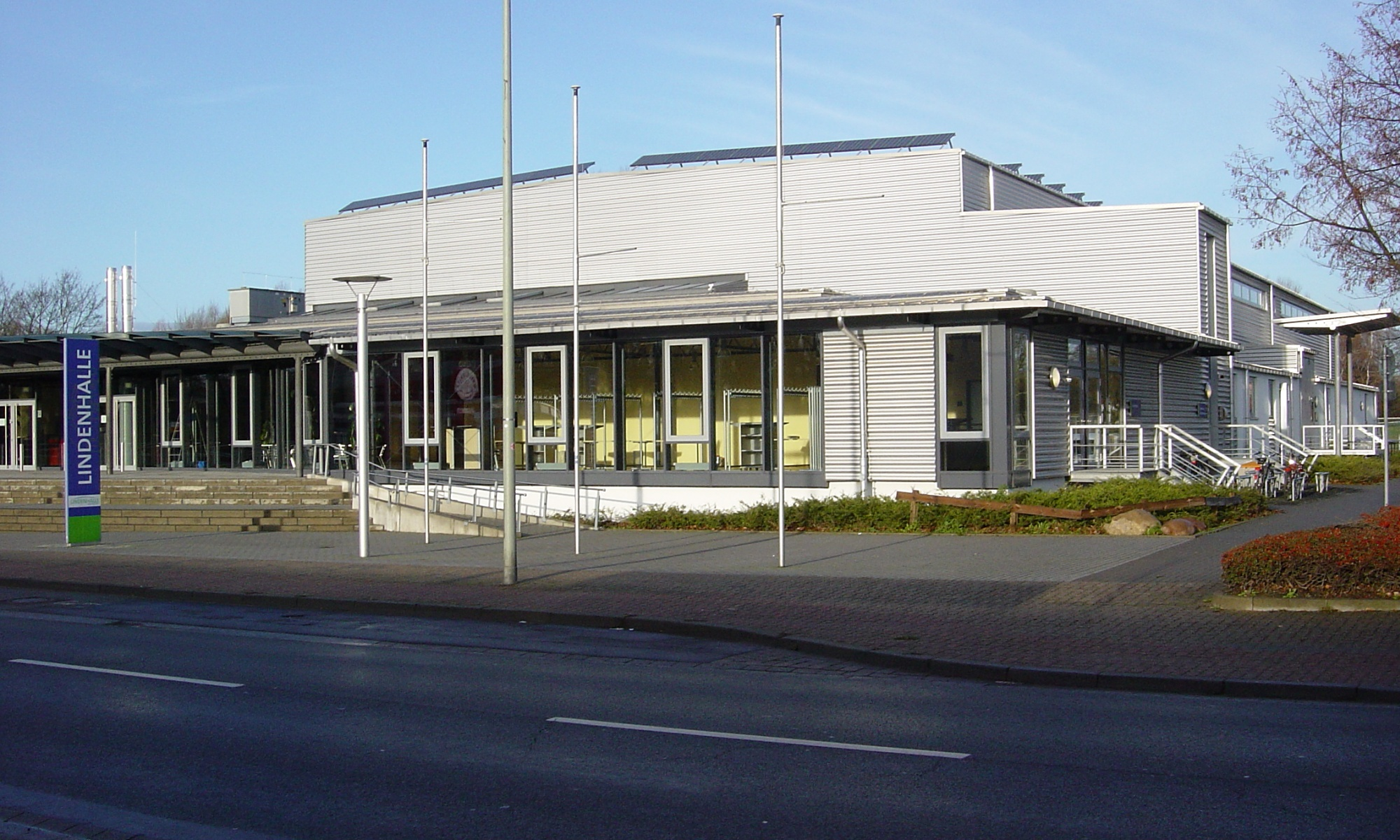
Lindenhalle

- In Wolfenbüttel gibt es zwei große Veranstaltungshallen, die 2005 renovierte Lindenhalle, benannt nach dem gleichnamigen Stadtteil Linden, sowie die KuBa-Halle.
- Das Gästehaus der Bundesakademie für kulturelle Bildung, die „Schünemann'sche Mühle“, ist eine seit 1630 existierende Wassermühle am Rosenwall mit Gruppenräumen bis zu 120 Personen.[40] Hier finden regelmäßige Jahrestreffen des Verband deutschsprachiger Übersetzer literarischer und wissenschaftlicher Werke (VdÜ) statt.

### Sport

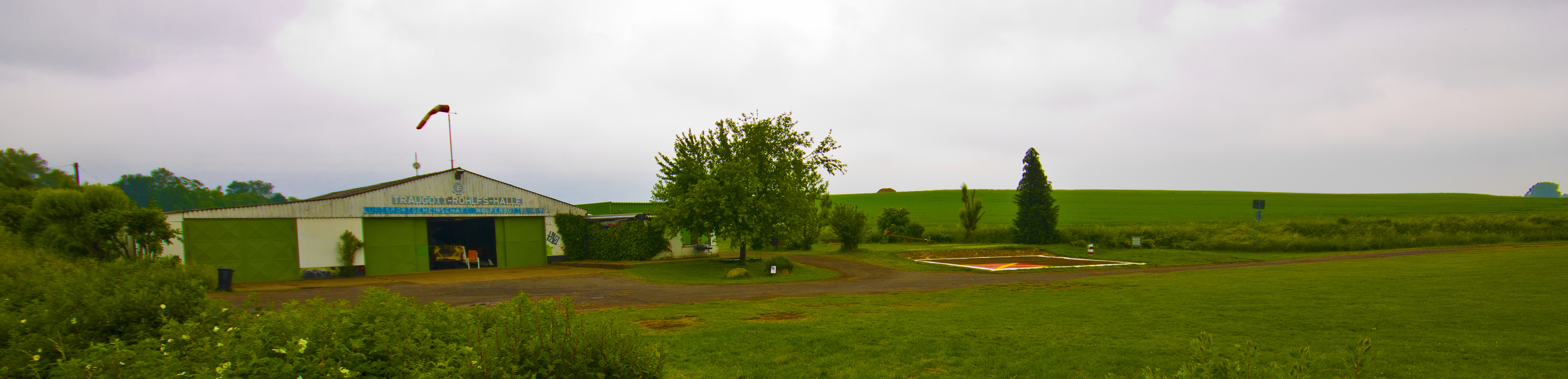
Luftsportverein im Stadtteil Linden

In Wolfenbüttel gibt es die Sportvereine MTV Wolfenbüttel, Germania Wolfenbüttel, ESV Wolfenbüttel, KSC Wolfenbüttel, LC BlueLiner und den Wolfenbütteler Schwimmverein von 1921.
Wolfenbüttel ist zudem für eine lange Basketballtradition bekannt, die Wolfenbüttel Wildcats (Damen) spielten bis 2013 in der 1. Bundesliga, die Herzöge Wolfenbüttel (Herren) spielen in der 2. Bundesliga ProB. Als größte Erfolge der Herren gelten die deutschen Pokalsiege 1972 und 1982 sowie die Vizemeisterschaft 1976. Den Damen gelang im Jahr 2012 der Gewinn der Deutschen Meisterschaft.
Mit der KG Braunschweig/Wolfenbüttel (hervorgegangen aus dem BAC Wolfenbüttel) hat die Stadt auch einen Box-Zweitligisten.
Seit Anfang 2005 gibt es in Wolfenbüttel auch eine American-Football-Mannschaft, die Wolfenbüttel Black Wolves.
Die TG (Turngemeinde) der Großen Schule Wolfenbüttel wurde 1828 gegründet und ist damit eine der ältesten noch bestehenden allein organisierten und sich selbst finanzierenden Turngemeinden in Deutschland.
Die Luftsportgemeinschaft Wolfenbüttel würde 1949 gegründet und nutzt die Große Wiese in Wolfenbüttel-Linden. Sie hat rund 80 Mitglieder.
Der Wolfenbütteler Schwimmverein von 1921 ist überregional durch Erfolge seiner Wasserballteams bekannt geworden. Die Männermannschaft wurde 1968 deutscher Titelträger bei den Wettbewerben für Vereine ohne Winterbad (VoW) und spielte 1979 kurzzeitig in der Bundesliga. Der Klub verfügt mit dem Freibad Fümmelsee über ein vereinseigenes Naturbad.
Zu Wolfenbüttel gehört mit dem DC Bulldogs auch ein Dartverein, der sich seit mehreren Jahren in der Dart-Bundesliga hält. In der Saison 2021/2022 belegten die Bulldogs den 2. Platz der Bundesliga, was den größten Erfolg der Vereinsgeschichte darstellt.

## Wirtschaft und Infrastruktur
Die Wolfenbütteler Wirtschaft wird durch kleine und mittelständische Unternehmen geprägt, größere Industriebetriebe gibt es in Wolfenbüttel nicht.

### Bedeutende aktive Unternehmen
Bankhaus C. L. Seeliger

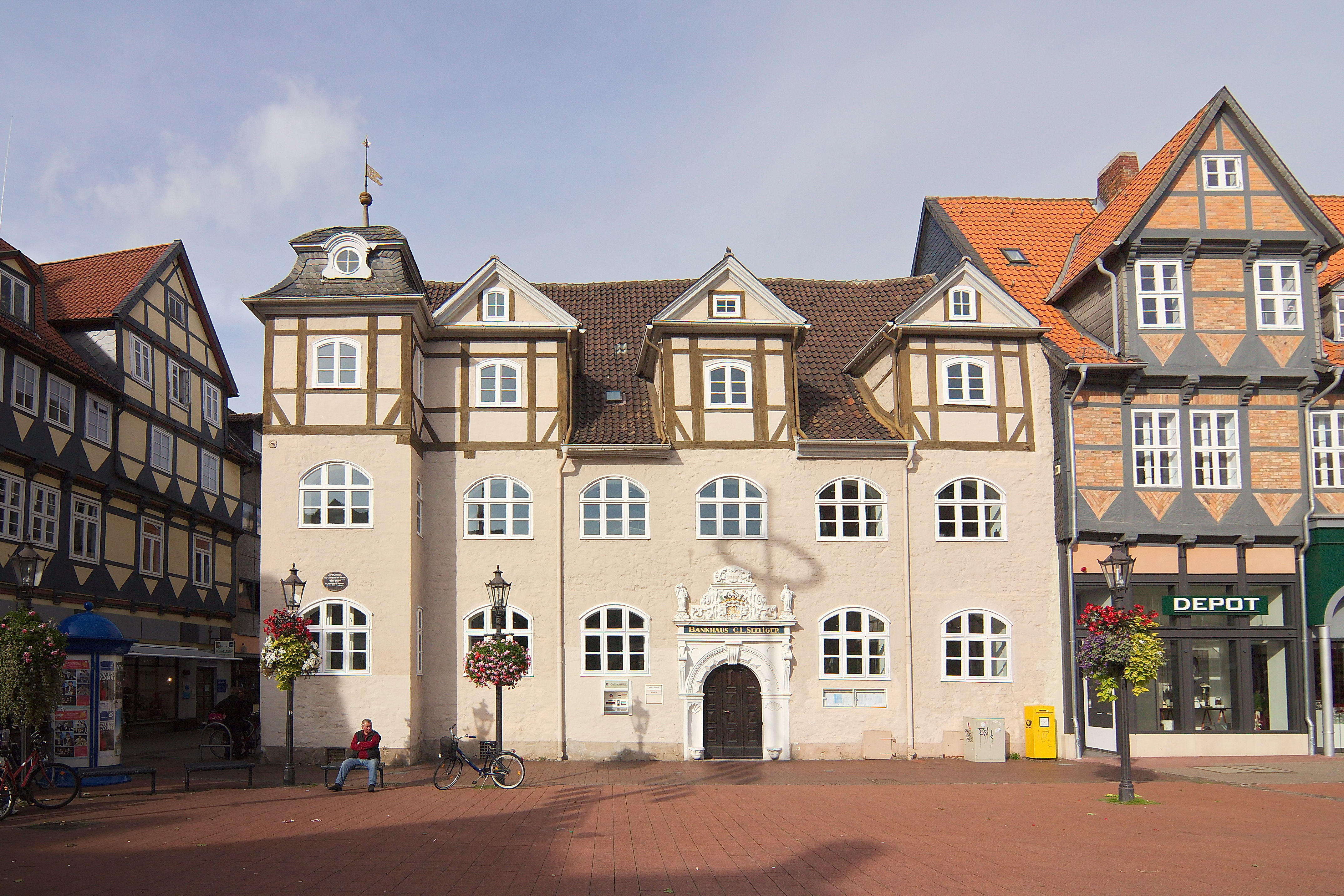
Bankhaus Seeliger von 1794

Das Bankhaus C. L. Seeliger ist eine Privatbank mit Sitz und Stammhaus in Wolfenbüttel, gegründet im Jahr 1794 als Handelsgeschäft.
Eder Maschinenbau GmbH
Das Wolfenbütteler Familienunternehmen EDER–Maschinenbau GmbH ist ein globaler Anbieter von Forstgeräten. Die Produktpalette besteht aus tragbaren Winden, Klettergeräten, Fällkeilen, diversen Anbaugeräten an Kettensägen sowie dem Spaltgerät und Hydraulikaggregat.

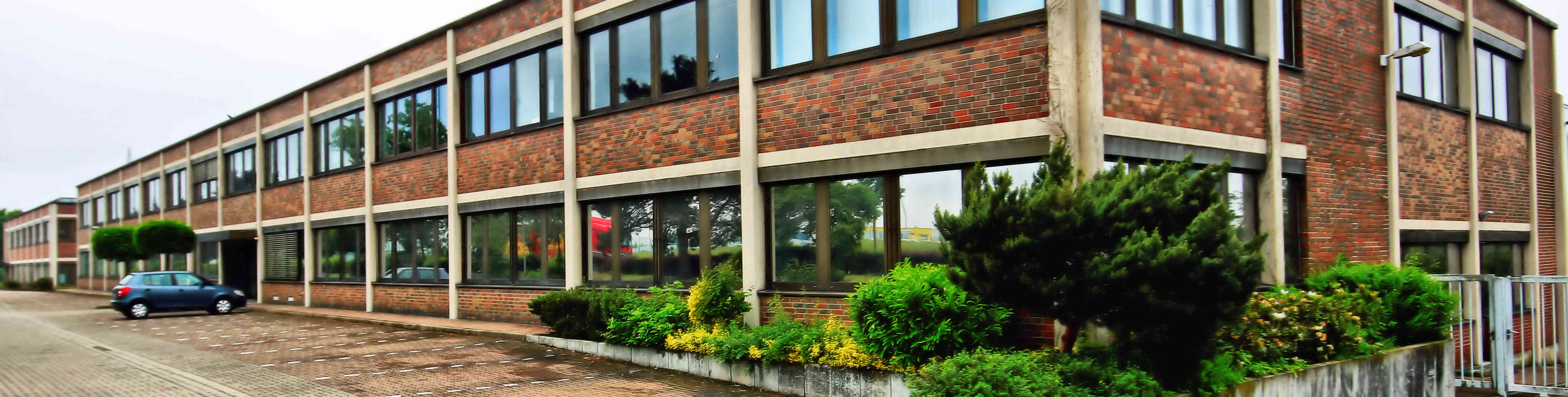
Ficosa Werk Wolfenbüttel, Zulieferer für die Automobilindustrie

Ficosa International – Metallwarenfabrik Wilke GmbH & Co. KG
Die Metallwarenfabrik Wilke GmbH & Co. KG entwickelt und produziert Rückspiegel für Busse, Landmaschinen, Lastkraftwagen und andere Nutzfahrzeuge. Gegründet wurde das Unternehmen im Jahr 1925 in Börßum, vier Jahre später zog es nach Wolfenbüttel. Von Anfang an stellte Wilke Teile für Motorfahrzeuge her. Wilke gehörte zwischenzeitlich zum Hella-Konzern und seit 1999 zur spanischen Ficosa-Unternehmensgruppe, einem Zulieferer für die Automobilindustrie. Das Unternehmen ist einer der größten Spiegelhersteller für Busse und Lastkraftwagen. Außerdem verbauen alle weltweit tätigen Traktorenhersteller Rückspiegel von Wilke. Mit über 150 Mitarbeitern wurden 2008 35 Millionen Euro umgesetzt, was fast einer Verdoppelung des Umsatzes von 18 Millionen Euro im Jahr 2002 entspricht.
Karl Heinrich Möseler Verlag
Der Karl Heinrich Möseler Verlag ist ein Verlag für klassische Musik. Das Programm umfasst weltliche und geistliche Chormusik, Kammermusik und Orchestermusik von der Renaissance bis in das 21. Jahrhundert.
Schirm GmbH
Die Schirm GmbH ist ein Dienstleister für die Chemiebranche und betreibt einen Standort in Wolfenbüttel. Als Bayer CropScience im Jahr 2008 seinen Standort auflöste, übernahm die Schirm GmbH (ehemals Lehnkering) Bürogebäude und einige Mitarbeiter.
Mast-Jägermeister

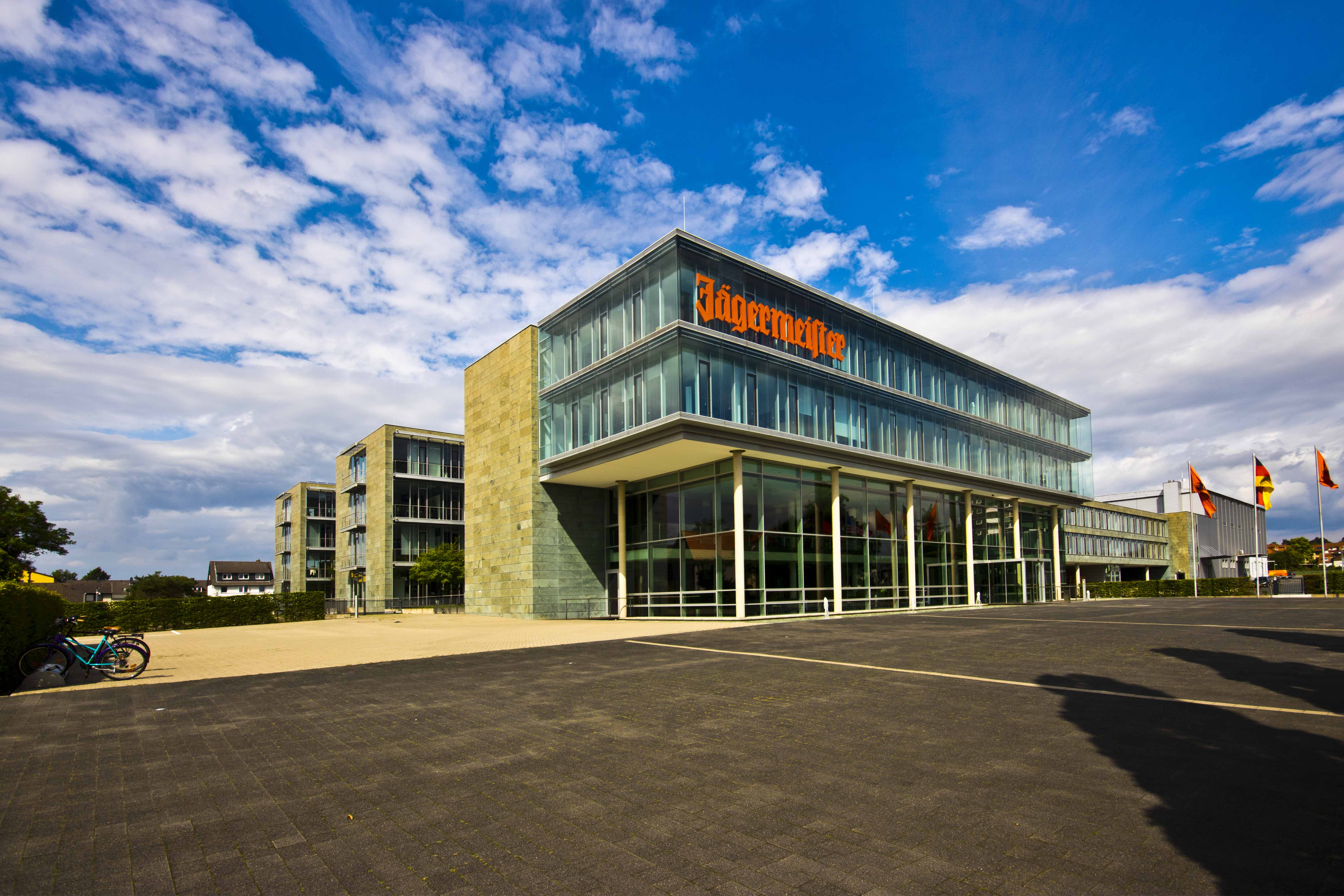
Jägermeister Hauptsitz Wolfenbüttel

Aus Wolfenbüttel kommt der bekannte Kräuterlikör Jägermeister. An der Wolfenbütteler Jägermeisterstraße liegt der Hauptsitz der Mast-Jägermeister SE mit Produktionsstätten und Verwaltungsgebäuden. Günter Mast, langjähriger Vorstandsvorsitzender und Aufsichtsratsmitglied, führte in der Saison 1973/1974 bei Eintracht Braunschweig die Trikotwerbung in der Fußball-Bundesliga ein.
MKN Maschinenfabrik Kurt Neubauer GmbH & Co. KG
Die Maschinenfabrik Kurt Neubauer GmbH & Co. KG (MKN) entwickelt und produziert Technik für gewerbliche Großküchen auf der ganzen Welt. Das Unternehmen wurde 1946 von Kurt Neubauer mit drei weiteren Mitarbeitern gegründet und konzentrierte sich am Standort Salzgitter zunächst auf Landmaschinen. Später erfolgten ein Umzug nach Wolfenbüttel und die Ausrichtung auf Profiküchentechnik. Heute beschäftigt MKN etwa 500 Mitarbeiter und vertreibt die Geräte in einhundert Ländern der Welt.
Pan Acoustics GmbH
Die Pan Acoustics GmbH mit Sitz in Wolfenbüttel wurde 2002 von Udo Borgmann gegründet. Sie entwickelt Lautsprecher und digitale Tonübertragungslösungen. Die Zeilenlautsprecher „Pan Beam“ mit Beam-Steering-Technologie sind beispielsweise in den Pariser Flughäfen, den Herrenhäuser Gärten in Hannover sowie in einem königlichen Palast in Marokko und in der Moschee Touba im Senegal installiert.
Reliatech Receptor Ligand Technologies GmbH
Die Reliatech GmbH (Receptor Ligand Technologies GmbH) ist ein biotechnisches Dienstleistungsunternehmen mit Sitz in Wolfenbüttel. Es ist auf die Herstellung von Reagenzien für die Forschung spezialisiert, mit Kunden in Europa, Nordamerika und Asien.
Reisebüro Schmidt GmbH
Das Reisebüro Schmidt ist ein Tourismusunternehmen. Das Familienunternehmen betreibt unter eigenen Marken und Tochtergesellschaften eine Busflotte für den öffentlichen Personennah- und Reiseverkehr, mehrere Reisebüros und ist Veranstalter eigener Charterflug- und Busreisen.
Schmidt-Kupplung GmbH
Das Unternehmen Schmidt-Kupplung GmbH wurde 1965 von Richard Schmidt und Walter Haarmann in Wolfenbüttel gegründet. Die Geschäftstätigkeit des Unternehmens liegt in der Entwicklung und der internationalen Vermarktung von drehsteifen Ausgleichskupplungen für den Maschinenbau. Basisprodukt ist die 1966 patentierte und nach dem Erfinder Richard Schmidt benannte Schmidt-Kupplung. Dieses Kupplungssystem ist eine drehsteife und kurzbauende Kupplung für einen großen veränderlichen Radialversatz und findet Einsatz u. a. in Profilieranlagen, Beschichtungsanlagen und Walzenantrieben. Das aktuelle Produktprogramm umfasst torsionssteife Kupplungen für Drehgeber, Spindelhubgetriebe bis hin zu Montageautomaten, Druck- und Verpackungsmaschinen.
Volksbank eG
Die Volksbank Wolfenbüttel-Salzgitter eG geht auf die 1902 gegründete Genossenschaftsbank zurück. Sie hatte zuletzt über 12.000 Mitglieder, 2016 erfolgte eine Fusion mit der Volksbank Vechelde-Wendeburg und der Volksbank Helmstedt zur Volksbank eG mit Sitz in Wolfenbüttel.
Welger Maschinenfabrik GmbH
Die Welger Maschinenfabrik GmbH ist ein Hersteller von Verdichtungstechnik für den landwirtschaftlichen und den industriellen Sektor. Das Unternehmen stellt überwiegend Strohpressen und Pressen für Verpackungsmaterialien her. Die Anfänge dieses Familienunternehmens liegen im Jahr 1856, als der Gottfried Welger in Seehausen in der Magdeburger Börde eine Schlosserei eröffnete. In den 1890er Jahren entstand in Seehausen das erste Werk für Landmaschinen. Mit seinen beiden älteren Söhnen Carl und Emil führte Welger das Unternehmen unter der Firma Gebrüder Welger, Maschinenfabrik. Die Wolfenbütteler Maschinenfabrik Gebrüder Welger wurde 1899 von den jüngeren Brüdern Franz und Gustav Welger gegründet. Die Gebrüder Welger hatten zum Ziel, die landwirtschaftliche Arbeit mit automatischen Strohpressen zu vereinfachen. Seit 2017 gehört der Standort zum AGCO-Konzern.

### Bedeutende Unternehmen der Vergangenheit
ANT Nachrichtentechnik GmbH
In den Räumen der ehemaligen Kuba-Imperial wurden in Wolfenbüttel Rundfunkübertragungswagen bei der ANT Nachrichtentechnik GmbH (später Bosch) gebaut bzw. ausgestattet. Die ANT ist auch Namensgeber für die in Wolfenbüttel ansässige Relaisfunkstelle DB0ANT des Ortsverbands Wolfenbüttel des Deutschen Amateur Radio Clubs e. V. (H36), da dafür anfänglich Funkgeräte von ANT benutzt wurden.
Busch, Barnewitz & Co.
In der Konservenfabrik Busch, Barnewitz & Co. wurden Obst und Gemüse in Konservendosen abgefüllt. Obst und Gemüse stammten direkt von den Wolfenbütteler Gärtnern, die im Stadtgebiet und im Umland ihre Äcker und Plantagen hatten. Die Familie Busch war eng verwandt mit dem Dichter Wilhelm Busch.
Eisvoigt Anlagen- und Gerätebau GmbH
Die Eisvoigt Anlagen- und Gerätebau GmbH war ein Hersteller von Kühlgeräten (unter anderem Verkaufskühltruhen).
Kuba-Imperial

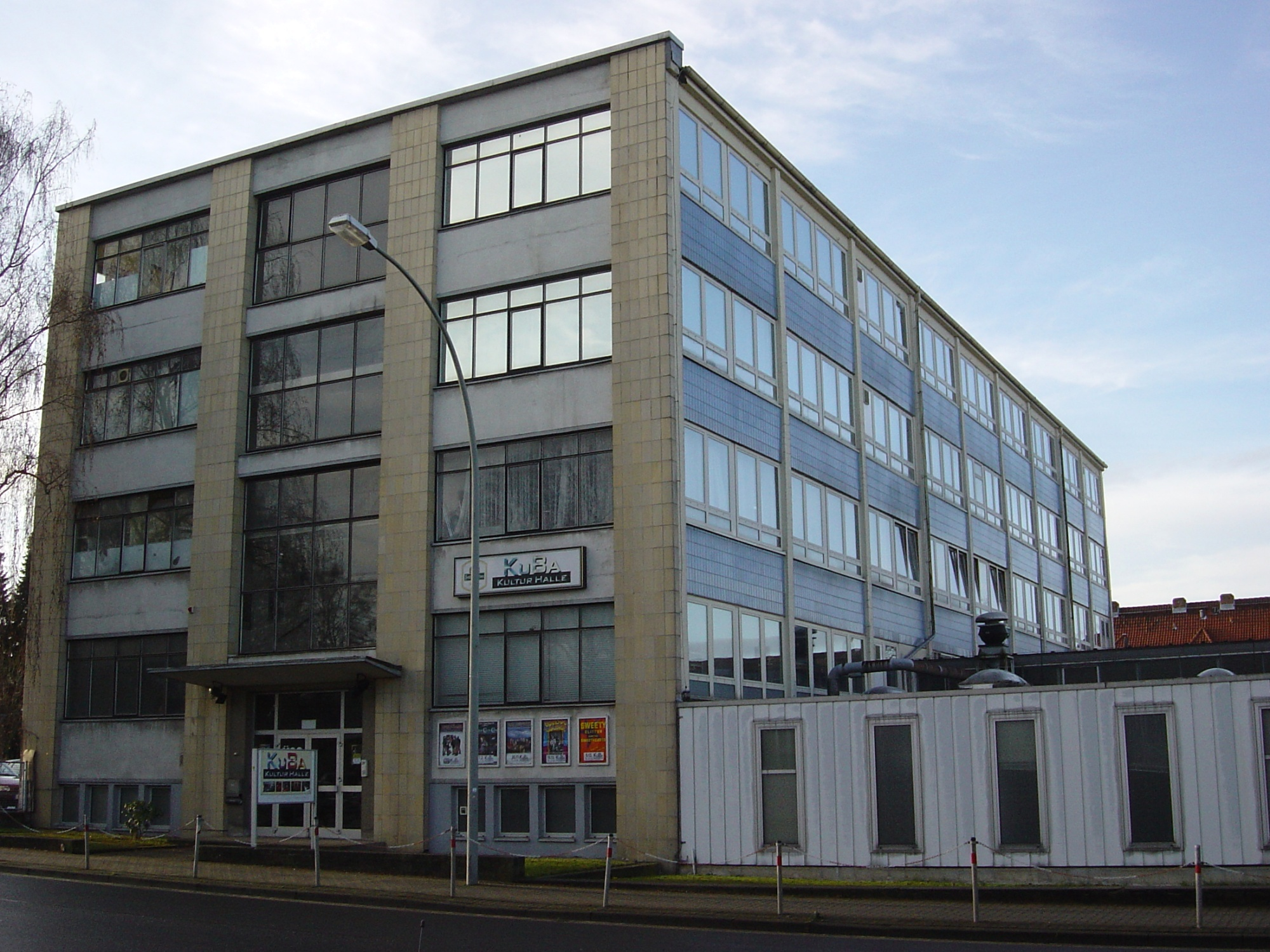
KuBa-Halle

Gerhard Kubetschek gründete 1948 das Kuba-Werk für „Tonmöbel“ – darunter verstand man damals stilvoll gestaltete Fernseher, Musiktruhen und Radios, die als wertvolle Einrichtungsgegenstände betrachtet wurden. 1957 wurde die Continental-Rundfunk GmbH Teil des neuen Unternehmens Kuba-Imperial. Mitte der 1960er Jahre waren über 4000 Personen im Kuba-Imperial-Werk an der Lindener Straße beschäftigt. Das Unternehmen war zu der Zeit der drittgrößte Hersteller von Radios und Fernsehern und hatte einen Jahresumsatz von etwa 220 Millionen DM. Im Jahr 1966 verkaufte Kubetschek das Unternehmen an den US-amerikanischen Elektronik-Konzern General Electric für 80 Millionen DM. Die ehemaligen Produktionsgebäude an der Lindener Straße existieren noch immer und werden von kleineren Betrieben und für kulturelle Veranstaltungen genutzt. Ein Museum erinnert an das Wirken von Kubetschek und die Geschichte seines Unternehmens.
Maschinenfabrik H. Eberhardt GmbH
Das Unternehmen wurde 1860 von Heinrich Eberhardt als Armaturenfabrik gegründet. Nach einiger Zeit spezialisierte man sich auf Kalkbrenn- und Kalkmilchanlagen, insbesondere Kalköfen für die Chemische Industrie und die Zuckerindustrie, die in alle Welt geliefert wurden. Um das Jahr 2000 wurde die Produktion an der Frankfurter Straße aufgegeben. Heute gibt es noch ein Konstruktionsbüro, das weltweit tätig ist. Der Unternehmenssitz ist seit 2008 in Lemgo.
Rudolf Jäger, Planen- und Zeltfabrik
Im Jahr 1885 gründete der Kaufmann Rudolf Jäger (* 1853 in Einbeck), genannt „der Wasserdichte“, auf den heutigen Grundstücken Dr.-Heinrich-Jasper-Straße 5–7 eine Manufaktur für Säcke, Pferdedecken und Bedarfsartikel für die Landwirtschaft. Im Ersten Weltkrieg kam dazu die Herstellung von Zelten für die Armee. In den 1930er Jahren wurde das Angebot erweitert, und die Herstellung von LKW-Planen kam dazu. In den Hochzeiten vor und während des Zweiten Weltkrieges hatte das Unternehmen zeitweise bis zu 200 Beschäftigte. Rudolf Jäger starb 1943, seine Söhne Hans und Rudolf führten den Betrieb bis 1975 weiter. Nach dem Tod von Hans Jäger wurde das Unternehmen an das Braunschweiger Unternehmen Karl Amme verpachtet.
Mühlenbauanstalt Luther & Peters
In Wolfenbüttel gab es an der Oker und den Kanälen viele Mühlen; auch deshalb wurde 1852 die Mühlenbauanstalt Luther & Peters hier gegründet, die später nach Braunschweig umzog und unter Hugo Luther weltweite Bedeutung erlangte.
Richard Schulz Seifenfabrik GmbH
Das Unternehmen wurde 1907 gegründet, es saß auf dem Grundstück Dr.-Heinrich-Jasper-Straße 55, produzierte Wasch- und Reinigungsmittel, Leder- und Fußbodenpflegemittel, kosmetische Artikel und vertrieb sie im Groß- und Einzelhandel. Geschäftsführer war Wilhelm Rode. 1967 wurde der Sitz nach Lengerich (Westfalen) verlegt.
Robert Bosch GmbH
Die Robert Bosch GmbH übernahm die ANT Nachrichtentechnik GmbH und stellte in Wolfenbüttel außerdem Telefone her.
Schering
Das Pharmaunternehmen Schering und seine Nachfolger unterhielten in Wolfenbüttel einen Standort für Forschung und Produktion. 1978 ereignete sich dort eine Explosion mit anschließendem Großbrand. Lange Zeit prägte der „Scheringturm“ – ein hoher und massiver Schornstein, der 2007 abgetragen wurde – Wolfenbüttels Skyline. Im Jahr 2006 übernahm die Bayer AG Schering und zog sich 2008 aus Wolfenbüttel zurück. Der Transportlogistiker Lehnkering (heute Schirm GmbH) übernahm die Bürogebäude und einen Teil der Belegschaft. Ein Großteil der Fertigungsgebäude wurde abgerissen.
Signum-Hemden
Bis zur Verlagerung nach Braunschweig wurden in Wolfenbüttel Signum-Hemden produziert.

### Tourismus
Im Januar 2009 wurde die Stadt Wolfenbüttel vom Land Niedersachsen als staatlich anerkannter Ausflugsort ausgezeichnet. Der historische Stadtkern von 1750 mit Innenstadt, Auguststadt und Juliusstadt zieht viele Touristen in die Stadt. Das Prädikat eines staatlich anerkannten Ausflugsorts ermöglicht es Wolfenbüttel, u. a. bis zu 8 verkaufsoffene Sonntage einzurichten.

### Verkehr
Straßenanbindungen

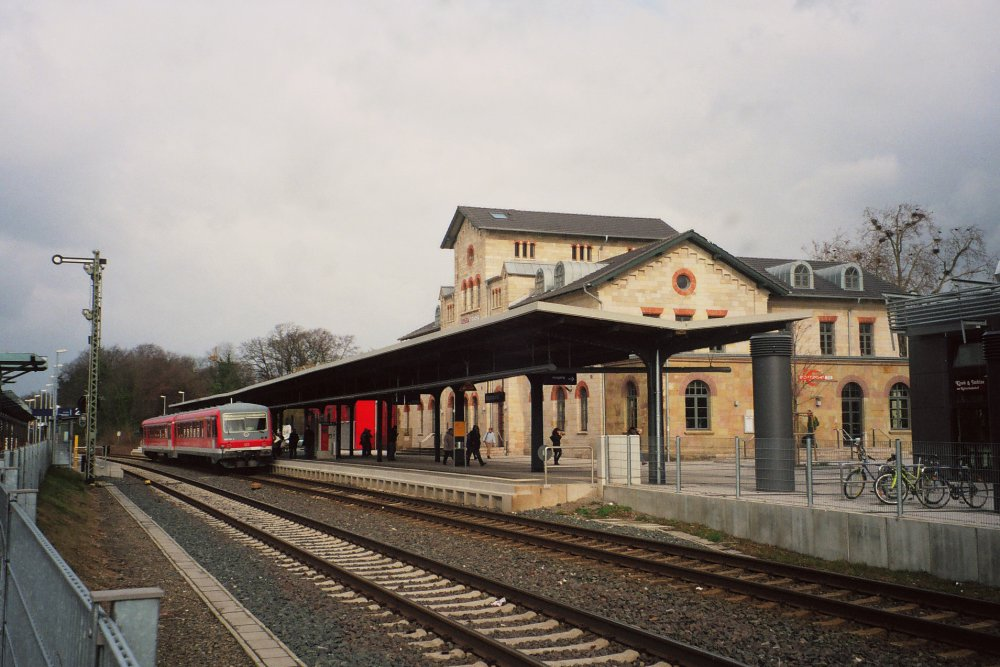
Bahnhof Wolfenbüttel

Wolfenbüttel ist mit vier Anschlussstellen der Bundesautobahn A 36 an das deutsche Autobahnnetz angeschlossen. Außerdem verläuft die Bundesstraße B 79 durch Wolfenbüttel.
Die B 4 führte ursprünglich durch Wolfenbüttel, wurde im Zuge des Baus der A 395 (heutige A 36) von Braunschweig nach Bad Harzburg in diesem Bereich aufgehoben, abschnittsweise zur B79 umgewidmet,  bzw. hinabgestuft und in den betroffenen Straßenabschnitten im Okertal auf Landstraßenniveau zurückgebaut.
Bahn- und Busverkehr
Wolfenbüttel ist mit dem Bahnhof Wolfenbüttel, betrieblich ein Haltepunkt, an das Streckennetz der Deutschen Bahn angeschlossen. Bereits 1838 erhielt die Stadt Bahnanschluss durch die Eröffnung der Bahnstrecke Braunschweig–Bad Harzburg. Nach dem Bau der Strecken Wolfenbüttel–Oschersleben und Oschersleben–Magdeburg sowie der Köln-Mindener Eisenbahn bildete ab 1847 die Strecke Wolfenbüttel–Braunschweig einen Teil der Ost-West-Achse Berlin–Hannover–Rheinland. Mit dem Bau der Berlin-Lehrter Bahn 1871 und der direkten Strecke Braunschweig–Helmstedt–Magdeburg 1872 endete die Phase dieser Verkehrsanbindung Wolfenbüttels.
Der frühere Bahnhof und heutige Haltepunkt liegt an den Bahnstrecken Braunschweig–Bad Harzburg/Goslar und Braunschweig–Schöppenstedt. Bis zum Fahrplanwechsel am 8. Dezember 2007 fuhren Züge auf letztgenannter Strecke bis Helmstedt durch. Alle Züge verkehren als Regionalbahnen. Das historische Empfangsgebäude dient seit einem Umbau, bei dem auch eines der zuvor drei Gleise entfernt wurde, nicht mehr dem Bahnbetrieb. Der nächstgelegene ICE-Bahnhof ist der Braunschweiger Hauptbahnhof.
Der Bahnhof Wendessen an der Strecke nach Schöppenstedt wird voraussichtlich Ende der 2020er-Jahre reaktiviert. Die Planung wurden durch den Regionalverband Großraum Braunschweig im Jahr 2019 begonnen. 
In der Stadt selbst verkehren neun innerstädtische Buslinien, die seit 1992 von der KVG Braunschweig betrieben werden. Ergänzt wird der öffentliche Personennahverkehr durch diverse lokale Busunternehmen, die Linien in die umliegenden Gemeinden und Städte unterhalten. Auch nach Braunschweig und Salzgitter existieren direkte Busverbindungen.
Vom 28. Oktober 1897 bis zum 1. Juli 1954 bestand eine Straßenbahnanbindung Wolfenbüttels an Braunschweig. Nach der Aufhebung der Linie wurde die Strecke zurückgebaut und die Straßenbahn durch Busse ersetzt.
Radverkehr
Wolfenbüttel arbeitet an der Verbesserung seiner Fahrradfreundlichkeit und war 2015 Gründungsmitglied bei der Gründung der Arbeitsgemeinschaft Fahrradfreundliche Kommunen Niedersachsen/Bremen (AGFK Niedersachsen/Bremen). In der Wolfenbütteler Stadtverwaltung ist dauerhaft eine hauptamtliche Radverkehrsbeauftragte tätig. 2018 haben sich Stadt und Landkreis Wolfenbüttel durch die AGFK Niedersachsen/Bremen erfolgreich als „Fahrradfreundliche Kommunen“ zertifizieren lassen und durften diesen Titel bis 2023 führen. Bei den zweijährlich stattfindenden Fahrradklimatests des ADFC schneidet Wolfenbüttel aber nur mittelmäßig ab und erhält seit 2012 ziemlich konstant Gesamtbewertungen zwischen 3,5 und 3,7 (nach Schulnotensystem), wobei beim jüngsten Ergebnis 2020 ein Hauptkritikpunkt die nicht mehr ausreichende Breite der (Rad)wege war, die mittlerweile an vielen Stellen für den (nicht zuletzt durch die Corona-Pandemie) stark zugenommenen Radverkehr unterdimensioniert sind.
Luftverkehr
In 80 km Entfernung liegt der internationale Flughafen Hannover. Der Flughafen Braunschweig-Wolfsburg in Braunschweig bietet einige wenige Charterflüge.
Etwa 3 km südöstlich des Zentrums liegt das Segelfluggelände Große Wiese.
Touristische Wege
Mit dem europäischen Fernwanderweg E6 führt ein rund 5200 km langer Wanderweg von Kilpisjärvi bis in die Dardanellen durch Wolfenbüttel. Radtouristisch ist Wolfenbüttel an den Weser-Harz-Heide-Radfernweg und an den Radweg Berlin–Hameln angeschlossen. Weiterhin ist Wolfenbüttel Start- und Zielpunkt des regionalen Eulenspiegel-Radwegs.

### Unterirdische Bauwerke
- Der Scheringtunnel ist ein Verbindungstunnel für Fußgänger von der ehemaligen Bundesstraße B4 (ungefähr am Stadtbad) zum Schering-Werksgelände an der Halchterschen Straße, der nicht mehr zugänglich ist.
- Etwa im Bereich des alten Güterbahnhofs gab es den Schießtunnel einer Munitionsanstalt aus der Zeit des Zweiten Weltkriegs.

### Gesundheitswesen

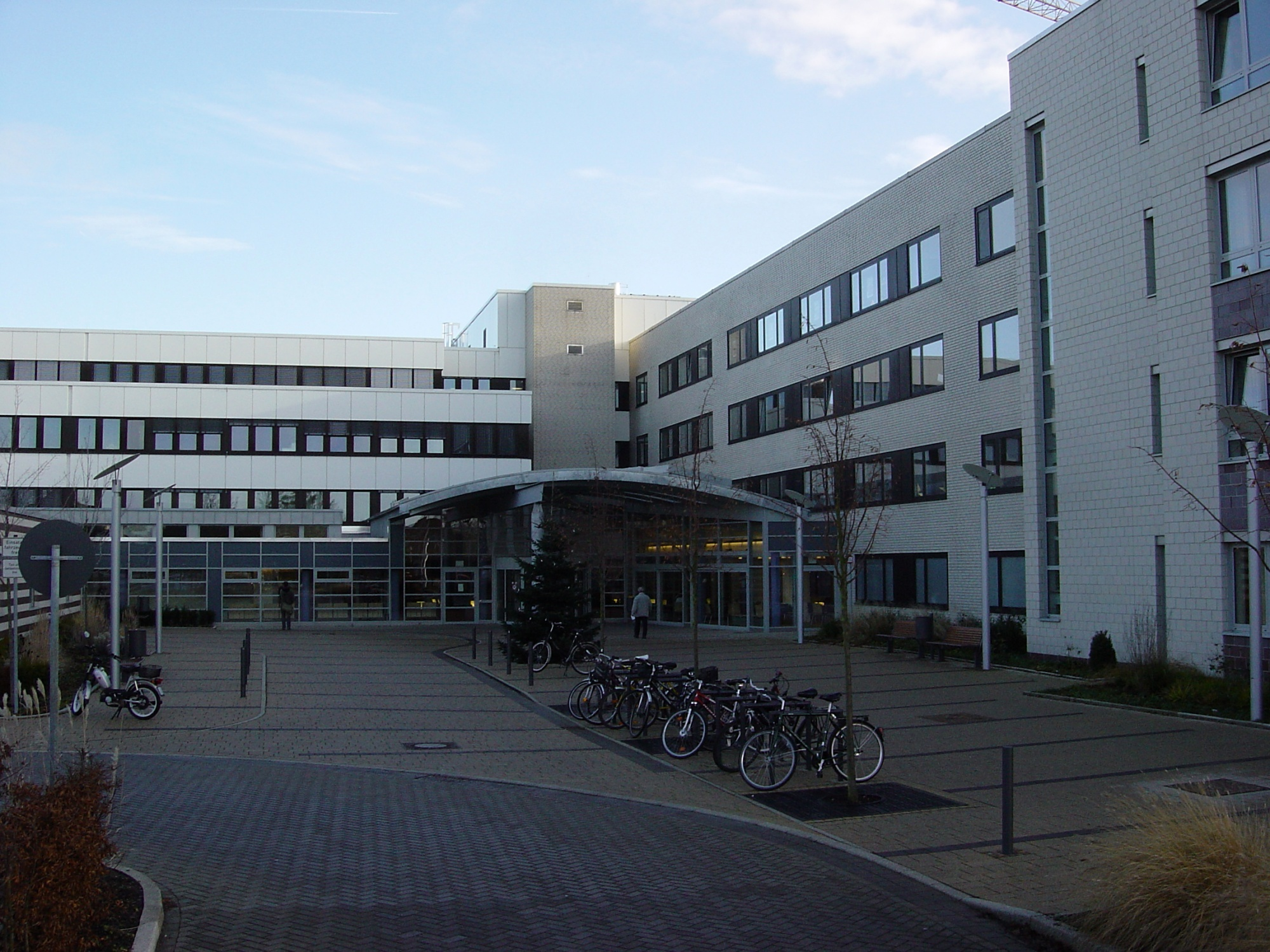
Städtisches Klinikum

Das Städtische Klinikum Wolfenbüttel ist ein Akut-Krankenhaus und akademisches Lehrkrankenhaus der Georg-August-Universität Göttingen. Das Klinikum hat eine Kapazität von 300 Betten; über 585 Mitarbeiter versorgen jährlich 11.700 stationäre und 7.300 ambulante Patienten.
Seit 1983 ist der Rettungshubschrauber (RTH) Christoph 30 am Wolfenbütteler Klinikum stationiert; er wird vom ADAC betrieben und im Rettungsdienst des DRK Wolfenbüttel eingesetzt. Die Besatzung des Christoph 30 setzt sich aus Notärzten des Wolfenbütteler Klinikums, Luftrettungsassistenten des DRK KV Wolfenbüttel und Piloten vom ADAC zusammen. Christoph 30 ist einer von fünf in Niedersachsen betriebenen Rettungshubschraubern. Das Einsatzgebiet des RTH erstreckt sich über einen Radius von 50 km rund um Wolfenbüttel. Einsatzbereit ist der RTH täglich von 7:00 Uhr bis zum Sonnenuntergang.
Ebenso ist der DRK Kreisverband Wolfenbüttel für den bodengebundenen Rettungsdienst und den Krankentransport in der Stadt und im Landkreis verantwortlich und stellt dafür Fahrzeuge und Personal bereit. Neben der Hauptwache auf dem Gelände der ehemaligen Gneisenau-Kaserne an der Dietrich-Bonhoeffer-Straße werden RTW-Stationen Am Exer, in Schöppenstedt und in Heiningen unterhalten. Am Klinikum Wolfenbüttel ist ein Notarzteinsatzfahrzeug mit einem Rettungsassistenten stationiert. Den diensthabenden Notarzt stellt das Klinikum Wolfenbüttel.

### Medien

Titelblatt der Erstausgabe der Aviso Relation oder Zeitung vom 15. Januar 1609

Titelblatt der Zeitung für Städte, Flecken und Dörfer vom 13. November 1790

Am 15. Januar 1609 erschien in Wolfenbüttel die erste Ausgabe der Zeitung Aviso, Relation oder Zeitung, herausgegeben von Julius Adolph von Söhne. Der Aviso gilt als zweitälteste deutschsprachige Zeitung. Er sollte eine elitäre Zielgruppe mit Nachrichten aus großen Metropolen der damaligen Zeit unterhalten.
Ab 1786 gab der Pastor Hermann Braess aus Dettum die Zeitung für Städte, Flecken und Dörfer, insonderheit für die Lieben Landleute alt und jung heraus. Die sogenannte Rothe Zeitung war eine lokale Zeitung und sprach als Leser die gemeine Bevölkerung an, also eine breite Leserschaft. Durch Mitteilung nützlicher Kenntnisse und umfassende Berichterstattung, z. B. von der französischen Revolution, sollte die Aufklärung der Landleute betrieben werden. Dem allgemeinen Trend des Lesens folgend, wurde auch im aufgeklärten Herzogtum Braunschweig-Wolfenbüttel Ende des 18. Jahrhunderts zunehmend gelesen. Die Rothe Zeitung setzte auf nüchterne und sachliche Berichterstattung. Sie gilt als Vorläufer der Wolfenbütteler Zeitung, einer lokalen Tageszeitung mit Wolfenbütteler Stadt- und Kreisnachrichten. Der Wechsel zum Wolfenbütteler Heckner Verlag im Jahr 1866 ermöglichte die Herausgabe als lokale Tageszeitung für Wolfenbüttel und den Kreis. Von 1937 bis zum Ende des Zweiten Weltkriegs gab es einen Einschnitt; das Neueste aus dem Kreis erschien in der Braunschweiger Zeitung. Am 25. November 1986 feierte die Wolfenbütteler Zeitung ihr 200-jähriges Bestehen. 1993 ging die Wolfenbütteler Zeitung im Braunschweiger Zeitungsverlag auf. Die Braunschweiger Zeitung unterhält seitdem in Wolfenbüttel eine Geschäftsstelle und die Lokalredaktion Wolfenbütteler Zeitung und Anzeiger.
Mit dem werbefinanzierten Wolfenbütteler Schaufenster erscheint zweimal wöchentlich ein auf das Stadtgebiet begrenztes Lokalblatt. Darüber hinaus gibt es auch die tägliche Online-Zeitung regionalheute.de.

## Bildung und Wissenschaft
Wolfenbüttel hatte als Wohnsitz der Herzöge früh Bedeutung als Stadt der Schulen und der Wissenschaft erlangt. Insbesondere die Herzog August Bibliothek ist bis heute ein Anziehungspunkt für Wissenschaftler aus aller Welt, hier wirkten Gotthold Ephraim Lessing und der Universalgelehrte Gottfried Wilhelm Leibniz als Bibliothekare. Die Physiker Julius Elster und Hans Friedrich Geitel waren in Wolfenbüttel als Forscher und Lehrer tätig. Heute gibt es in Wolfenbüttel neben den allgemeinbildenden Schulen berufsbildende und fortbildende Einrichtungen bis hin zur Fachhochschule.

### Allgemeinbildende Schulen
Wolfenbüttel verfügt über neun Grundschulen, von denen sich vier in den außenliegenden Stadtteilen Fümmelse, Groß Stöckheim, Halchter und Salzdahlum befinden. Fünf weitere Einrichtungen sind auf das Stadtgebiet verteilt: die Wilhelm-Busch-Grundschule (früher Grundschule Cranachstraße), die Grundschule am Geitelplatz, die Grundschule Harztorwall, die Grundschule Karlstraße und die Wilhelm-Raabe-Schule (die bis 2015 auch einen Hauptschulzweig führte). Die Erich-Kästner-Schule ist eine Hauptschule. Weiterhin existiert noch eine Realschule im Stadtgebiet, die offene Ganztagsschule Leibniz-Realschule. Die ehemalige UNESCO-Projekt-Schule Lessing-Realschule wurde zum Ende des Schuljahrs 2016/2017 geschlossen. Zu den zwei integrierten Gesamtschulen zählen seit 2010 die Integrierte Gesamtschule Wallstraße und seit 2012 die Henriette-Breymann-Gesamtschule. Die Wilhelm-Busch-Grundschule, die Erich-Kästner-Schule und die Leibniz-Realschule bilden den Schulkomplex an der Cranachstraße. Zusätzlich gibt es die Förderschulen Peter-Räuber-Schule (geistige Entwicklung) und die Schule am Teichgarten (Schwerpunkt Lernen).
Die weiterführenden Schulen befinden sich ausschließlich im Stadtgebiet. 2004 fielen in Wolfenbüttel die Orientierungsstufen weg. Mit den gestiegenen Schülerzahlen an den weiterführenden Schulen mussten neue Räumlichkeiten zur Verfügung gestellt werden. So wurden die Klassenräume der ehemaligen Orientierungsstufe der Schule Wallstraße anfangs als Erweiterung für die drei Wolfenbütteler Gymnasien genutzt und seit 2010 als integrierte Gesamtschule. Das Schulgebäude an der Wallstraße beherbergte über die Jahre hinweg viele unterschiedliche Schulformen: 1885 als Erste Bürgerschule Wolfenbüttel eröffnet, bis 2004 mit einer Orientierungsstufe und Hauptschule zwei Schulformen und seit 2004 die unteren Jahrgänge der drei Gymnasien. Neben der heutigen integrierten Gesamtschule Wallstraße wurden die Räumlichkeiten noch bis 2014 vom Gymnasium im Schloss genutzt. Die ehemalige Grund- und Hauptschule Karlstraße wurde zu einer Grundschule, der Hauptschulzweig wurde in das Schulzentrum Cranachstraße verlegt und in Erich-Kästner-Schule umbenannt.
Etwa 2750 Schüler besuchen eines der drei Wolfenbütteler Gymnasien. Mit über 1200 Schülern ist das Gymnasium im Schloss (GiS) die größte Einrichtung dieser Art in Wolfenbüttel. Das Theodor-Heuss-Gymnasium (THG) und die Große Schule besuchen jeweils etwas unter 800 Schüler.
Gymnasium im Schloss
Die Anfänge des Gymnasiums im Schloss gehen auf die 1866 gegründete Anna-Vorwerk Schule für Mädchen zurück. Was mit einem kleinen Kindergarten in den ehemals herzoglichen Räumlichkeiten des Residenzschlosses anfing, entwickelte sich in den darauffolgenden Jahren zu einer Mädchenschule und noch später zu einem Lehrerinnenseminar. Anna Vorwerk konnte mit ihren neugegründeten Bildungseinrichtungen für Mädchen und Lehrerinnen die Räume des Schlosses Wolfenbüttel nutzen, weil der gesamte Hofstaat vor über 100 Jahren nach Braunschweig verlegt worden war. Ende des 19. Jahrhunderts verfügten die Schloßanstalten über einen Kindergarten, eine Höhere Töchterschule, ein Internat für auswärtige Schülerinnen, ein Lehrerinnenseminar und sogar ein Feierabendhaus für pensionierte Lehrerinnen. Die anfangs privat geführten Bildungseinrichtungen waren zunehmend auf staatliche Unterstützung angewiesen und wurden im Lauf der Zeit in die Hände der Stadt Wolfenbüttel und des Braunschweiger Staats gegeben. 1923 erfolgte nun unter staatlicher Verantwortung die Umbenennung in Anna-Vorwerk-Oberschule. Seit 1969 ist das Gymnasium im Schloß (heute Gymnasium im Schloss) eine Schule für Jungen und Mädchen.

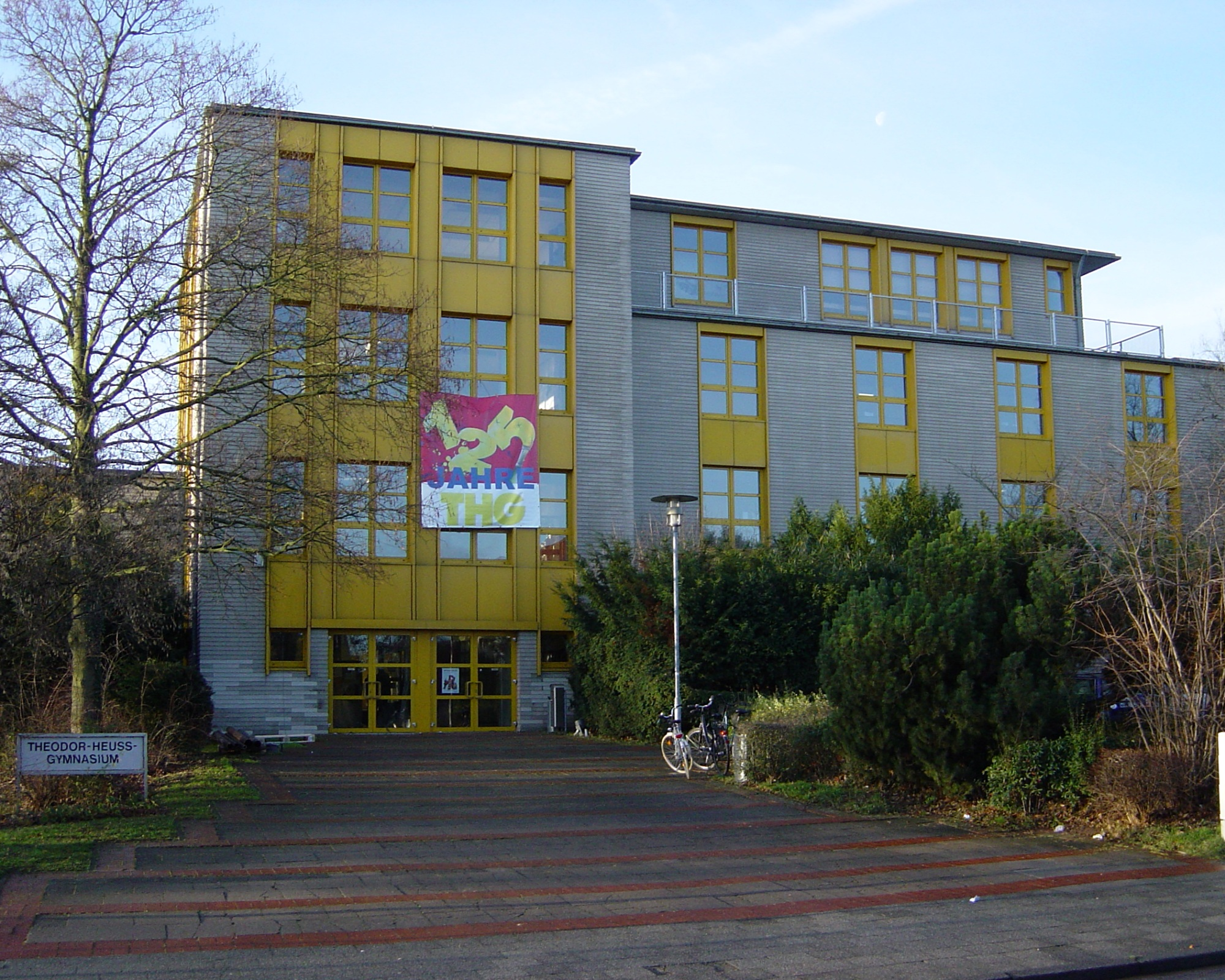
Theodor-Heuss-Gymnasium
Das Theodor-Heuss-Gymnasium (THG) wurde am 24. März 1884 als Höhere Bürgerschule gegründet. Die Schule hatte anfänglich 140 Schüler und neun Lehrer, mittlerweile werden hier ca. 750 Jungen und Mädchen von etwa 90 Lehrern unterrichtet. Das THG zog am 25. September 1962 vom Wolfenbütteler Schloss in das Schulgebäude Karl-von-Hörsten-Straße 7–9 um. Zugleich wurde die Schule nach Theodor Heuss, dem ersten Bundespräsidenten der Bundesrepublik Deutschland, benannt. Das Schulgebäude gliedert sich in einen Neu- und einen Altbau, in denen sich 57 Klassenräume, zwei Physikräume, zwei Chemieräume, zwei Biologieräume, zwei Turnhallen, zwei Musikräume, eine Aula, eine Pausenhalle, ein Sprachlabor, eine Bücherei und ein großer Schulhof befinden.
Große Schule

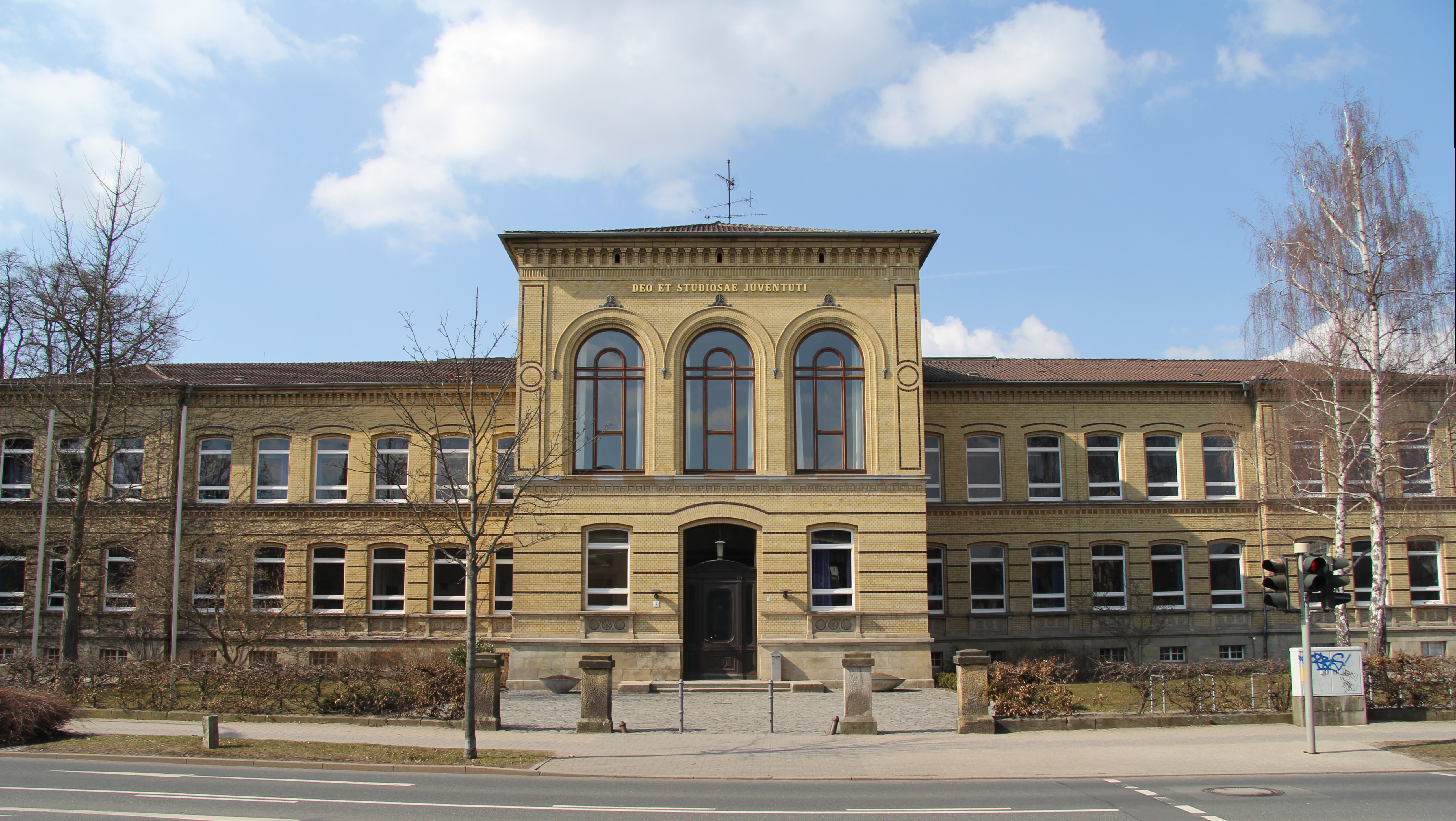
Frontansicht der Großen Schule am Rosenwall 12

Die Große Schule hat ihre Wurzeln im Jahr 1542 als Knabenschule für Christentum und alte Sprachen. Mit dem Einzug in ein neues Schulgebäude an der Marienkirche wurde auch der Schwerpunkt der Lehre auf logisches Denken und Gotteserkenntnis gelegt. Über 100 Jahre später zog die Hochfürstliche Schule in Wolfenbüttel dann 1705 in die herzogliche Kommisse ein. Ihren heutigen Namen Große Schule erhielt sie im Jahr 1749, als sie in Herzogliche Große Schule umbenannt wurde. Ein weiterer Umzug erfolgte 1879, als der Schulneubau Am Rosenwall 12 bezogen wurde, der noch heute genutzt wird. Mit Julius Elster und Hans Friedrich Geitel, die seit etwa 1881 als Lehrer der Großen Schule angestellt waren, zählen zwei berühmte Physiker zum Lehrerkollegium. Der Schriftsteller und Altphilologe Wilhelm Brandes leitete die Große Schule von 1893 bis zu seiner Pensionierung im Jahr 1921.

### Fachhochschule

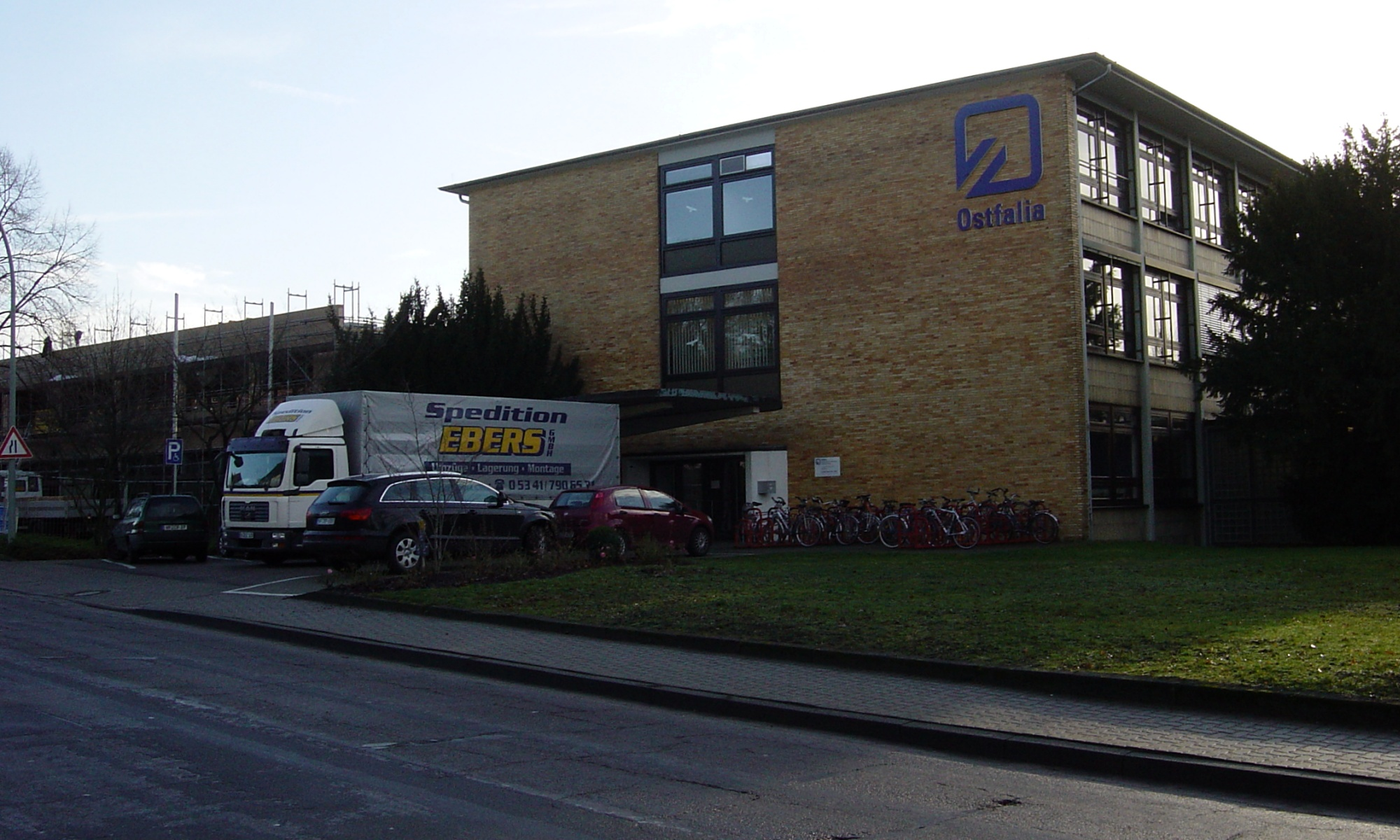
Ostfalia Hochschule

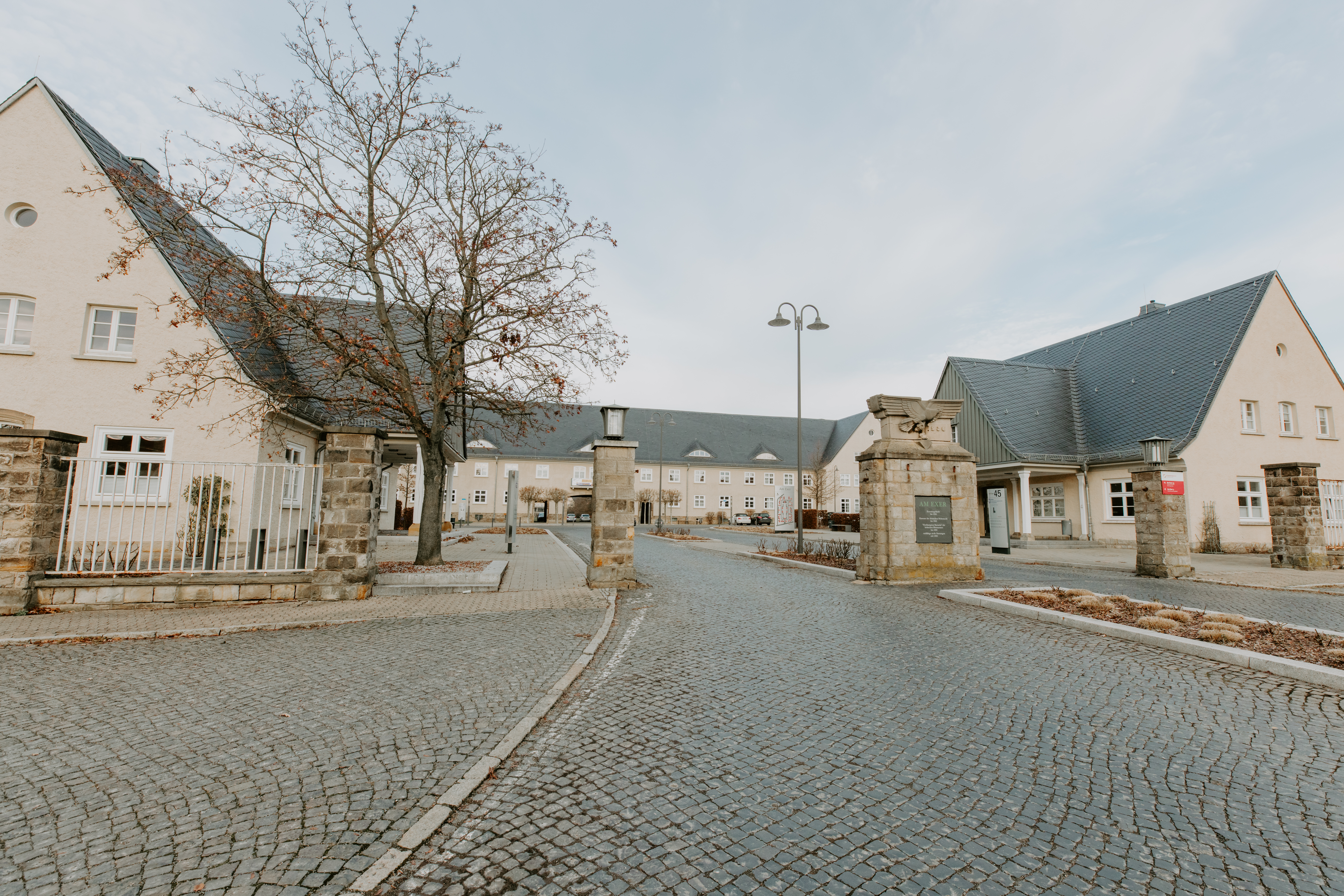
Ostfalia Campus in der früheren Kaserne Am Exer

Die heutige Ostfalia Hochschule für angewandte Wissenschaften umfasst am Standort Wolfenbüttel neben den typischen Ingenieur-Studiengängen wie Elektrotechnik, Maschinenbau und Versorgungstechnik auch Fachbereiche für Informatik, Recht und Sozialpädagogik. Am Standort Wolfsburg wird u. a. Fahrzeugtechnik angeboten und am Standort Salzgitter befindet sich zudem eine Fakultät für Verkehr, Sport, Tourismus und Medien. Im Sommersemester 2010 kam neu hinzu der Standort Suderburg mit den Fakultäten „Bau-Wasser-Boden“ und „Handel und Soziale Arbeit“. Insgesamt zählt die Ostfalia mit vier Standorten, zwölf Fakultäten, 70 Studiengängen über 11.000 Studenten und über 800 Mitarbeiter (davon ca. 200 Professoren). Hervorgegangen ist der technische Bereich der Fachhochschule aus dem 1928 von Bernhard Harder gegründeten privaten Technikum Wolfenbüttel. Als private Bildungseinrichtung für Elektrotechnik und Maschinenbau hatte das Technikum am Rosenwall anfänglich nur zwei Lehrkräfte, Harder und Fritz Massig, und war dem Braunschweigischen Volksbildungsminister unterstellt. Der erste Jahrgang umfasste 48 Studenten. Ein Jahr später erhielt das Technikum von der Staatsregierung Braunschweig die Anerkennung als Höhere Technische Lehranstalt (HTL). Das fünfsemestrige Studium an der HTL Wolfenbüttel schloss mit einer staatlich anerkannten Prüfung ab.
Nach dem Zweiten Weltkrieg wurden 1947 erst wenige Lehrveranstaltungen durchgeführt, 1949 erfolgte ein Neubeginn als Staatliche Ingenieurschule. Zu dieser Zeit war die Wolfenbütteler Ingenieurschule die einzige intakte ihrer Art in Niedersachsen. Mit der Einweihung des neuen Standorts an der Salzdahlumer Straße im Jahr 1955 verließ man das Gebäude Am Rosenwall 14, das heute durch das Gymnasium Große Schule genutzt wird. Zur Zeit der großen Studentenproteste folgte 1968 die Umwandlung der Staatlichen Ingenieurschule in eine Staatliche Ingenieurakademie. In den Folgejahren und nach weiteren Protesten und Bildungsstreiks für mehr Demokratie im Bildungsbetrieb folgte 1971 die Zusammenlegung mit der Höheren Fachschule für Sozialpädagogik der Stadt Braunschweig und im Rahmen der bundesweiten Einrichtung von Fachhochschulen 1972 die Umwandlung in eine staatliche Fachhochschule mit den Fachbereichen Elektrotechnik, Maschinenbau und Sozialwesen. Der Standort Wolfsburg wurde Ende der 1980er Jahre und der Standort Salzgitter wurde Anfang der 1990er Jahre eröffnet. 2009 erhielt die Fachhochschule den heutigen Namen Ostfalia. Nach der Verlegung der Braunschweiger Fakultät für soziale Arbeit mit dem Studiengang Sozialpädagogik nach Wolfenbüttel im Jahr 2010 zählte der Standort über 4000 Studierende. Der größte Standort ist der Wolfenbütteler Campus mit über 5000 von insgesamt 11.680 Studierenden an allen Ostfalia-Standorten.

### Sonstige Bildungs- und Forschungseinrichtungen
In Wolfenbüttel befinden sich zwei berufsbildende Schulen: zum einen die öffentliche Carl-Gotthard-Langhans-Schule und zum anderen die private Oskar-Kämmer-Schule. Die Bundesakademie für kulturelle Bildung Wolfenbüttel ist eine Fortbildungseinrichtung für Menschen, die im gesamten Kulturbetrieb und besonders in der Kulturvermittlung arbeiten. Sie veranstaltet regelmäßig Workshops, Seminare und Tagungen. An der Justizvollzugsschule werden Justizvollzugsbeamte des Landes Niedersachsen ausgebildet.
An der Herzog August Bibliothek (HAB) wird Forschung zum Mittelalter und zur frühen Neuzeit betrieben und gefördert, unter anderem durch Stipendien. Neben den vor Ort zu besichtigen Werken können auch digitalisierte Bücher, Zeichnungen und Kupferstiche in Onlinedatenbanken wie dem Virtuellen Kupferstichkabinett über das Internet eingesehen werden. In den Räumlichkeiten der HAB befindet sich die Lessing-Akademie. Sie dient als gemeinnütziger Verein in erster Linie der Erforschung von Werk und Leben Gotthold Ephraim Lessings und seiner Zeit, der Epoche der Aufklärung.
2009 wurde die Landesmusikakademie Niedersachsen in der Stadt am Rande des Seeliger-Parks angesiedelt. Die Peter-Räuber-Schule ist eine 1976 gegründete Förderschule.

### Ehemalige Ausbildungsstätten
Wolfenbüttel war in der Vergangenheit Sitz eines Lehrerseminars, eines Predigerseminars, der Ritterakademie Rudolph-Antoniana und der Bundesfachschule für das Konditorenhandwerk. Von 1786 bis 1928 bestand mit der Samson-Schule eine überregional bedeutende jüdische Freischule.

## Andere Medien
Karten
- Ludwig Güßfeld, Homann Erben: Die Fürstenthümer Grubenhagen, Calenberg, Wolfenbüttel und Blankenburg 1786. (Reprint einer historische Karte) Verlag Rockstuhl, Bad Langensalza 2002, ISBN 3-936030-51-0.

Video
- Peter Moers: Bilderbuch Deutschland – Wolfenbüttel; Dokumentation (NDR 1996)
- Jürgen Lossau: Sechs Damen vom Grill (Wo Würstchen zur Nebensache werden); Dokumentation (NDR 2006) aktion.tv
- Helmut Käutner: Die Feuerzangenbowle; Kinofilm (1970) imdb.com
- Christian Görlitz: Die Geisel; Fernsehfilm (2003) imdb.com
- Sebastian Grobler: Der ganz große Traum; Kinofilm (2011) imdb.de

Audio
- Michael Praetorius: Es ist ein Ros entsprungen, Evangelisches Gesangbuch (EG 30), Weihnachts Messe (1609)
- Otto Waalkes: Der Würger von Wolfenbüttel, Otto (1973)
- Bonaparte: Wolfenbüttel (2017)